# Религия в Ульяновске

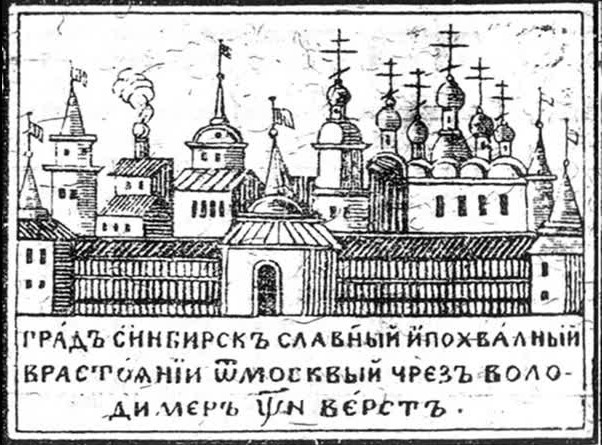
Лубочное изображение Синбирска (позже Симбирск, в настоящее время Ульяновск).

Религия в Ульяновске — религиозные учреждения различных конфессий в городском округе Ульяновск.

## История

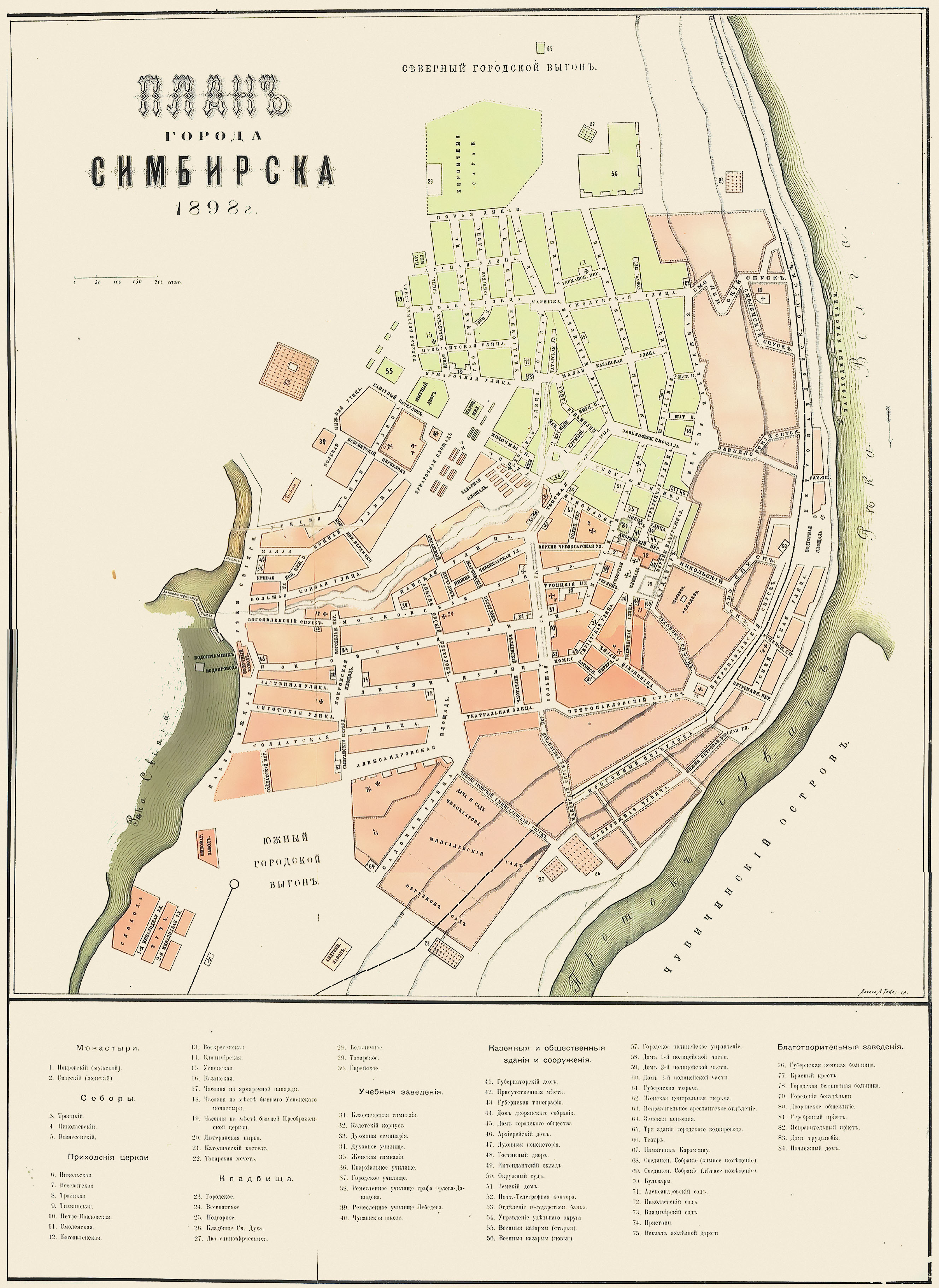
План Симбирска 1898 года Мартынова Павла Любимовича. На плане показаны: монастыри, соборы и церкви.

### Православие
С основания Симбирска в 1648 году были построены следующие церкви: Богоявленская церковь, Троицкая церковь, Успенская церковь и Спасский женский монастырь.
С начала существования города все бывшие в нём церкви и монастыри (Спасский, Успенский, Соловецкая пустынь и Покровский) были причислены к патриаршей области и находились в полной зависимости oт казённого патриаршего приказа и составляли, вместе с церквами, построенными в селениях Симбирского уезда, Симбирскую «десятину» — особый церковно-административный округ патриаршей области. В 1651 году Симбирск был присоединен к патриаршей области, по отписке и переписным книгам соборного протопопа Сергея. В 1657 году Симбирская десятина отдана митрополиту Казанскому и Свияжскому Лаврентию, с условием взноса в патриаршую казну ежегодно по 50 рублей, но у митрополита с духовенством «учинился спор и Симбирской десятины попов челобитье». Причиною спора оказалось требование дани в большем размере, чем священники платили раньше патриарху. Ввиду этих недоразумений, в 1659 году состоялся Царской Указ, в силу которого г. Симбирск с уездом был изъят из Казанской митрополии и приписан обратно к патриаршей области. В книгах казённого патриаршего приказа г. Симбирск числится до 1667 года, после чего снова утверждается за Казанскою митрополиею.
В 1697 году было положено начало основанию Симбирского Покровского (Благовещенского) монастыря.
В 1730-х годах на Петропавловском спуске к Волге была построена каменная Преображенская церковь, но из-за частых оползней её упразднили в 1840 году, а в 1854 году была разобрана. На месте престолов были поставлены три небольшие кирпичные часовни. В середине 1950-х их место нахождения затоплено. Служители были переведены в новый храм, Казанскую церковь в слободе Канава, открывшийся в 1856 году. Также из него доставили иконостас и утварь.
С 1744 по 1786 годы, около современной Площади 30-летия Победы, находилась деревянная Введенская церковь.
На спуске Степана Разина в XVIII веке находилась Михаило-Архангельская церковь, построена в 1754 году рядом (в одной ограде) с Петропавловской церковью. К 1854 году Михаило-Архангельская церковь пришла в окончательную ветхость. В 1857 году, по требованию полиции прихожане, из-за опасности внезапного разрушения храма, были обязаны его разобрать. В 1858 году здание было разобрано на средства Петропавловской церкви. Из кирпичей этого храма в 1859 г. была построена «новая и по новому Высочайше утвержденному плану» двухъярусная колокольня Петропавловской церкви.
В 1803 году было открыто Симбирское духовное училище.
10 февраля 1832 года состоялось учреждение самостоятельной Симбирской епархии.
В 1840 году была открыта Симбирская духовная семинария.
16 (28) августа 1876 года было открыто епархиальное училище — Симбирское епархиальное женское училище.
На 1900 год в Симбирске были следующие церкви:
1. Кафедральный Свято-Троицкий собор, построен в 1824—1841 г.г. и Николаевский собор (построен в 1648).
2. Спасо-Вознесенский собор, построен 1660 году, построен вновь в 1901—1904 годах.

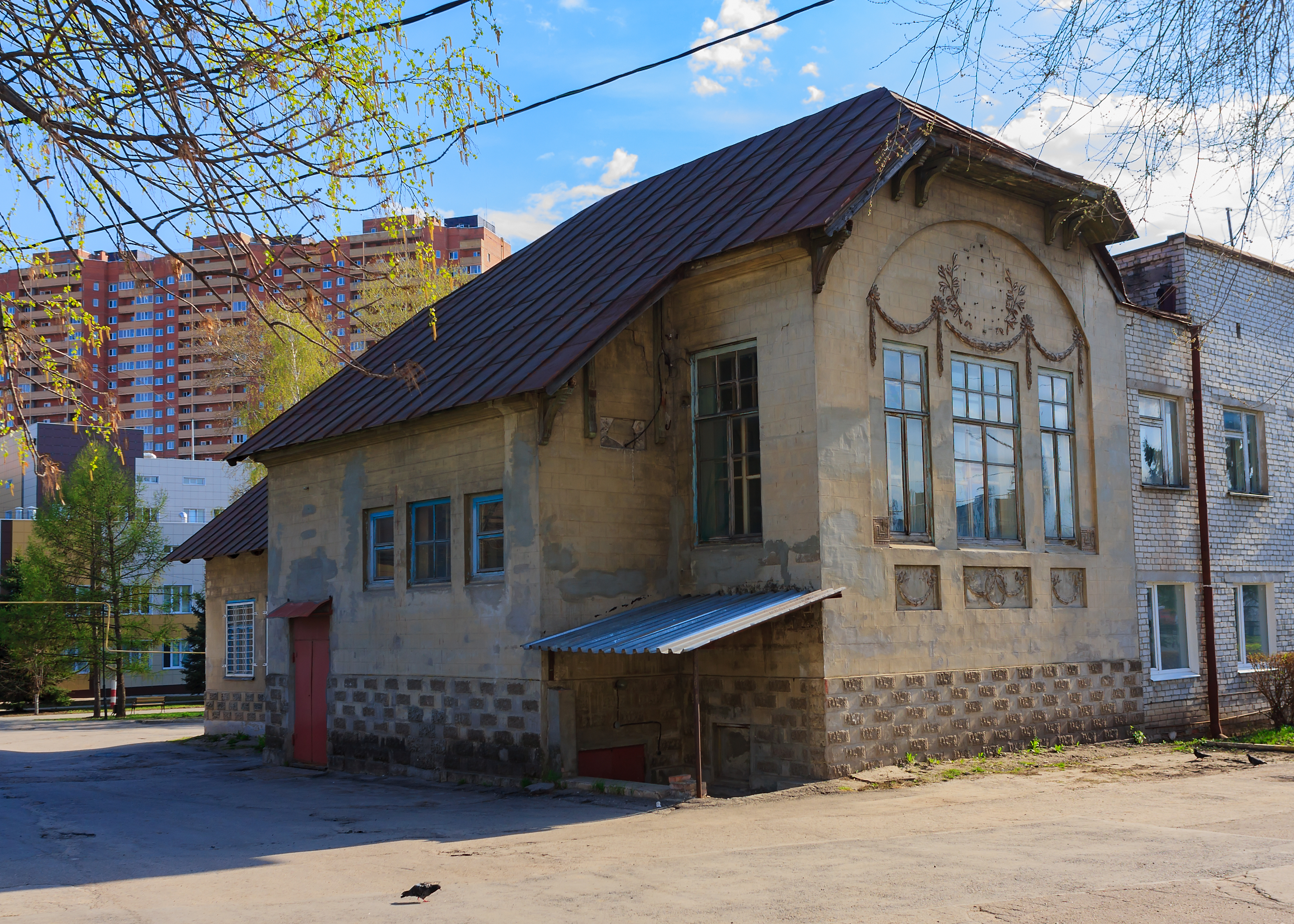
Здание прозекторской с часовней.

3. Здание прозекторской с часовней.Александро-Невская церковь, при земской больнице, построена в 1808 г.[5][6][7] и часовня (1912)[8]
4. Александро-Невская церковь, при детском приюте, построена в 1886 г.
5. Александро-Невская церковь, при тюремном замке, построена в 1834 г.
6. Богоявленская церковь, построена в 1654 г.
7. Введенская церковь при Симбирском епархиальном женском училище, построена в 1881 г.[9]
8. Владимирская (Ильинская) церковь, построена концу XVII в. В 1725 году построена каменная[10].
9. Воскресенская (Германовская) церковь, построена в 1722 году на месте часовни (1697 г.).
10. Всехсвятская церковь (Церковь Всех Святых), построена во второй половине XVIII в.[11][12][13]
11. Казанская церковь, в слободе Канаве за р. Волгой, построена в 1854 г.[14][15]
12. Мариинская церковь, при Мариинской женской гимназии, устроена в 1873 г.
13. Николаевская церковь, при кадетском корпусе, построена в 1879 г.[16][17][18][19][20][21]
14. Николаевская церковь, построена ранее 1651 г[22]. (16.04.1870 г. в ней крестили В. И. Ленина)[23][24]
15. Петро-Павловская церковь, построена однопрестольной в начале XVIII века, между 1722—1729 гг., в память избавления царя Петра Великого от потопления в р. Волге[25].
16. Сергиевская церковь, при классической гимназии, устроена в 1867 г.[26][27][28][29][30]
17. Смоленская церковь, построена в первой половине XVII в.[31][32]
18. Церковь Сошествия Святого Духа, при чувашской учительской школе, построена в 1884 г.
19. Тихвинская церковь, построена к концу XVII в.
20. Троицкая церковь, построена с самого основания города Симбирска.
21. Успенская единоверческая церковь, (1868) первоначально Успенская церковь была построена в 1648—1654 гг. в Успенском монастыре[33].
22. Успенская церковь, при детском приюте Общества христианского милосердия, построена в 1849 г.
23. Спасский женский монастырь, первоначально был построен деревянным, не позднее 1648 года[34][35].
24. Евангелическо-лютеранская церковь Святой Марии, построена в 1847 г.
25. Церковь в честь Святого Благоверного князя Александра Невского, построена как полковая церковь в 1880-х гг[36].
26. Католический костёл, 1894 году освящён во имя обретения св. Креста Господня.
27. Казанская церковь, 25 июня (7 июля) 1877 г., построена одноэтажная каменная однопрестольная церковь во имя Казанской иконы Божией Матери на Базарной площади, разрушено в 1963—1964 гг. (ныне завод Контактор)[37].

В начале XX века в городе были построены ещё церкви: домовая церковь князя Владимира равноапостольного при Симбирском ремесленном училище графа Орлова-Давыдова (Князь-Владимирская церковь), освящена в 1902 г. (ныне здании УАМТ); Никольская церковь (Нижняя Часовня, освящена в 1909 г.); домовая церковь Иконы Божией Матери Всех Скорбящих Радость при богадельне для лиц духовного звания, существовавшей в комплексе свечного завода (сл.Туть). Закрыта в 1918 году; храм Воскресения Христова (старое кладбище, ул. К. Маркса, освящена в 1911 г.); церковь Неопалимая Купина (Куликовка, освящена в 1912 г.); при Симбирском исправительном приюте для несовершеннолетних была сооружена домовая церковь в честь святителя и чудотворца Николая Мирликийского (Никольская церковь) (ныне дом № 41 по улице Рылеева, освящена в 1913 г.), Пантелеймоновская церковь (Туть, освящена в 1914 г.). Церковь Рождества Христова, храм был построен на территории «Ленкоранских казарм» (ныне территория УВВИУС), из деревянного сруба в период с 1915 по 1916 годы.

### Протестантизм
С 1777 года ведёт своё начало Симбирское евангелическо-лютеранское общество, и так как оно было немногочисленно, своего молитвенного дома не имело. С 1818 года, общество отправляло богослужение в одной из зал гимназии и то не постоянно, а лишь по временам, когда Казанские пасторы, наездом, посещали Симбирск. В 1821 году Симбирское евангелическое общество насчитывало 208 лиц обоего пола и тогда в Симбирске был учреждён самостоятельный церковный совет, с подчинением его Саратовской евангелической духовной консистории. В 1843 году, по проекту архитектора И. А. Бенземан, начали строительство Евангелическо-лютеранской церкви, а 25 мая 1847 года последовало её освящение во имя св. Марии, а ученик академии художеств Юнг нарисовал и пожертвовал запрестольный образ, удачную копию с знаменитой картины Ф. А. Бруни «Моление о Чаше».
В 1918 году в связи со служебной необходимостью в Симбирск приехал Сарапик Александр Мартович, где стал проводить богослужебные собрания на своей квартире. В 1920 году из Кузнецка приехал евангельский христианин по фамилии Синюца и помог открыть в Симбирске официальное собрание. На тот момент община состояла из 8 человек — членов Петроградской общины евангельских христиан, переехавших в Симбирск. В 1925 году Александр Мартович был рукоположен на пресвитерское служение в Ульяновской (Симбирской) общине. К этому времени в общине обратилось к Богу около 90 человек. Община располагалась в бывшем Доме Языковых. В 1930 году общину закрыли. Церковь ЕХБ была на нелегальном положении. Но в 1941 году в Ульяновск эвакуировали духовное руководство братства из Москвы. Приехали служители: Михаил Акимович Орлов, брат Андреев и церковь вновь заработала. В 1949 году руководящие братья уехали в Москву. В этом же году начались новые аресты. И только в 1990-х года церковь вновь возродилась.

### Ислам
До 1853 года татары Симбирска совершали свои повседневные моления в частном доме местного купца Ильясова, а для нижних воинских чинов магометанского закона, ещё в 1838 году, был нанят, от казны, мулла. В 1853 году богатый Симбирский купец Курамша Абдуллович Акчурин построил, на Лосевой улице (ныне ул. Федерации), отдельный каменный молитвенный дом, который в 1865 году, после пожара, переделан в мечеть, пристройкою к нему минарета, на средства сына первоначального жертвователя, купца Тимербулата Курамшевича Акчурина. В 1874 году, когда татарское общество в Симбирске уже значительно увеличилось, появилась необходимость расширить мечеть, что и было исполнено, на средства того же Тимербулата Акчурина: внутреннее помещение мечети увеличено, по обеим боковым сторонам, на три сажени. В 1915 году начали строить вторую соборную мечеть, но из-за Первой мировой войны закончить строительство удалось только в 1922 году. В 1930 года мечеть переделали в универмаг, а потом под другие нужды. В 2010 году мечеть вновь обрела свой первоначальный статус.

### Католицизм

Информационная доска об о. Иеремие Ломницком.

В 1852 году ксендз Лямовский, для жителей Симбирска исповедующие римско-католическую религию, устроил в своей квартире, молитвенный дом. До 1874 года местные католики принадлежали к Казанскому приходу, который тогда состоял из семи губерний: Казанской, Нижегородской, Вятской, Пермской, Симбирской, Самарской и Пензенской, но с 1874 года, Симбирская губерния сделалась самостоятельным приходом. В 1874 году, при учреждении прихода, по распоряжению Могилевского католического архиепископа был прислан особый курат, настоятель прихода. В 1886 году стараниями синдика прихода А. В. Миллера была построена деревянная каплица, но таковая администрациею прихода не была принята. Умерший в 1893 году отставной штабс-капитан Карл Пашкевич завещал приходу свой деревянный дом, с усадебным местом по Шатальной улице, который, при помощи пожертвований, перестроен в католический костёл и 2 октября 1894 года освящён во имя обретения св. Креста Господня. С тех пор католическое население г. Симбирска получило возможность отправлять свои богослужения с подобающим благолепием.
5 февраля 1915 года, во время Первой мировой войны, в Симбирск была сослана группа католических священников, во главе с о. Иеремием Ломницким.
После закрытия в 1930-х годах занят под общежитие патронного завода, в 1941 г. передан православной общине, получил статус собора. Закрыт в 1959 г., снесен, на его месте сооружен клуб. В 1941 г. в Ульяновск была эвакуирована Московская Патриархия Русской Православной Церкви, которой здание бывшего костела было передано для временного размещения её аппарата. После некоторых перестроек в здании был устроен Патриарший собор и одновременно кафедральный собор Ульяновской епархии. 17 ноября 1941 г. собор был освящен во имя Казанской иконы Божией Матери. В соборе совершал богослужения Местоблюститель Патриаршего Престола, будущий Патриарх Московский и всея Руси Митрополит Сергий, квартира которого находилась здесь же, на втором этаже нового пристроя (ул. Водников, 15). В 1943 г. Патриархия возвратилась в Москву, а Казанский собор был оставлен кафедральным собором Ульяновской епархии. Здесь же находились епархиальное управление и квартира епископа.

### Иудаизм
В 1856—1857 гг., в доме поручика Трубникова на Московской улице (ныне ул. Ленина), с разрешения Военного министра, был открыт еврейский молитвенный дом. 2 июня 1878 г. симбирские мещане Мордка Абрамович и Янкель-Шмуль Кравец обратились в Симбирскую городскую управу за разрешением на постройку двух деревянных флигелей по Мало-Казанской улице (ныне ул. Красногвардейская, 4). Разрешение на постройку было дано 14 июня 1878 года.

## Галерея утраченных храмов

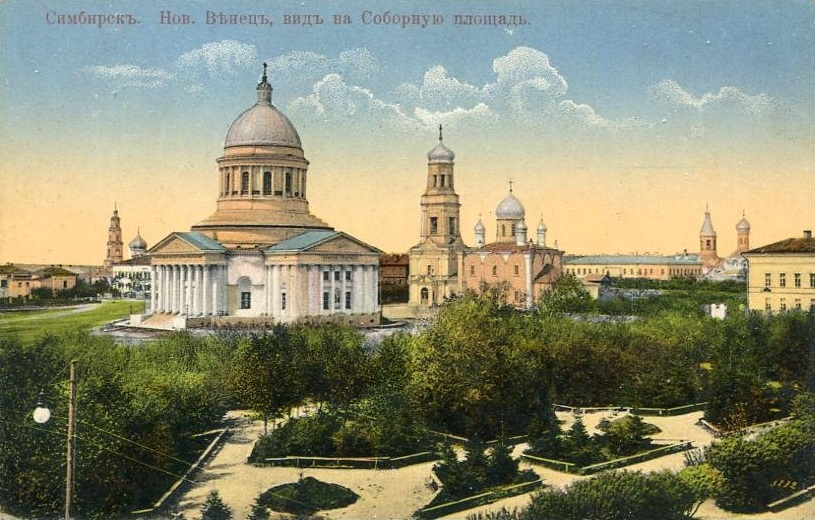
Открытка 1900-1917 г. Вид на Соборную площадь — Никольский и Троицкий соборы.
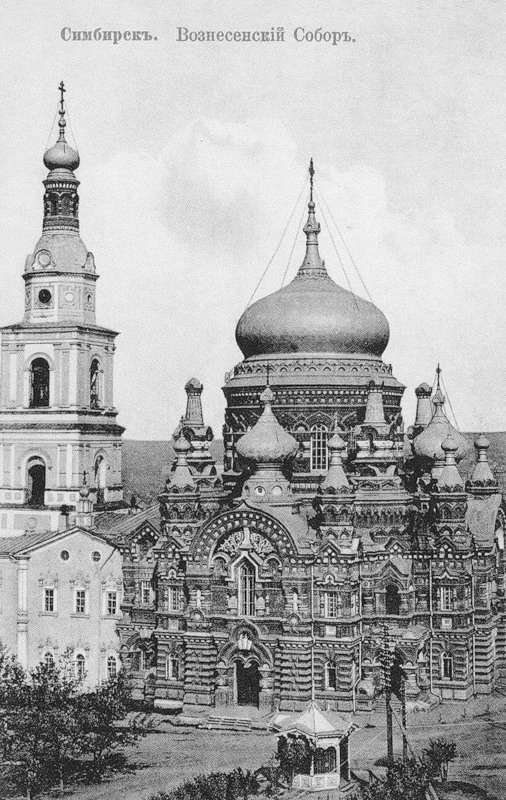
Спасо-Вознесенский собор в Симбирске. Снесён в 1930-х годах.
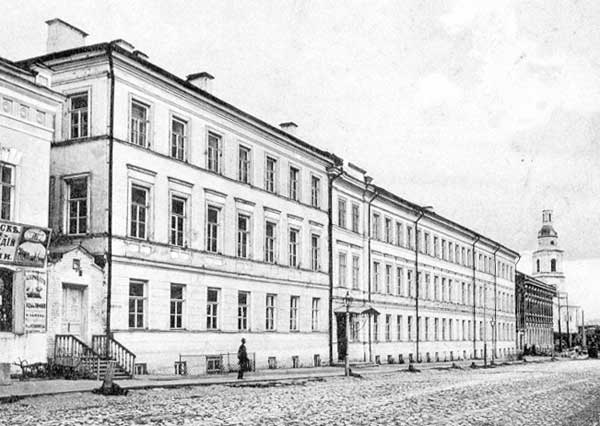
Симбирская семинария, 1890-е гг. (ул. Гончарова).
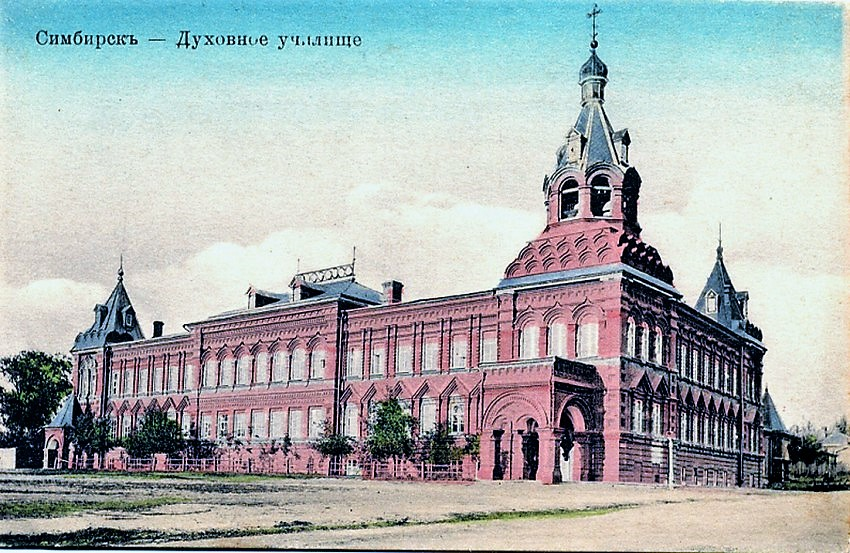
Здание Симбирского духовного училища, 1900-х гг.
За «Губернаторским домом» — Никольская церковь. Церковь была разобрана до 15.05.1932 г.
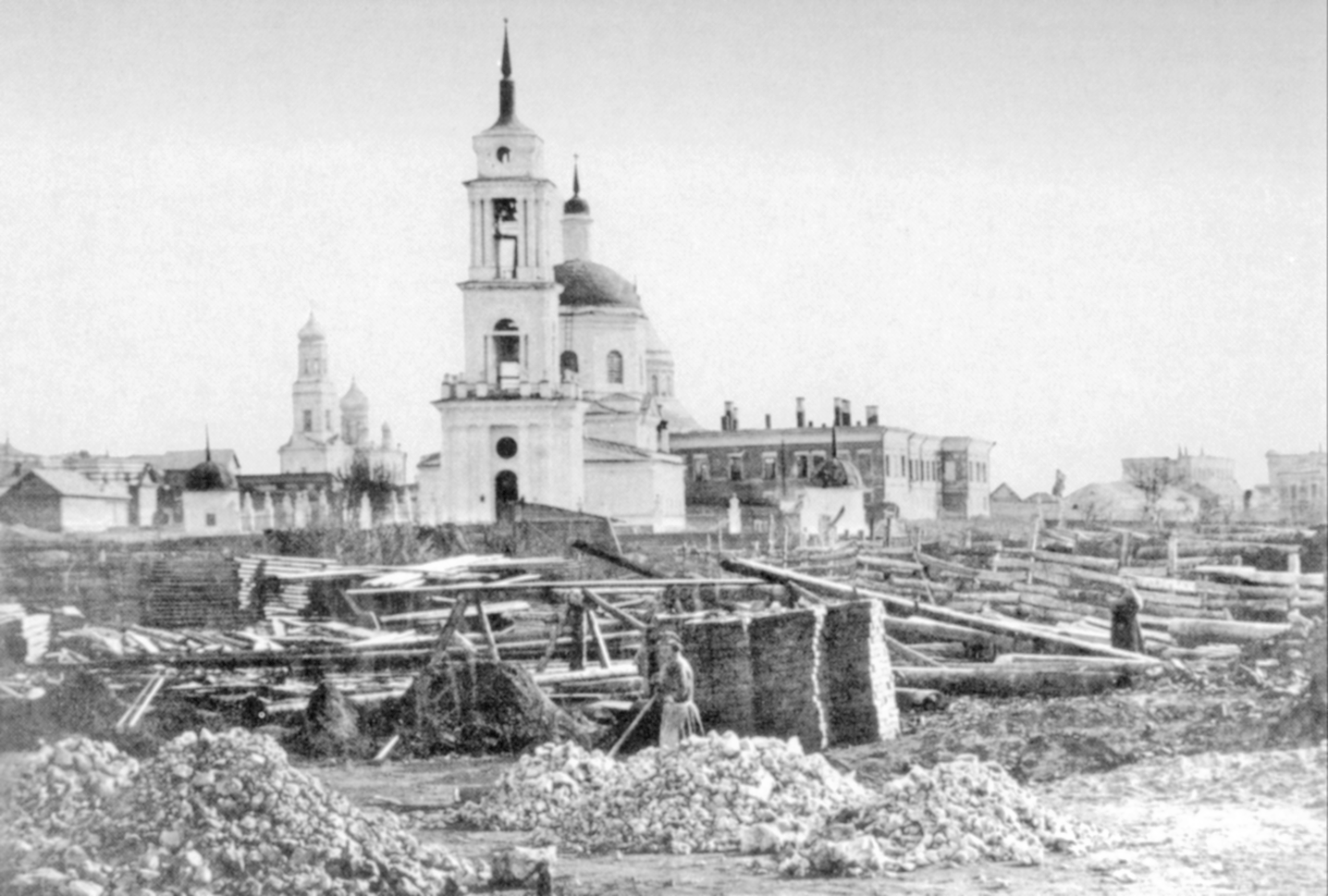
Вид на Троицкую церковь с улицы Гончарова, 1865 г.
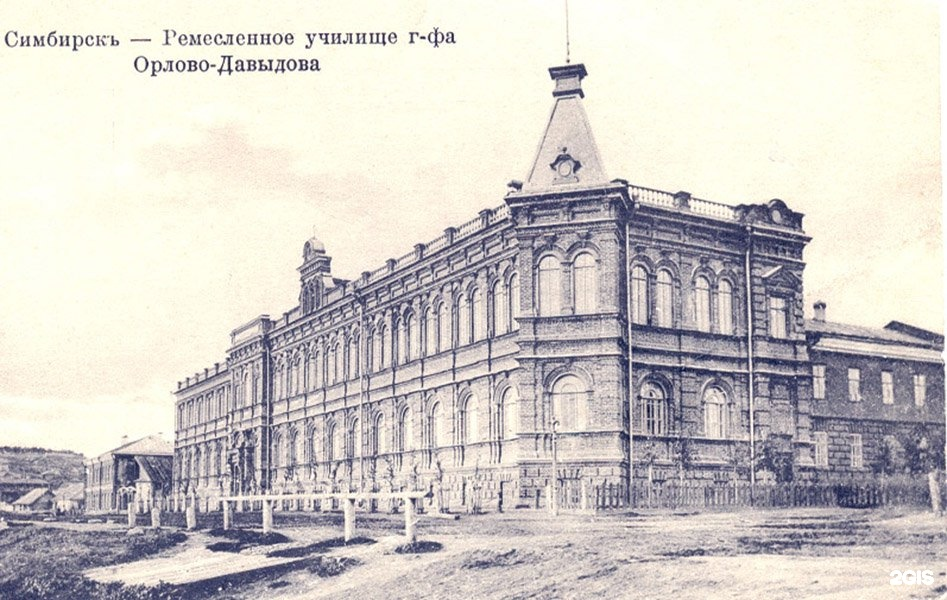
Ремесленное училище графа Орлова-Давыдова. В центре, на втором этаже, размещалась домовая церковь равноапостольного князя Владимира.
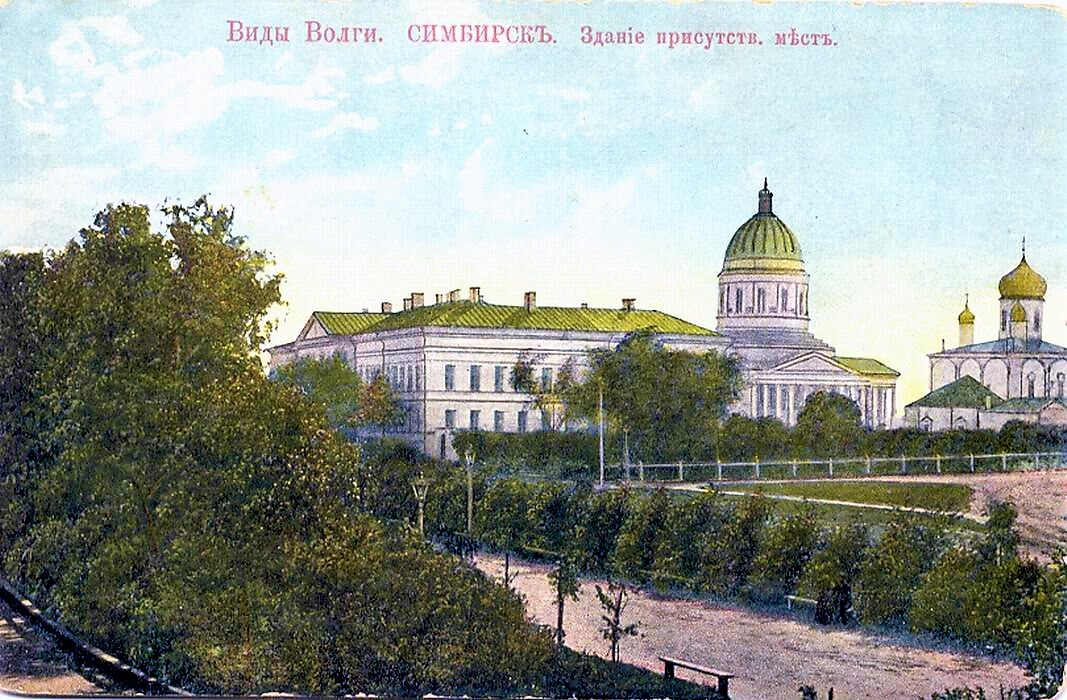
Фото начала XX века. Свято-Троицкий собор.
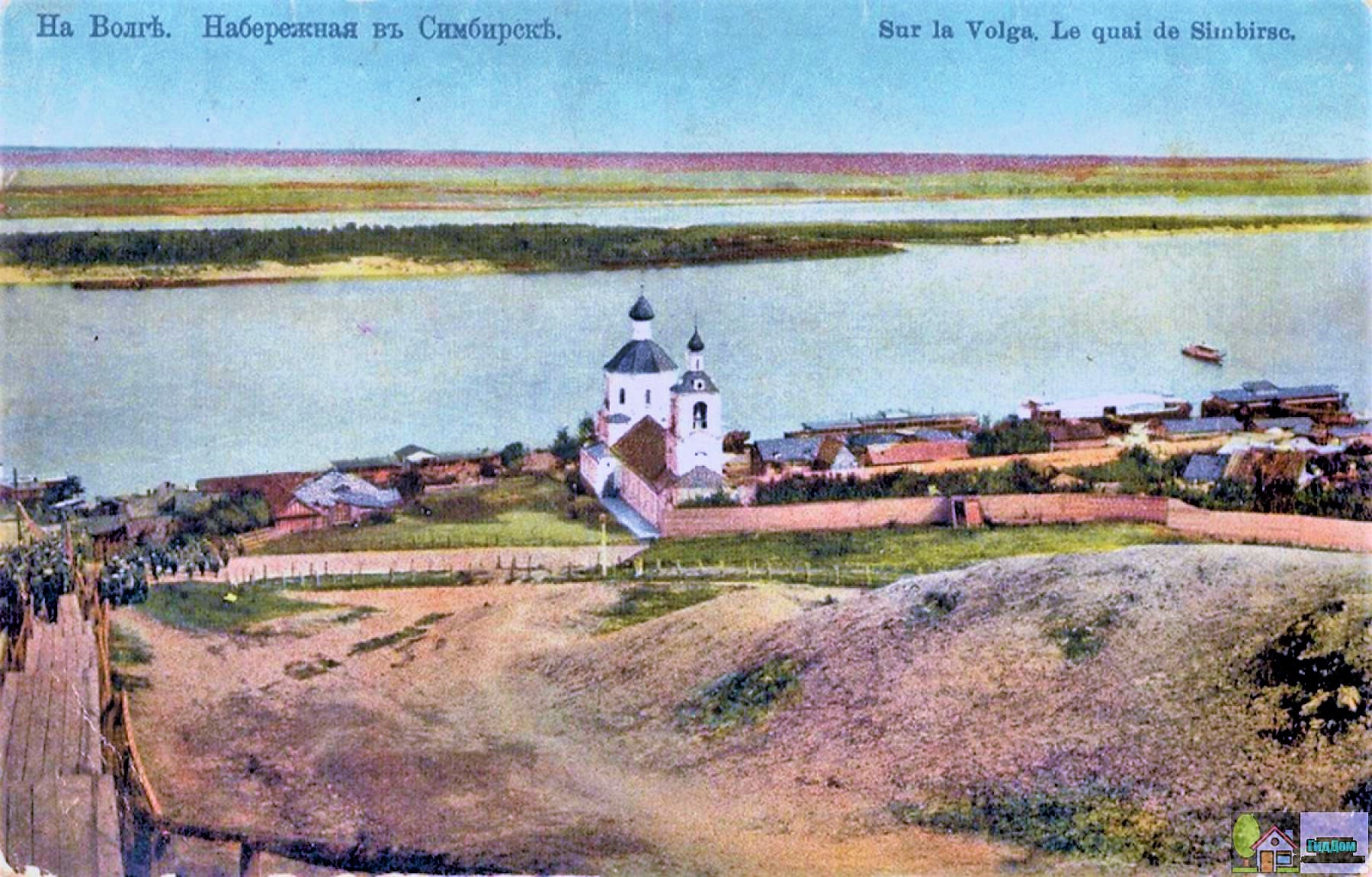
Смоленская церковь. Закрыта в 1930-х гг. Затоплена в 1957 г.
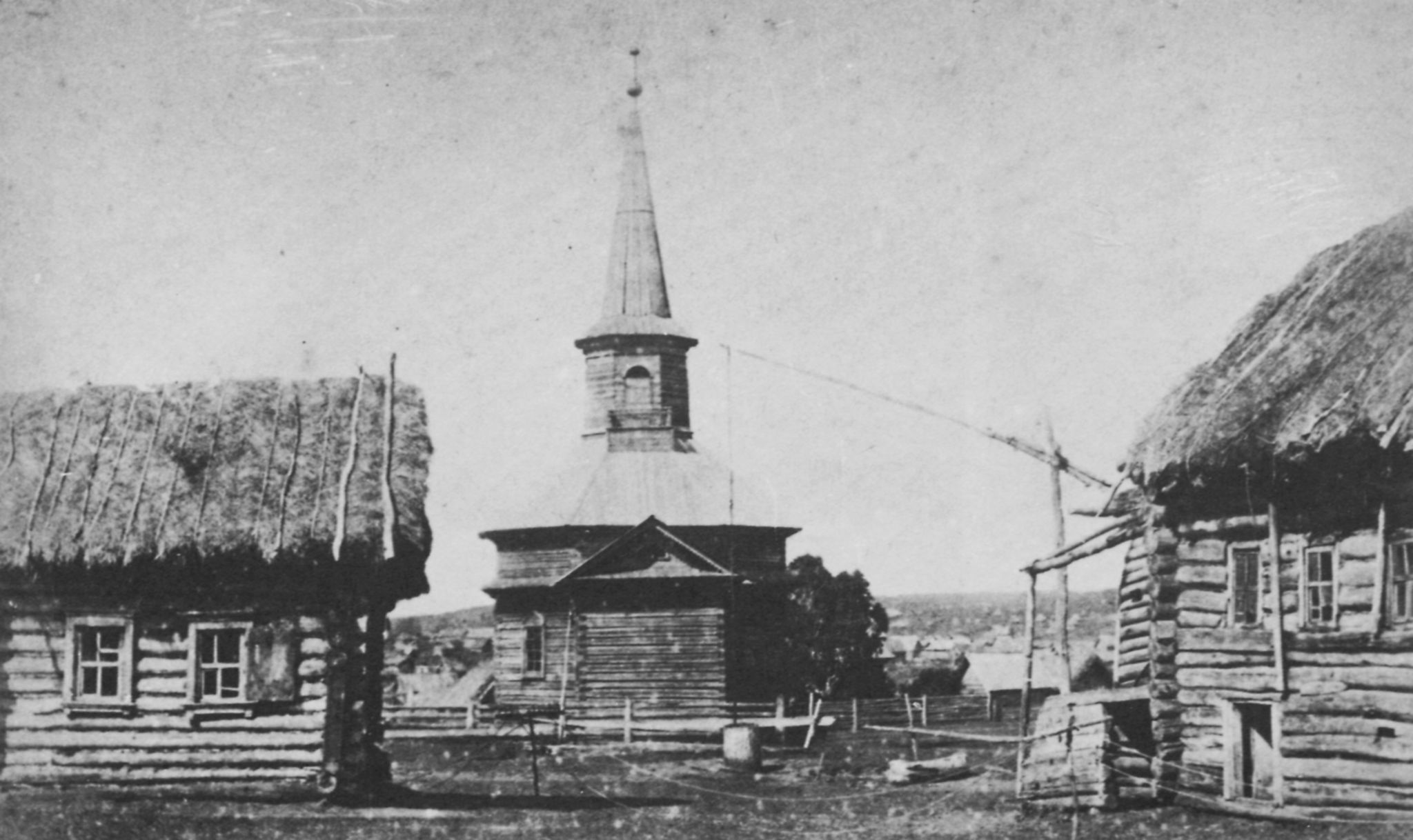
Мечеть в Симбирске, 1868 г.
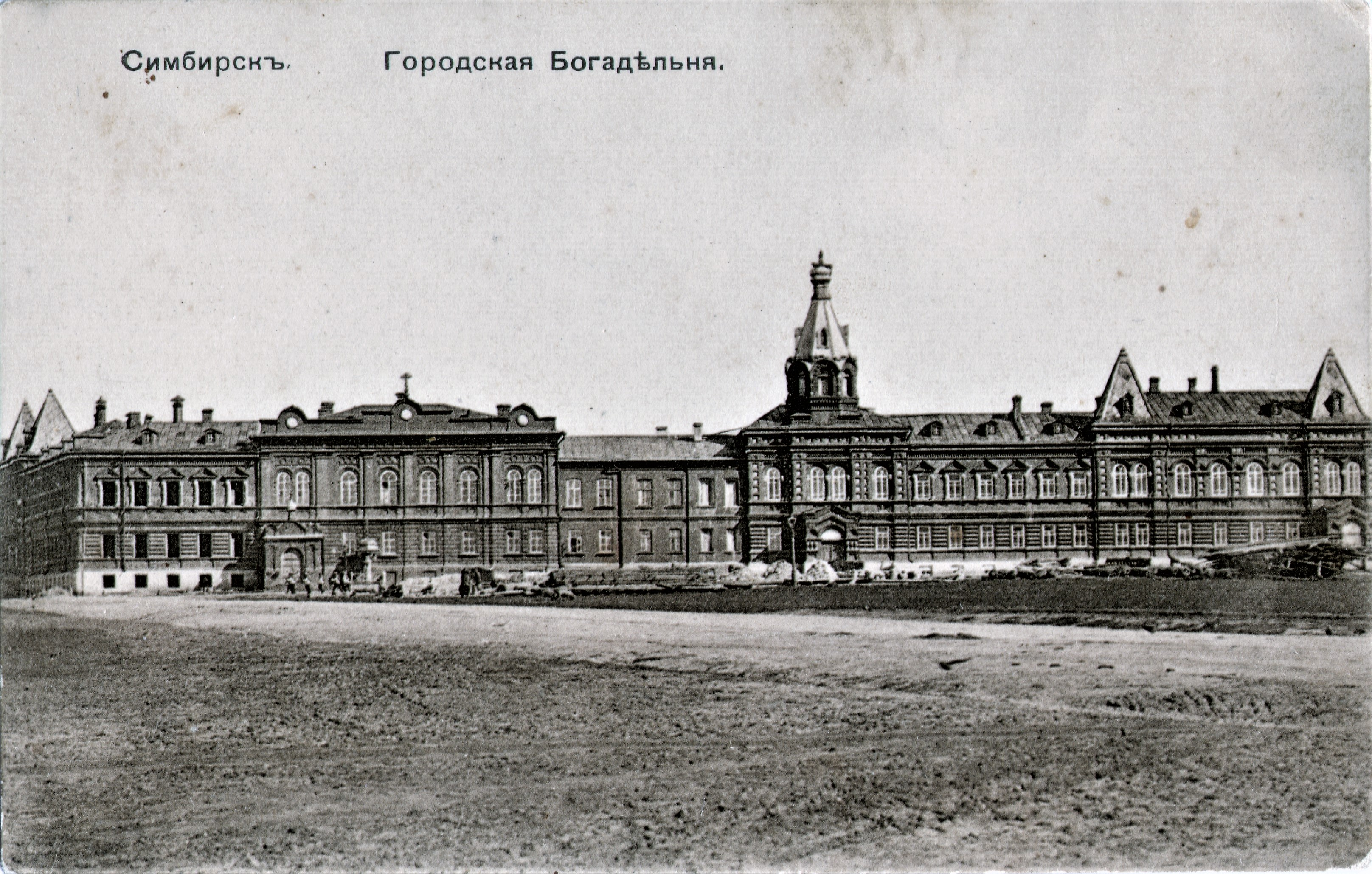
Александро-Невская церковь, при детском приюте, построена в 1886 г.
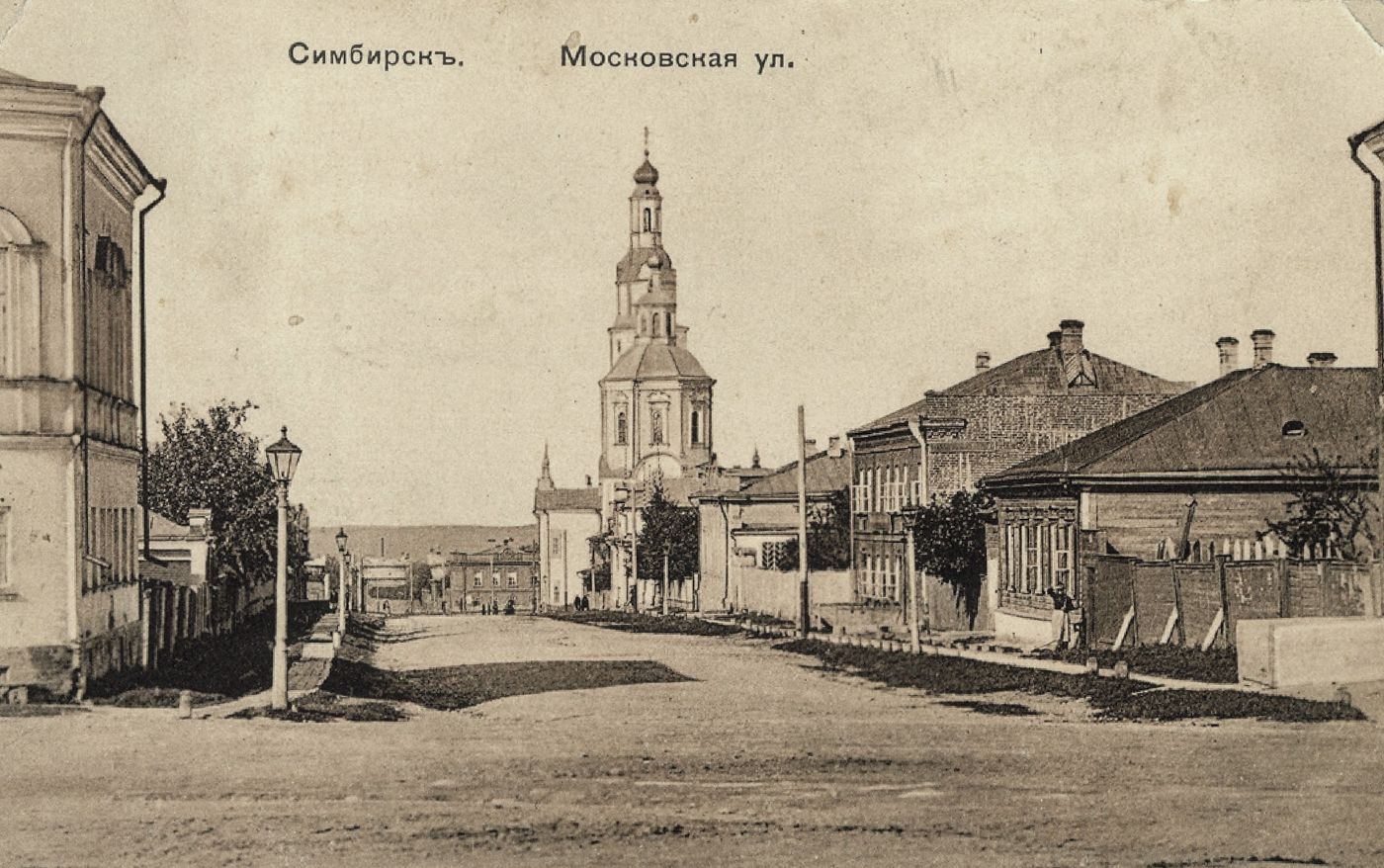
Вид на Вознесенский собор, до постройки нового храма.
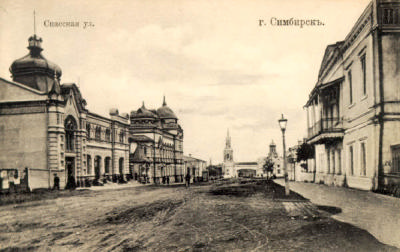
Спасская улица на открытке 1890-1900 годов. Вдали —  Владимирская (Ильинская) церковь.
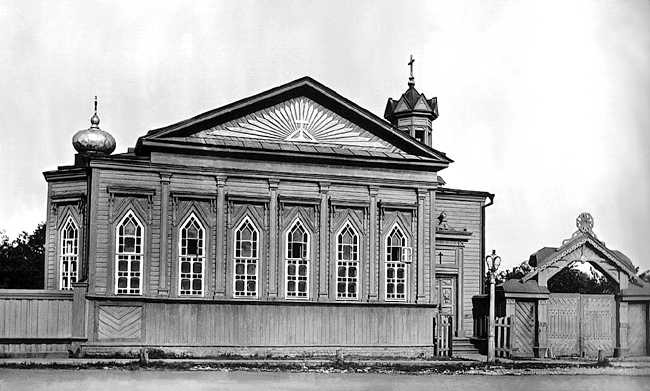
Католический костёл, с 1894 до 1931 гг., с 1941 до 8.1943 гг. — временный Казанский Патриарший собор, до 1959 года — Казанский кафедральный собор.
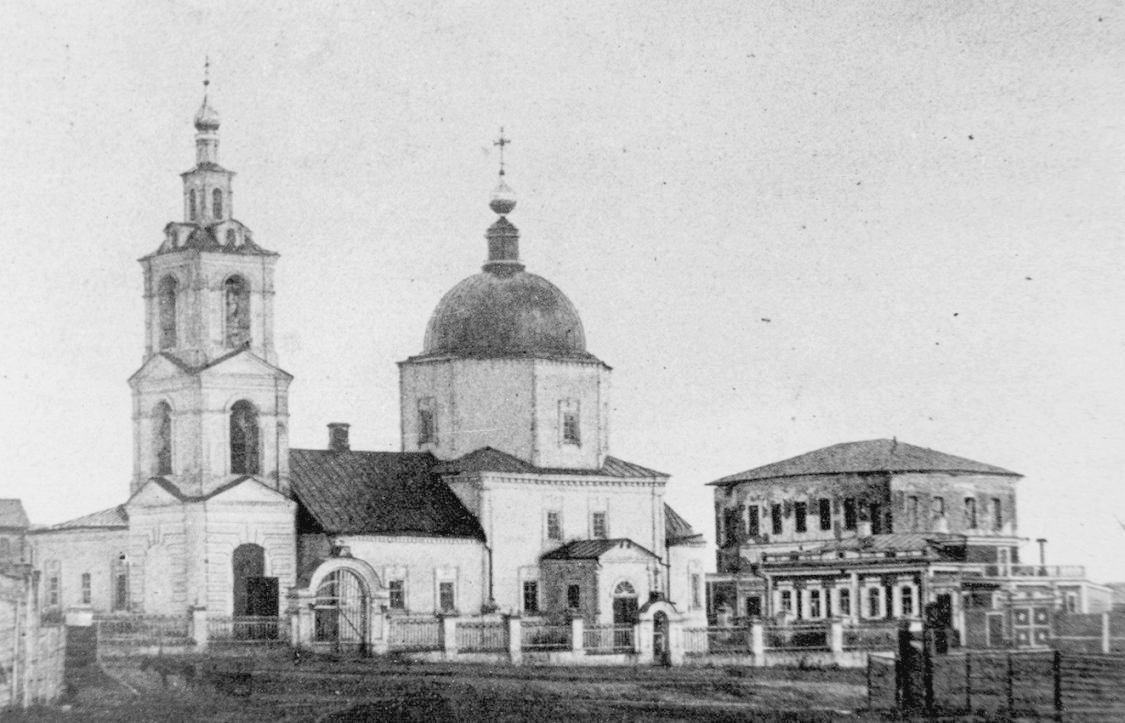
Тихвинская церковь.
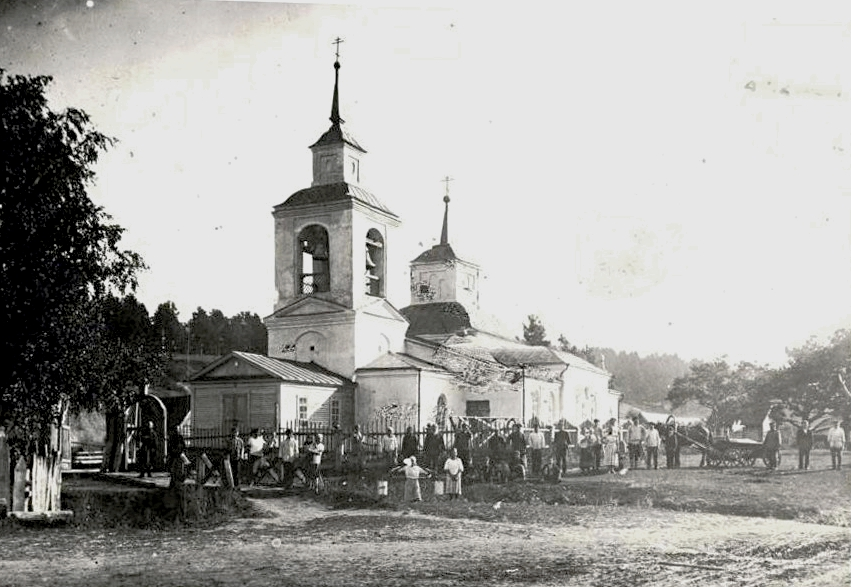
Казанская церковь (сл. Канава).
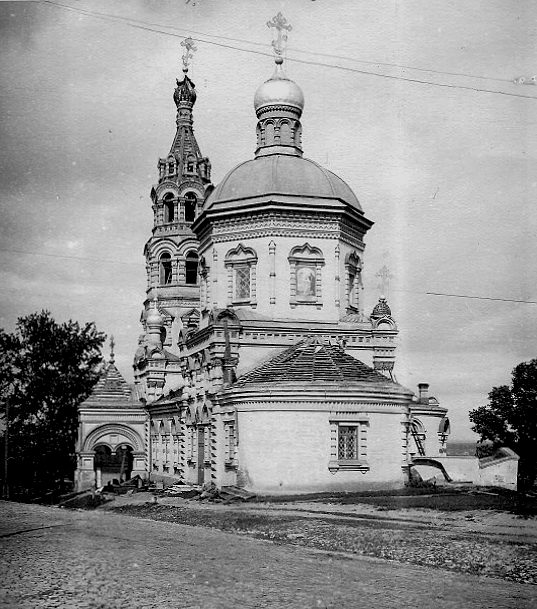
Богоявленская церковь.
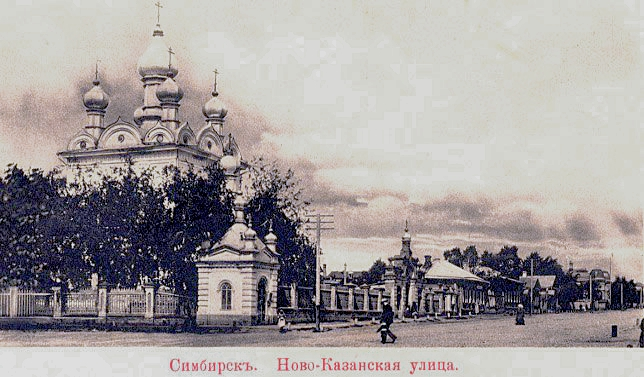
Успенская церковь.
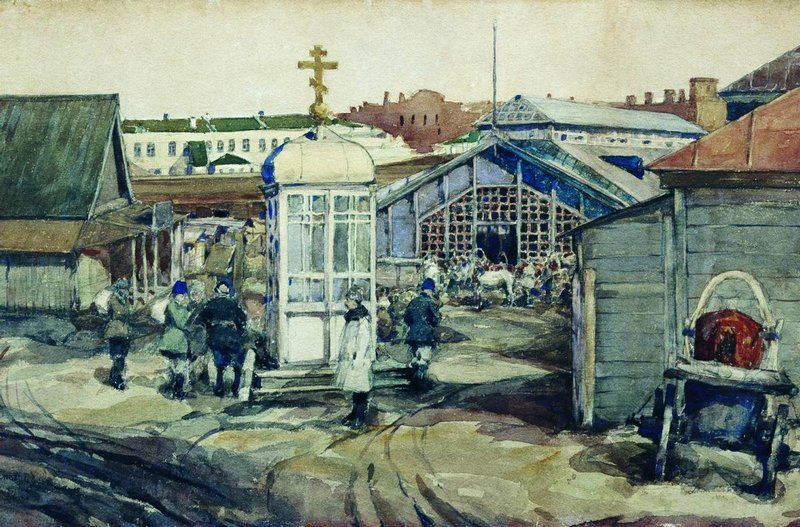
Часовня на ярмарочной площади (худ. С. А. Виноградов).
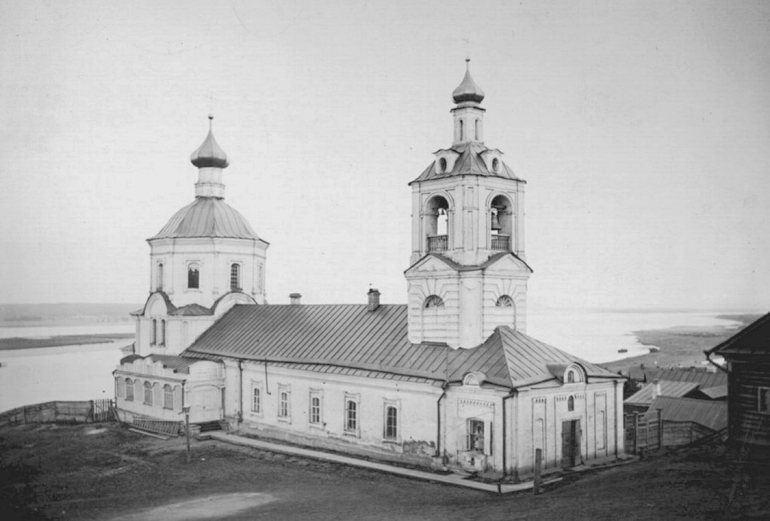
Смоленская церковь, Симбирск.
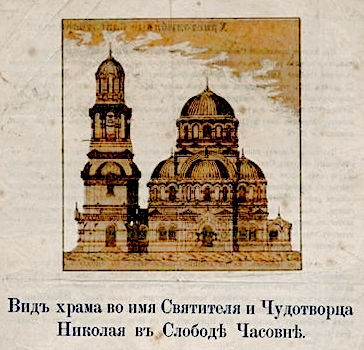
Вид на Никольскую церковь (сл. Часовня, проект, 1892 г.).
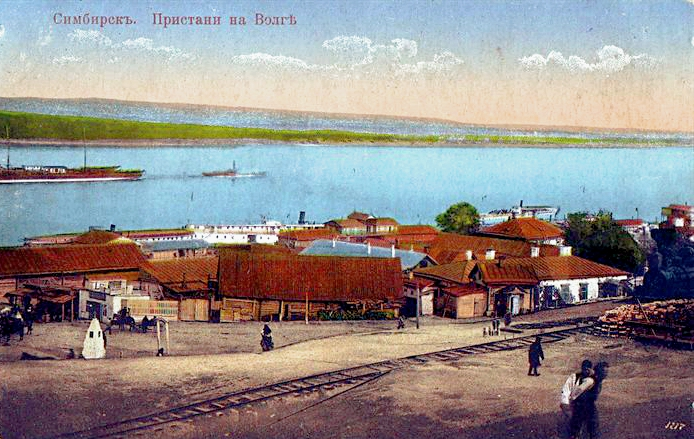
Открытка 1900 года. Часовня на пристани в Симбирске.
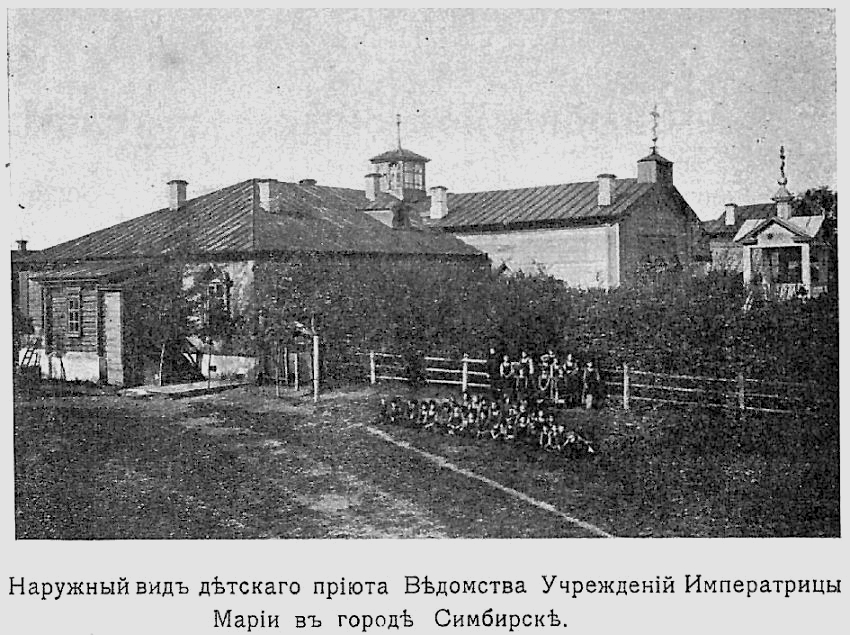
Церковь Успения Пресвятой Богородицы при детском приюте (с. Конно-Подгородная Слобода, Симбирск).
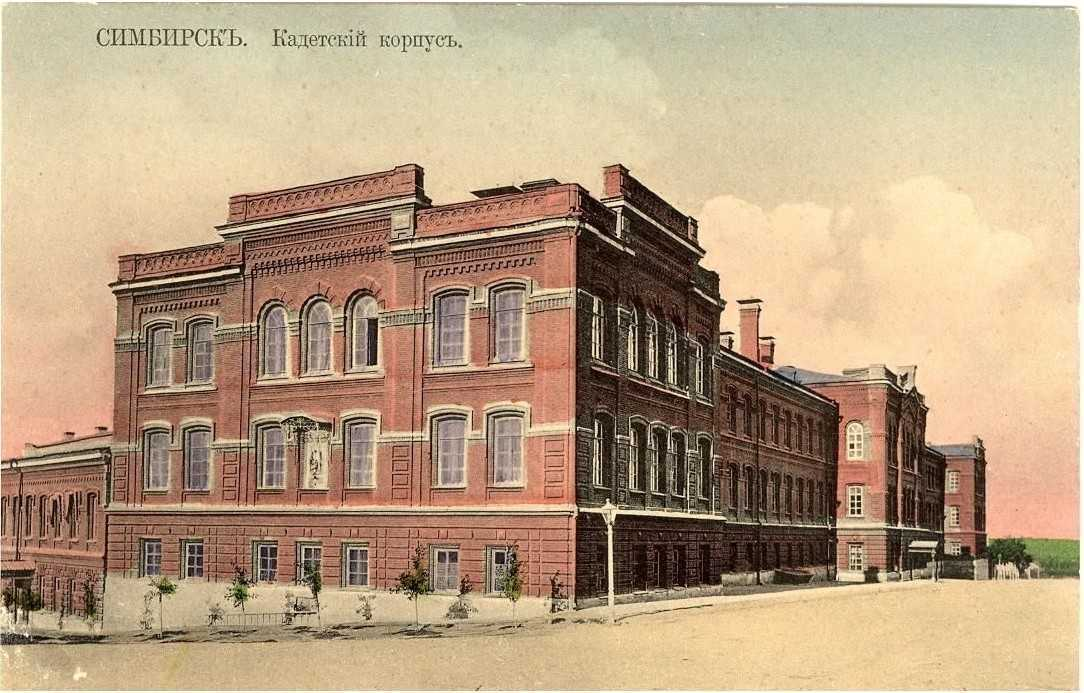
Симбирск. Кадетский корпус (открытка 1910). В центре второго этажа, под козырьком, в нише, виден образ Николая Чудотворца, где находилась Николаевская церковь Симбирского кадетского корпуса.
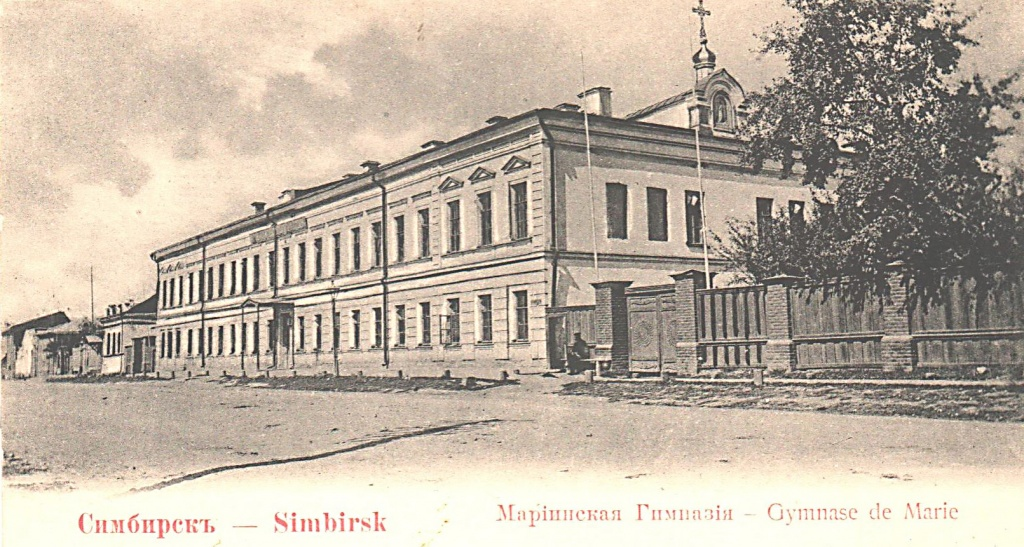
Мариинская гимназия и домовая Мариинская церковь.
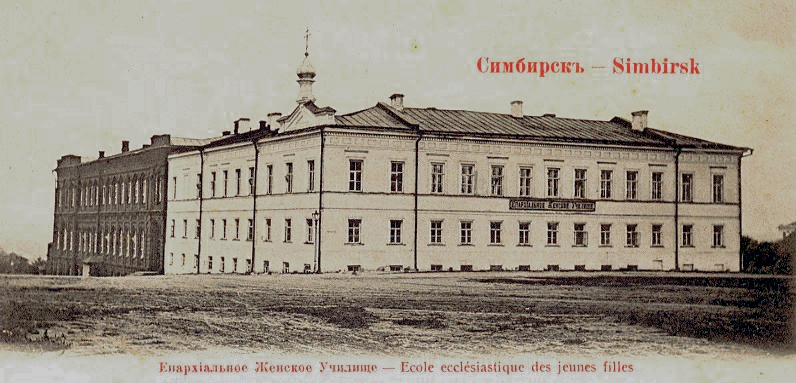
Епархиальное женское училище и Введенский храм.

### Советское время
В 1930-е годы, почти все храмы и церкви в Ульяновске были разрушены или использовались по другим назначениям, работали только две церкви — Неопалимовская и Воскресенская.
С 19 октября 1941 года по август 1943 год в Ульяновске в эвакуации находилась Московская патриархия, во главе с митрополитом Сергием, с 8 сентября 1943 года ставшим Патриархом. Для Московской патриархии был выделен бывший Симбирский костёл (ул. Корюкина, 17, освящён в Казанский кафедральный собор, снесён в 1959 г.). Кроме Московской патриархии в Ульяновск были эвакуированы и другие религиозные организации — центр «обновленческой церкви» во главе с самопровозглашённым «первоиерархом православных церквей в СССР», «святейшим и блаженнейшим великим господином и отцом» Александром Введенским (1889—1946), размещён в Куликовской церкви, Всесоюзный центр евангельских христиан-баптистов с председателем Михаилом Акимовичем Орловым (1887—1962), размещён в здании по улице Карла Маркса, 12 и предстоятель старообрядческой Древлеправославной Церкви Христовой, архиепископ Московский и всея Руси Иринарх (Парфёнов) (1881—1952).
30 декабря 1942 года митрополит Сергий призвал о сборе средств на танковую колонну имени князя «Димитрий Донской», на которую к февралю 1943 года было собрано 6 млн руб.

В июле 1943-го, перед отъездом в Москву, в здании бывшей Владимирской (Ильинской) церкви состоялось Предсоборное совещание иерархов РПЦ, на котором митрополит Сергий был рекомендован к избранию патриархом Московским и всея Руси.

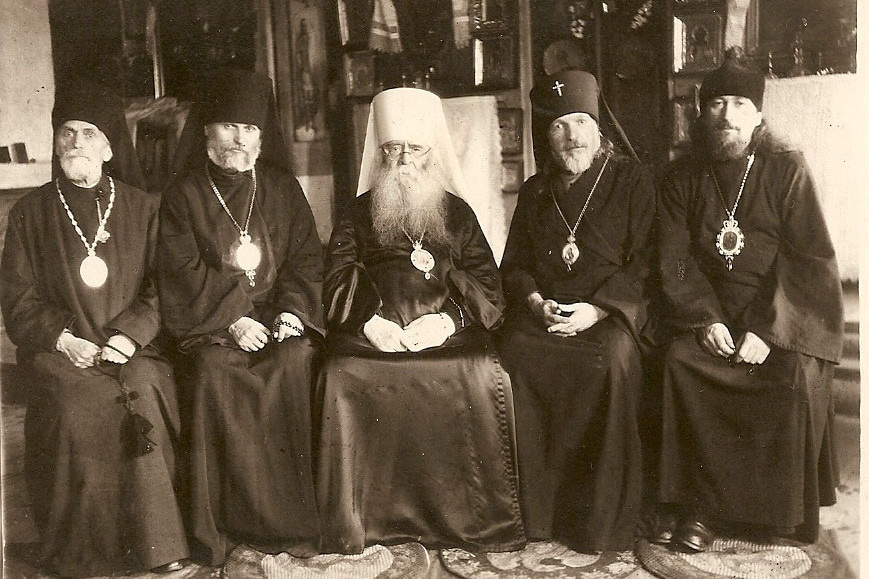
Участники хиротонии (Ульяновск, 14.10.1942 г.): епископ Саратовский Григорий (Чуков), архиепископ Уфимский Стефан (Проценко), Патриарший Местоблюститель митрополит Московский и Коломенский Сергий (Страгородский),     архиепископ Куйбышевский Алексий (Палицын), архиепископ Рязанский Алексий (Сергеев).
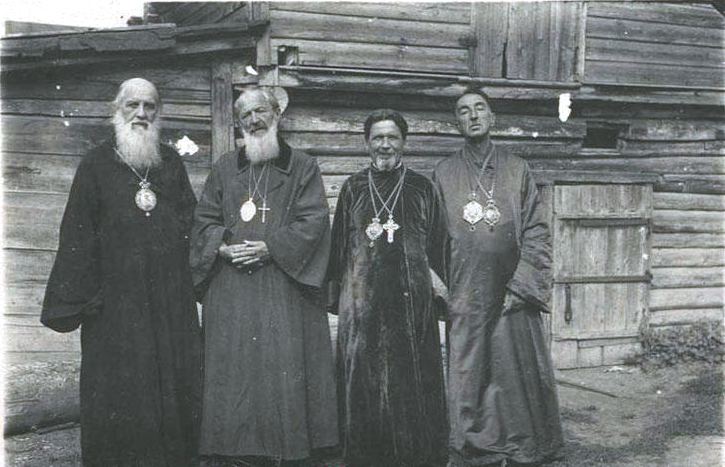
«Обновленческая церковь» в эвакуации в Ульяновске: Виталий (Введенский), Филарет (Яценко), Андрей (Расторгуев) и Александр Введенский.
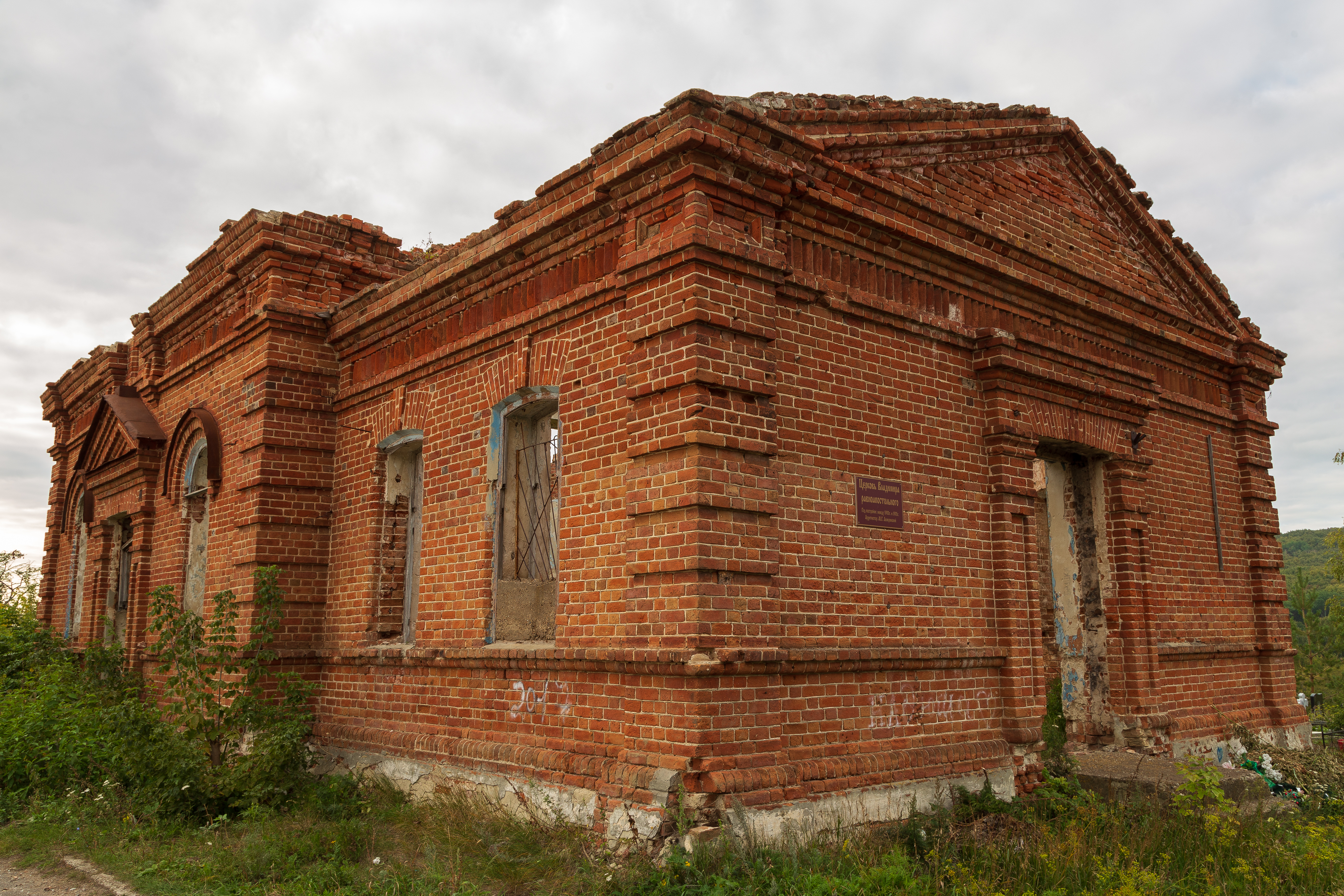
Руины Владимирской церкви (Посёлок имени Карамзина).
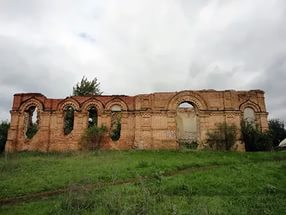
Руины церкви Воздвижения Креста Господня. Анненково (Ульяновск).
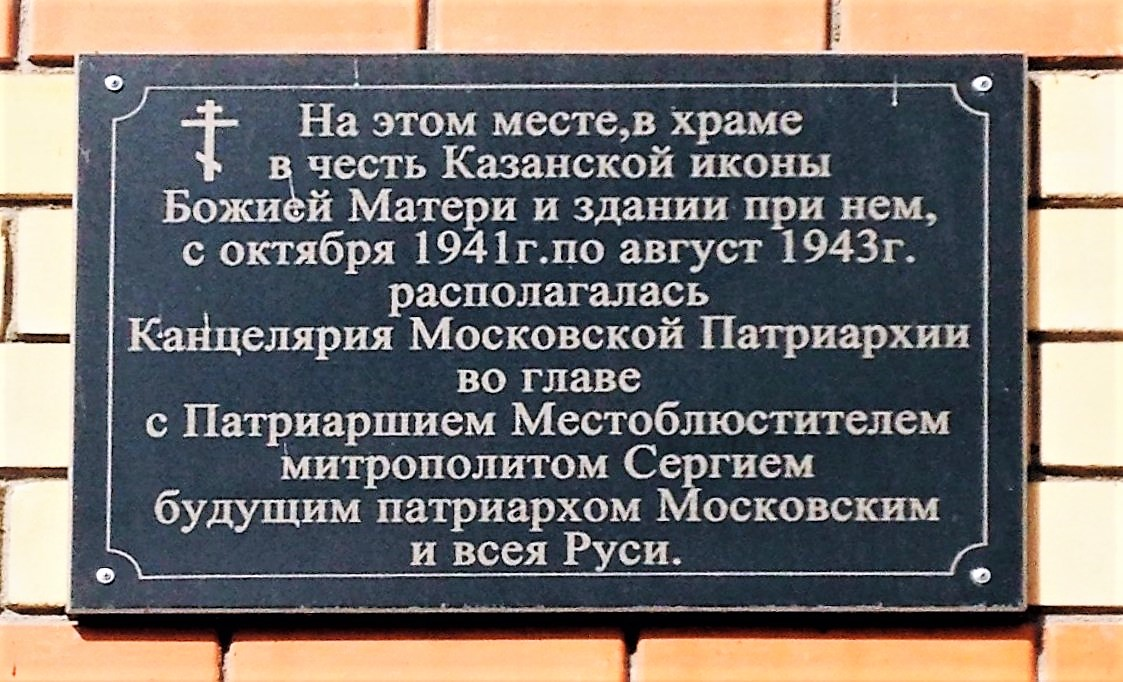
Мемориальная доска в память о Казанском храме.

### Настоящее время

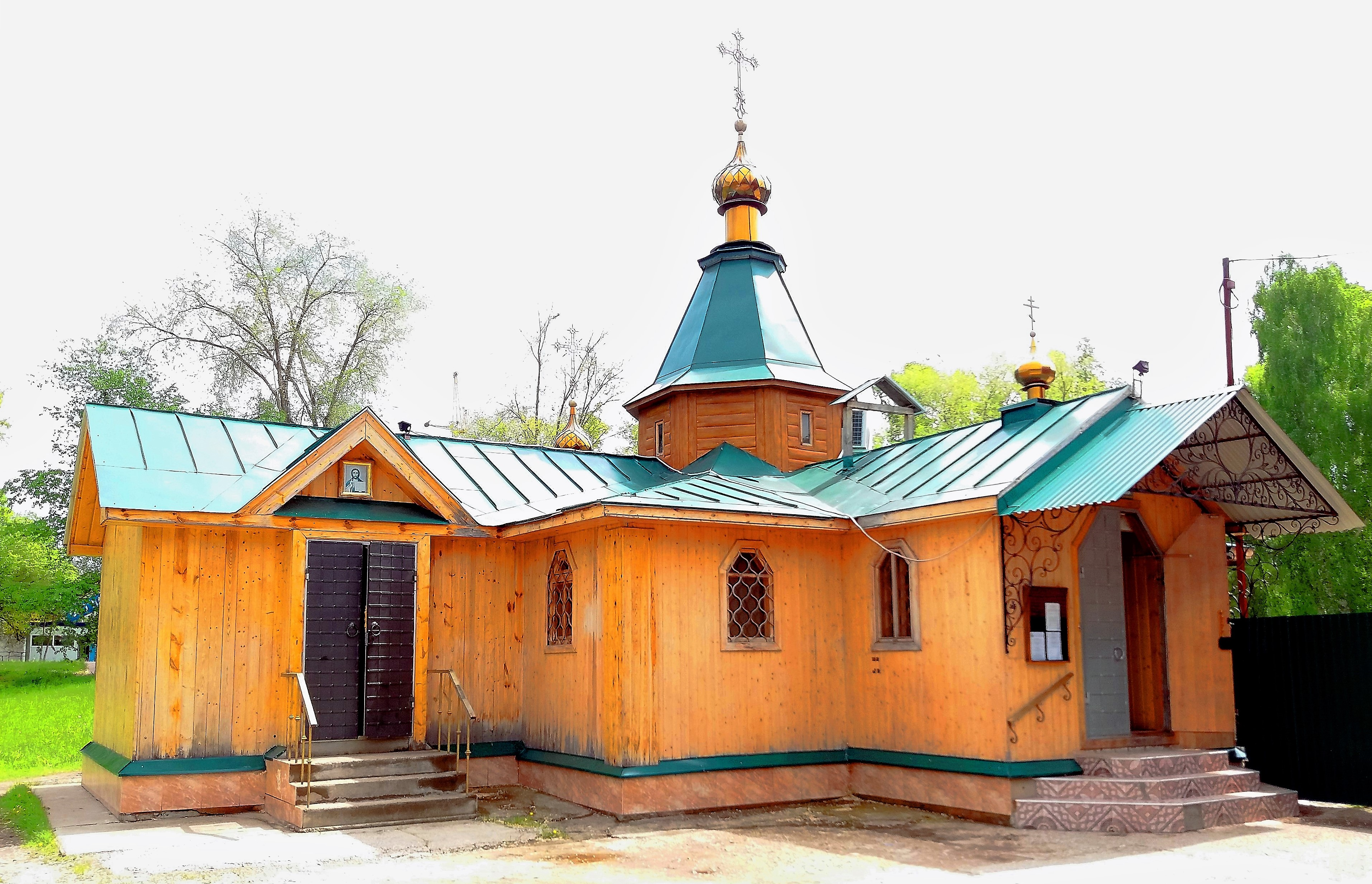
Церковь Святого Великомученика и целителя Пантелеймона.

С 2012 года Ульяновск является епархиальным центром Симбирской митрополии и Симбирской и Новоспасской епархии.
В 2007 году на Димитровградском шоссе была освящена Часовня Спаса Нерукотворного Образа.

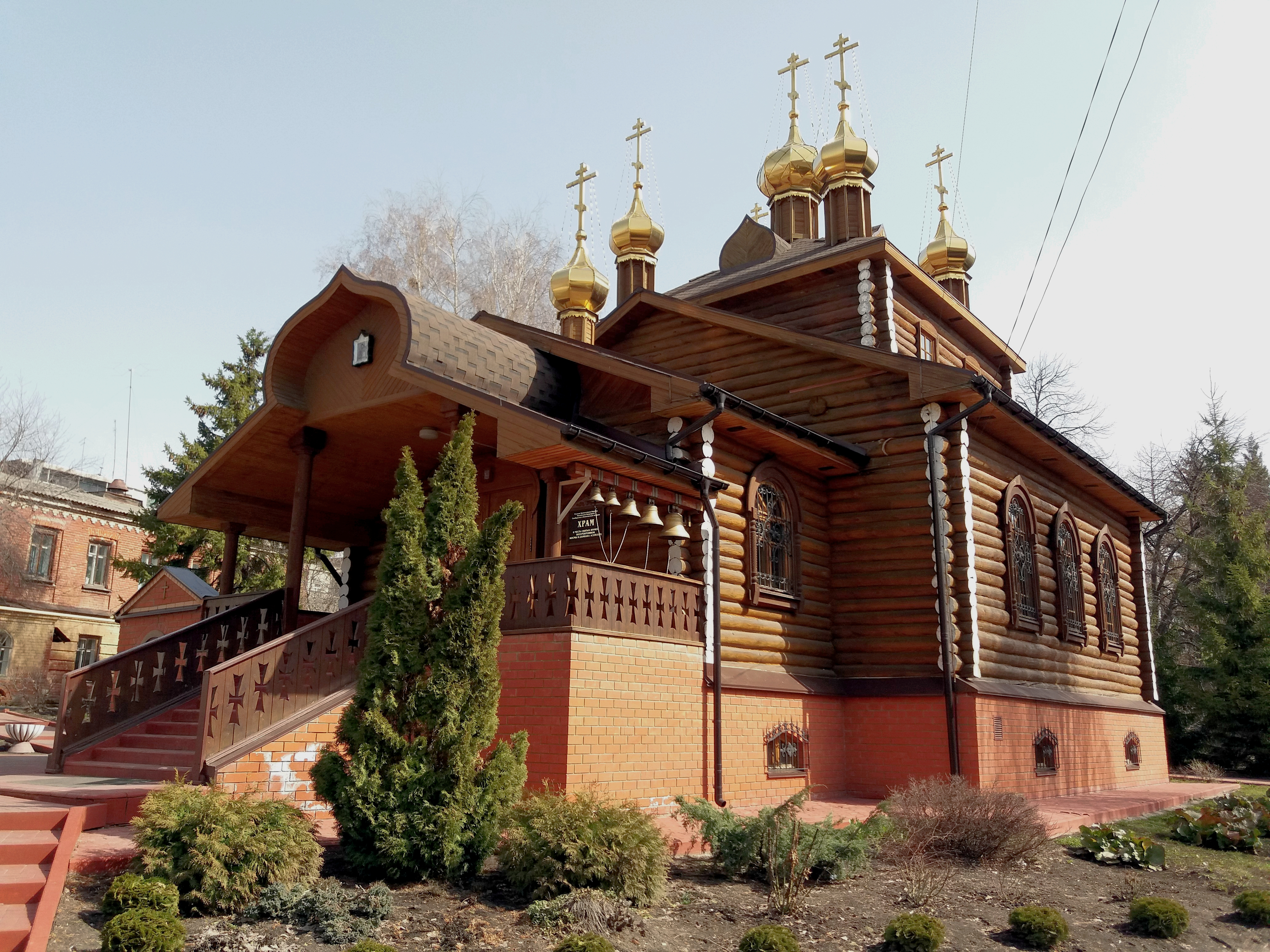
Храм в честь бессребренников Космы и Дамиана Ассийских.

5 июня 2009 года на торце здания по улице Энгельса, 23, рядом со входом на стадион «Труд», была торжественно освящена архиепископом Симбирским и Мелекесским Проклом памятная доска, указывающая, что на этом месте находился дом, возле которого и была хижина Андрея Ильича, где он жил и отошёл ко Господу в 1841 году. Отлитая в бронзе, мемориальная доска святому покровителю города представляется в виде трёхстворчатой иконы с изображением блаженного Андрея и рельефов утраченных храмов Симбирска, изготовлена скульптором О. А. Клюевым.
26 июня 2009 года на территории 31-го арсенала ВМФ России был установлен памятный крест. По благословению архиепископа Симбирского и Мелекесского Прокла, по инициативе воинов-моряков Ульяновска, жителей военного городка, при содействии администрации Заволжского района на пожертвования верующих, неравнодушных к судьбе Российской армии и флота, на территории арсенала ВМФ в скором времени появится храм-памятник в честь адмирала Российского флота Фёдора Ушакова и в память о воинах-моряках, отдавших свои жизни за Россию.

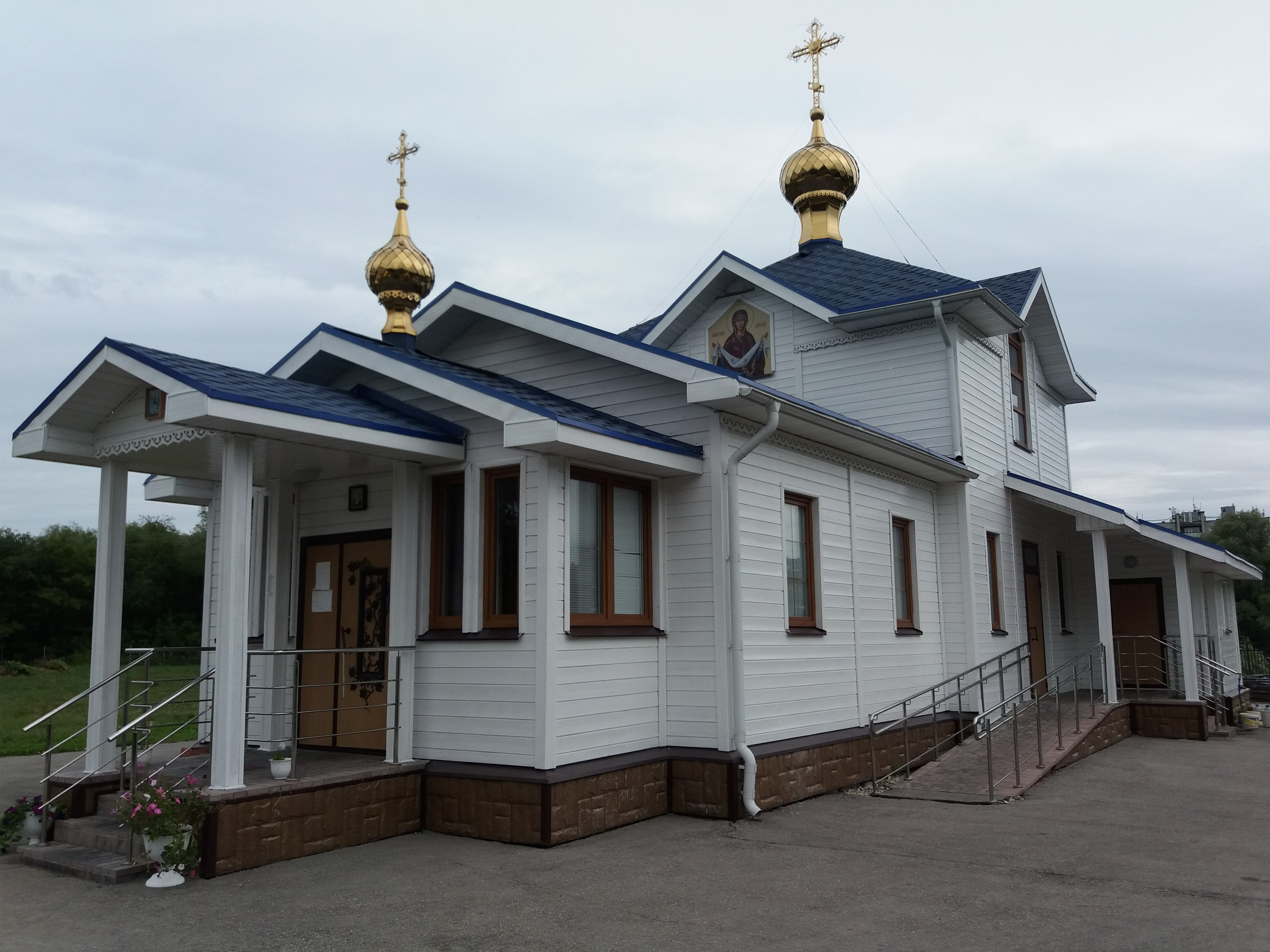
Храм Покрова Пресвятой Богородицы (ул. Аблукова).

19 августа 2014 года в городе, вдоль улицы Минаева, ниже храмового комплекса Спасо-Вознесенского собора и Всехсвятского храма, освятили сквер «Возрождения Духовности».

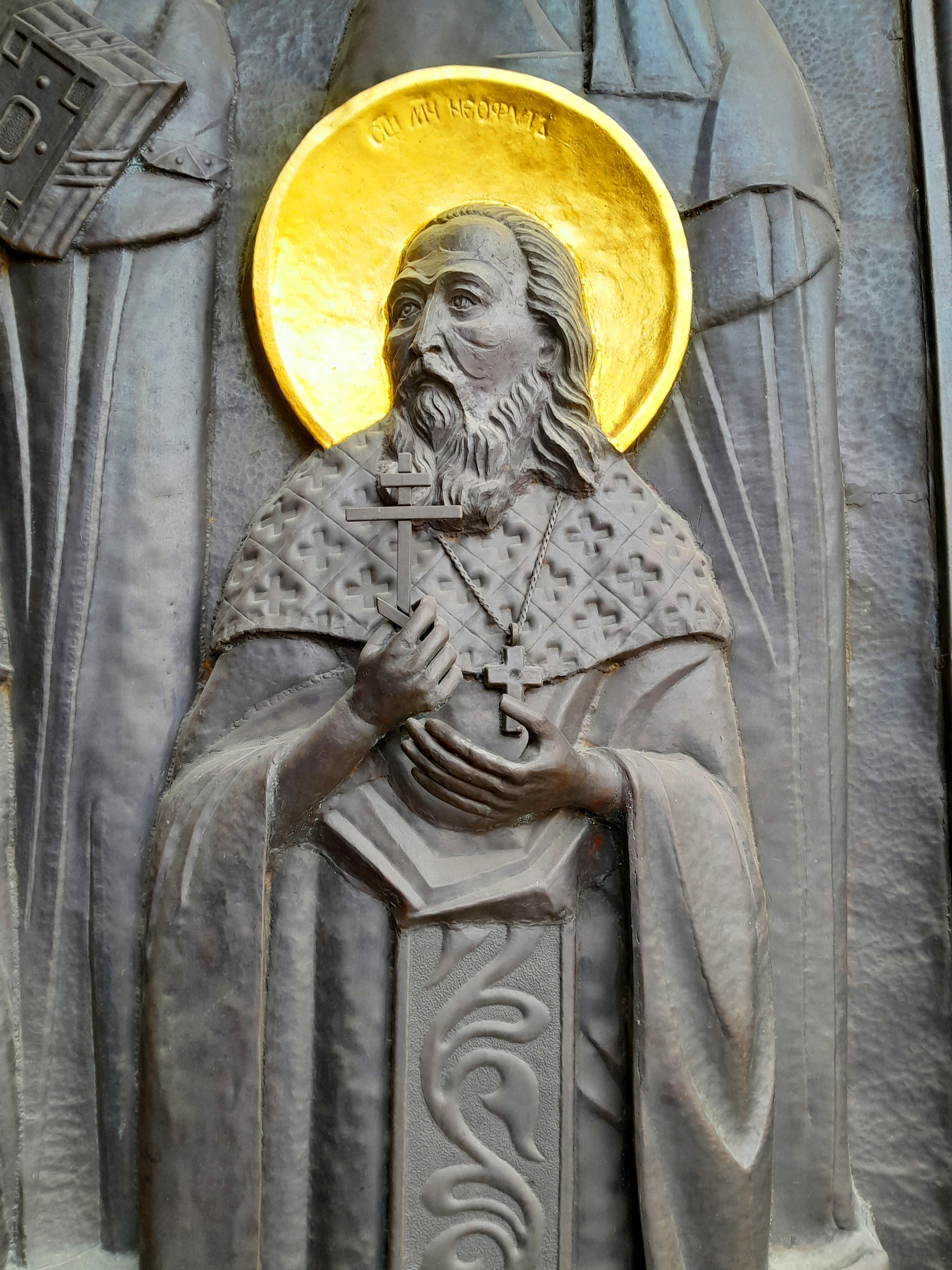
Лик Неофита Любимова на вратах Храма.

5 февраля 2015 года, в день памяти Священномученика Климента, епископа Анкирского и мученика Агафангела, на территории Спасо-Вознесенского кафедрального собора состоялось торжественное открытие и освящение памятника святому покровителю Симбирска Андрею Симбирскому.

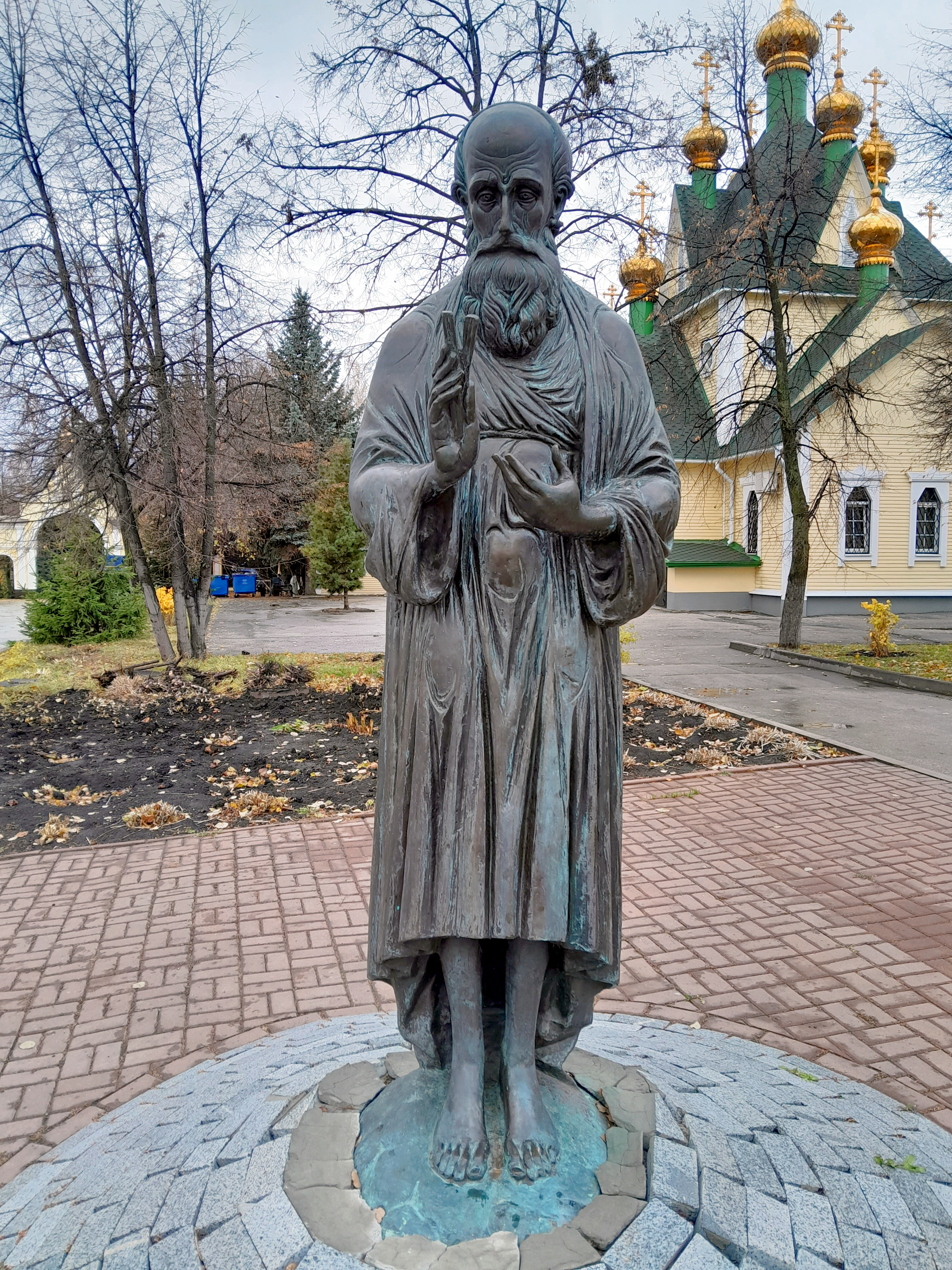
Памятник Андрею Симбирскому.

20 мая 2015 года на улице Радищева состоялось торжественное мероприятие по случаю открытия памятного знака в память о Святейшем Патриархе Сергии, по случаю которого в Ульяновск прибыл Глава Русской Православной Церкви Святейший Патриарх Московский и всея Руси Кирилл.
С 7 по 9 апреля 2018 года в Ульяновске, впервые в истории нашего края, находился Апостольский нунций, посол государства Ватикан в России архиепископ Челестино Мильоре.
21 июля 2018 года в Ульяновске состоялось открытие мемориальной доски в память о подвиге священномученика Неофита Любимова, пресвитера Симбирского, принявшего мученическую кончину в годы советских гонений. Памятная доска разместилась на здании бывшего Симбирского женского епархиального училища, в котором убиенный священнослужитель нёс послушания инспектора и законоучителя.
В 2020 году на территории Спасского женского монастыря завершено строительство надвратного храма в честь симбирских новомучеников, а также начато строительство xрама Спаса Нерукотворного.
14 июля 2023 года в Ульяновске, на территории исправительной колонии № 8, митрополит Симбирский и Новоспасский Лонгин освятил храм в честь иконы Божией Матери «Споручница грешных».

Памятный знак в память о Святейшем Патриархе Сергии.
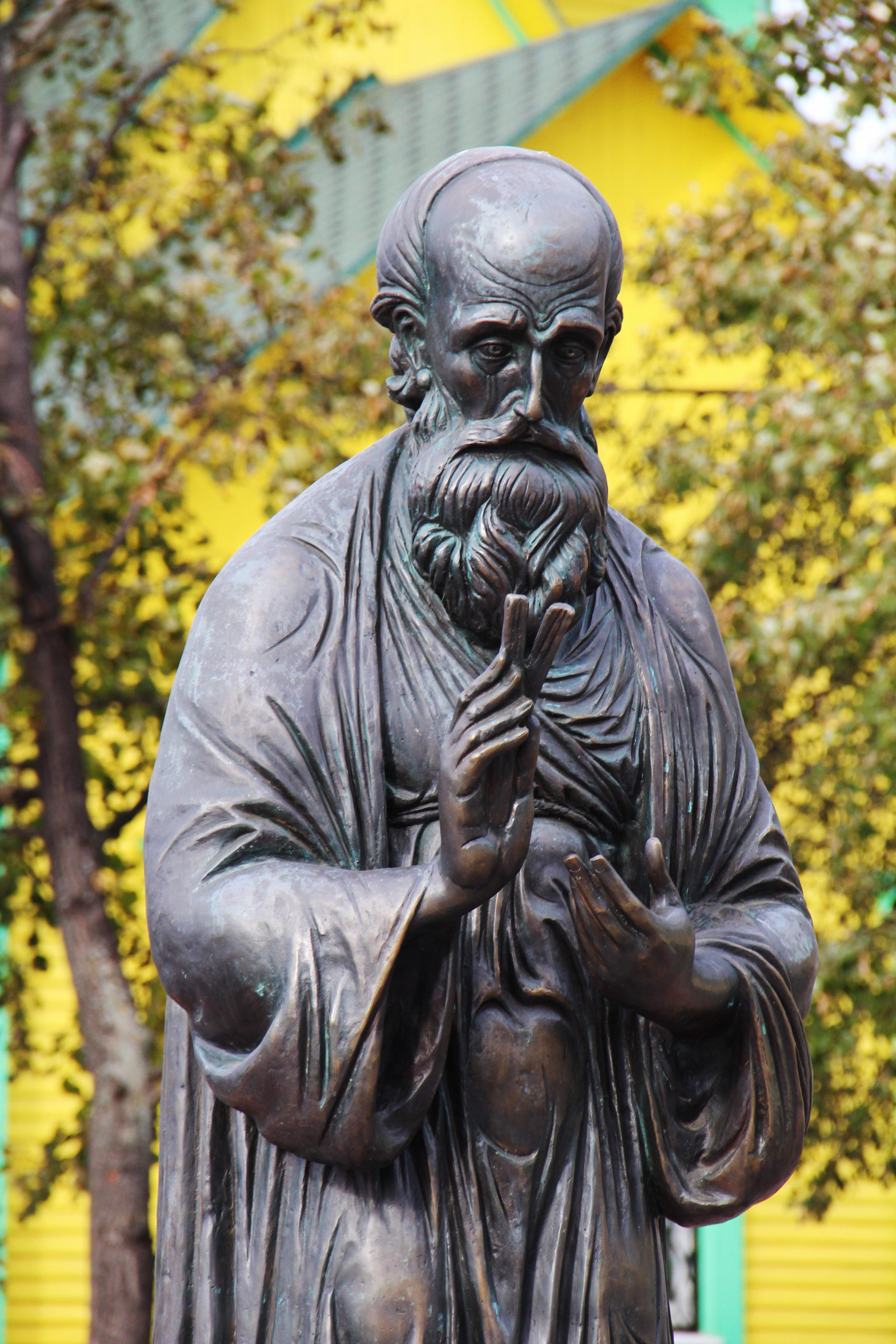
Памятник покровителю Симбирска Андрею Симбирскому.
Памятный знак «Заповеди Божии» в сквере "Возрождения Духовности".
Памятный знак «Николаевский собор» в сквере "Возрождения Духовности".
Памятный знак «Богоявленская церковь» в сквере "Возрождения Духовности".
Памятный знак «Благовещенская церковь» в сквере "Возрождения Духовности".
Памятный знак «Никольская церковь» в сквере "Возрождения Духовности".
Памятный знак о месте нахождения Троицкого собора.
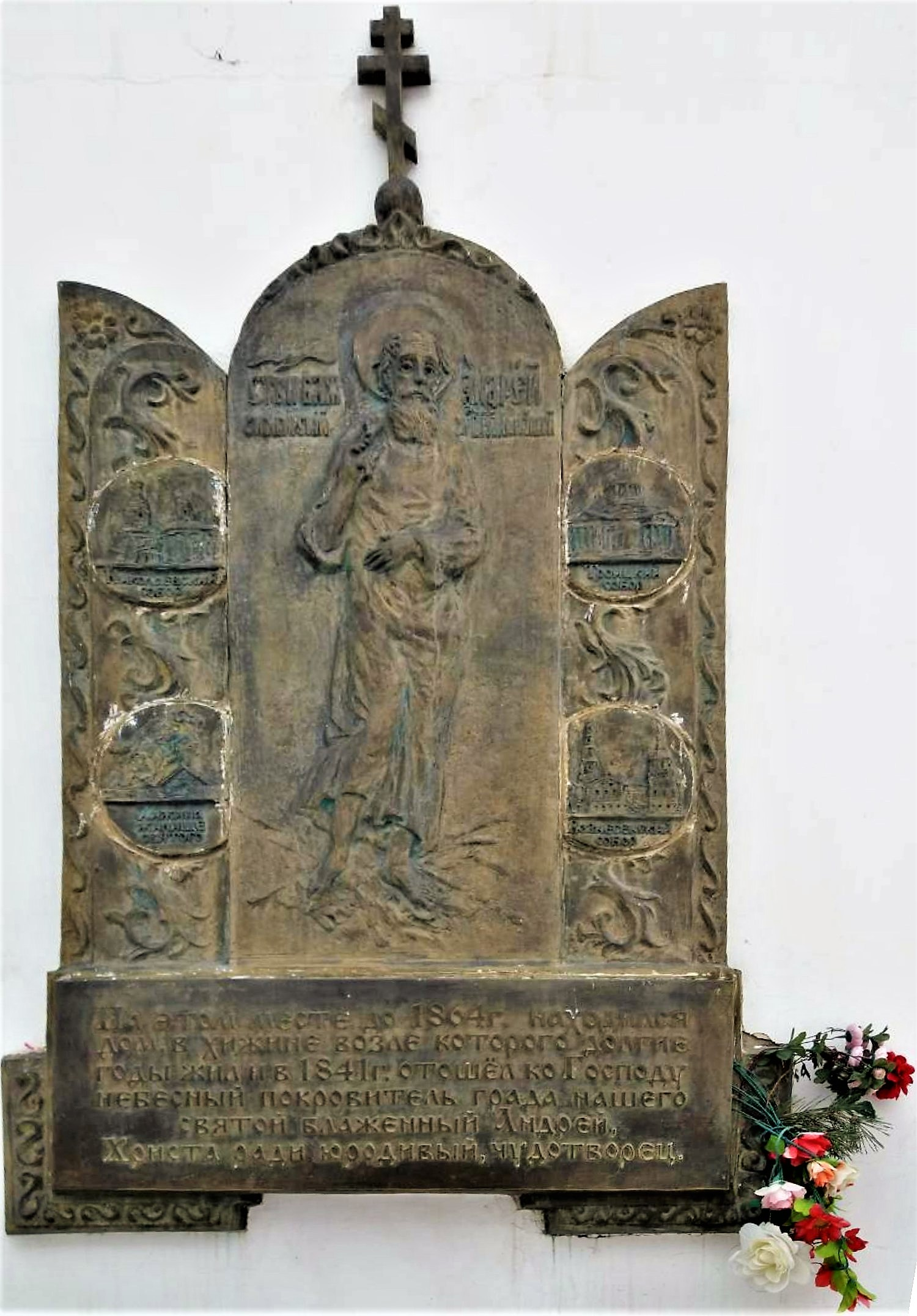
Мемориальная доска Андрею Блаженному.
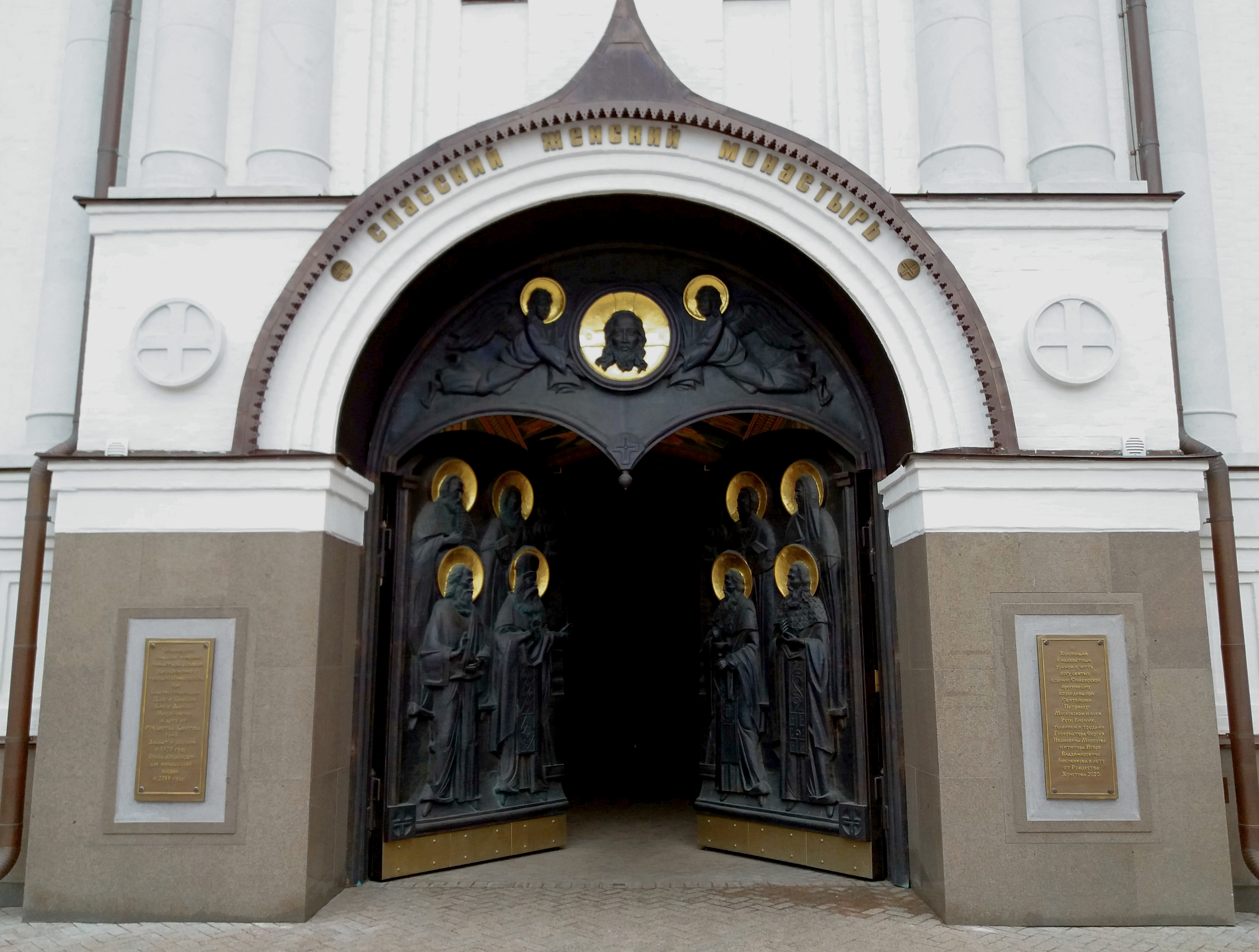
Врата Спасского женского монастыря с образами Святых Симбирской земли.
Левая створка врат Спасского женского монастыря.
Правая створка врат Спасского женского монастыря.
Памятный знак - Монахиням Спасского женского монастыря.
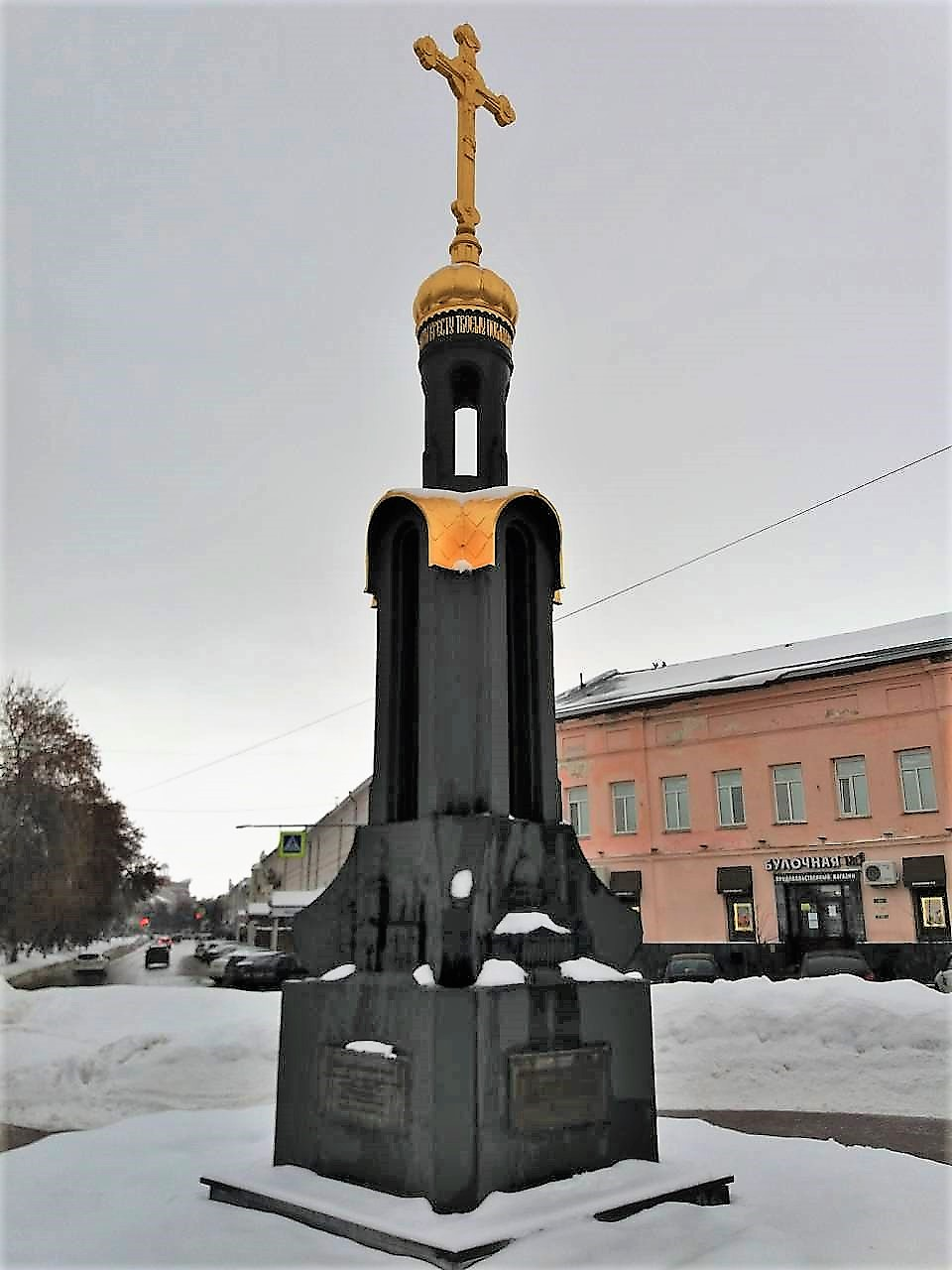
Памятник разрушенным Храмам.
Часовня Спаса Нерукотворного Образа на Димитровградском шоссе.

## Православные храмы

### Симбирская епархия Русской православной церкви

#### Первое Симбирское городское благочиние

##### Храмы и церкви

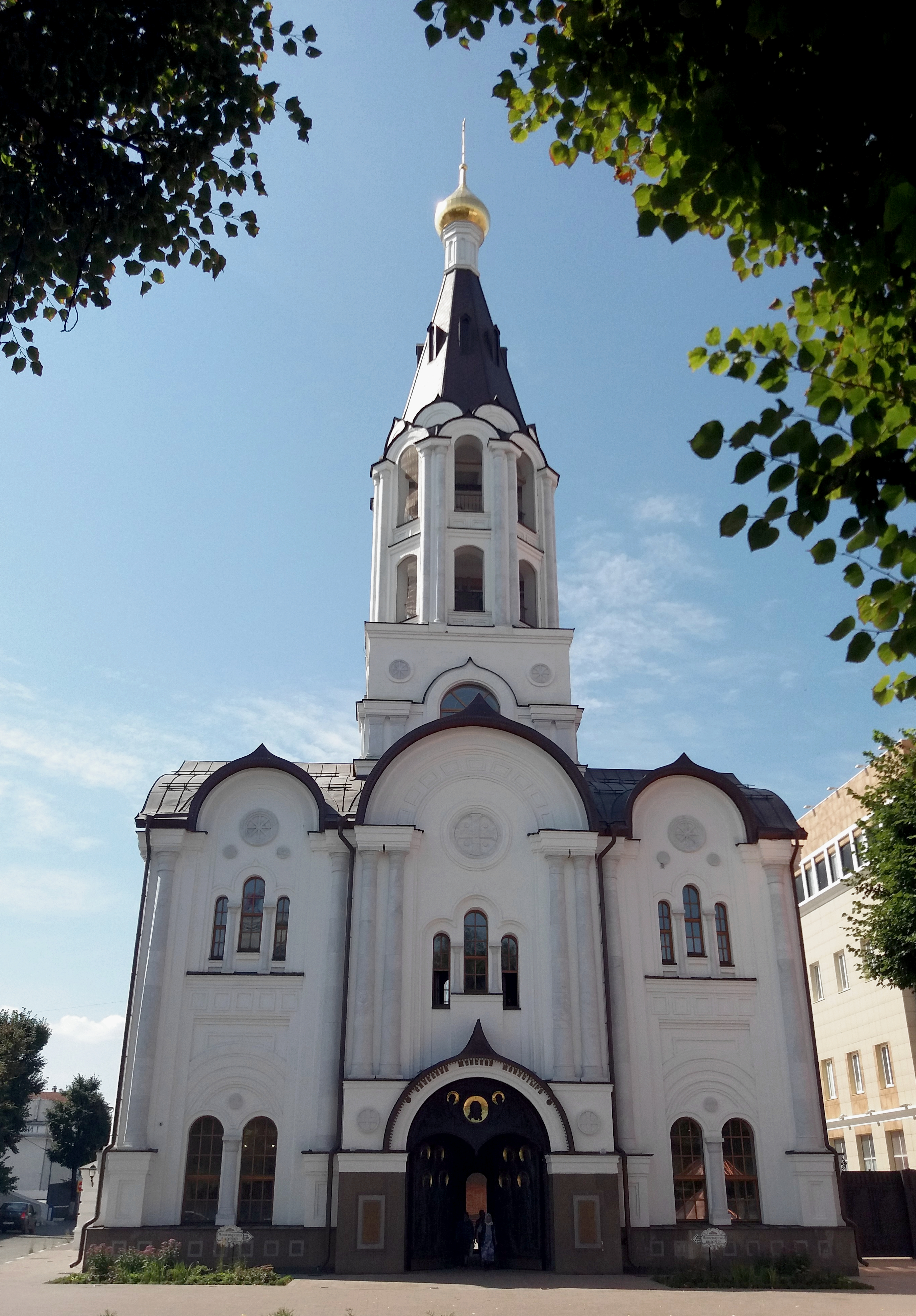
Храм в честь всех Новомучеников и исповедников Симбирской земли (Спасский женский монастырь).

- Спасо-Вознесенский кафедральный собор (Собор Вознесения Господня) (ул. Ульяновская, 2 стр.1);
- В честь всех Святых (Всехсвятский) храм (ул. Ульяновская, 2);

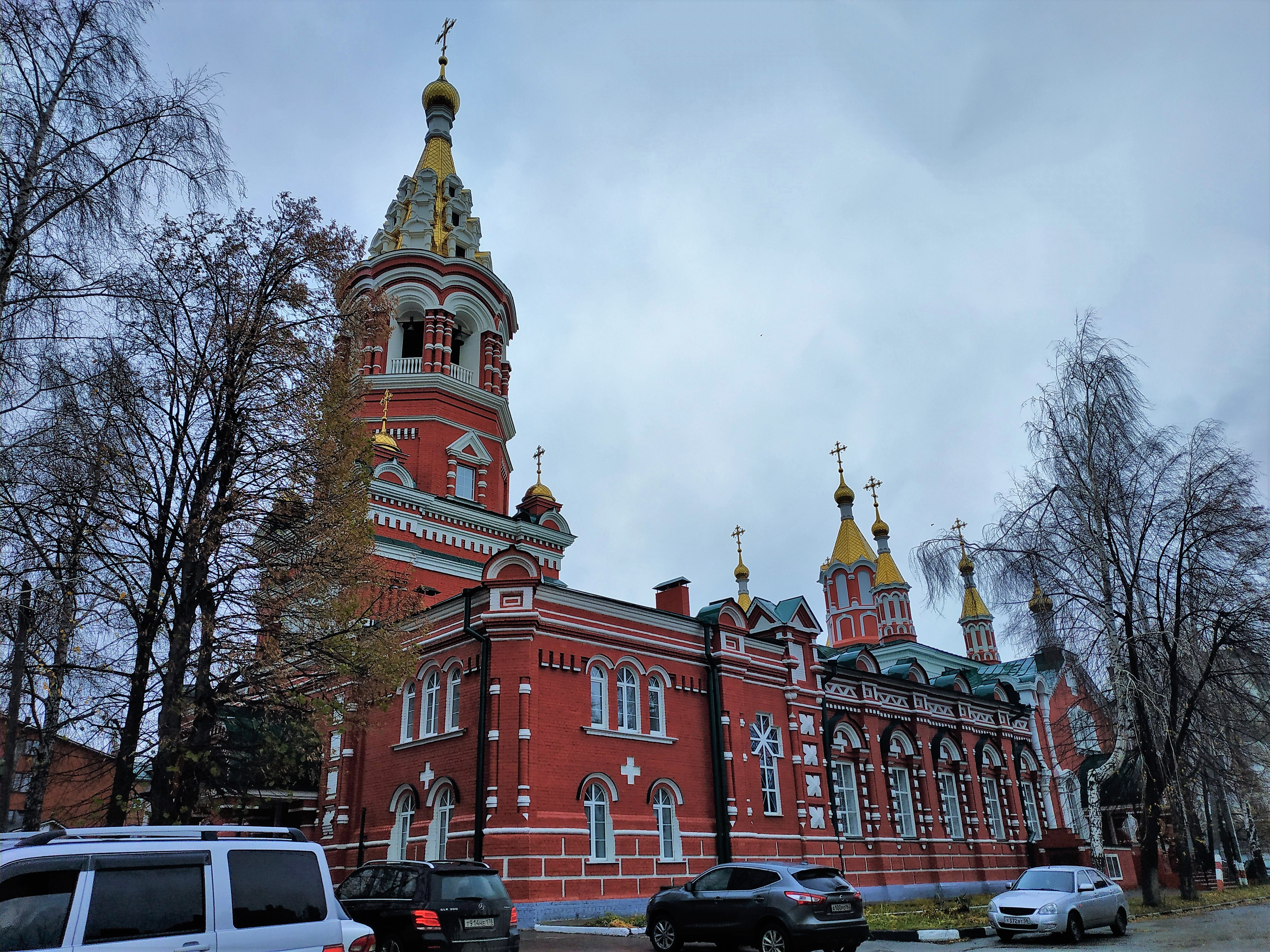
Воскресенско-Германовский храм

- Воскресенско-Германовский храм
- Воскресенско-Германовский храм (пер. Гоголя, 11)[87];
- Храм во имя иконы Божией Матери Неопалимая купина (Богородице-Неопалимовский храм)[88](Куликовка, ул. Верхняя Полевая, 26);
- Храм Воскресения Христова (Воскресенская церковь)[89] (ул. Карла Маркса, 52, на Воскресенском некрополе[90]);
- Храм Трёх Святителей (ул. Гончарова, 30А)[91];
- Храм в честь Сретения Господня (ул. Репина, д. 37А);
- Храм в честь Казанской иконы Пресвятой Богородицы (ул. Юности, 2/3)
- Храм Рождества Христова (мкрн Мостовая, ул. Российская, 121);
- Храм в честь Покрова Пресвятой Богородицы (с. Карлинское, ул. Ватутина, д. 29);
- Храм во имя Сошествия Святого Духа на Апостолов (ул. Воробьёва, 8);

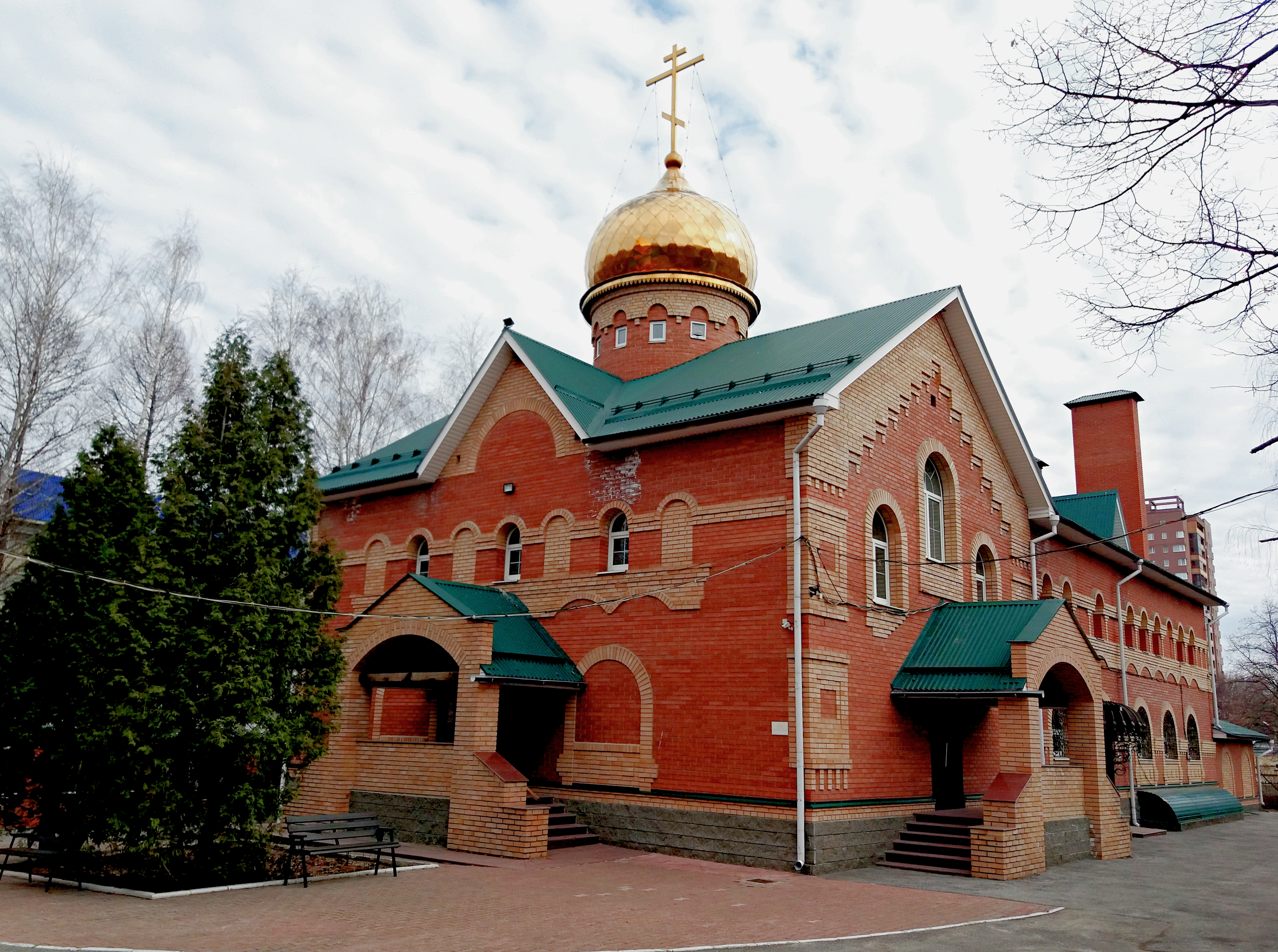
Храм Святых Иоакима и Анны.

- Храм Святых Иоакима и Анны.Храм в честь Воскресения Христова (с. Лаишевка, ул. Школьная, 40);
- Храм святого Никиты Новгородского (Северное кладбище)[92];
- Храм преподобного Сергия Радонежского при УИГА им. гл. маршала авиации Б. П. Бугаева (ул. Можайского, д. 8/8);
- Мариинская церковь при Мариинской гимназии (ул. Льва Толстого, д. 97)
- Храм Святителя Николая Чудотворца при Суворовском военном училище (ул. Спасская, д. 7);
- Храм во имя Святых новомучеников и Исповедников Церкви Русской при архиерейской резиденции (ул. Льва Толстого, 73)

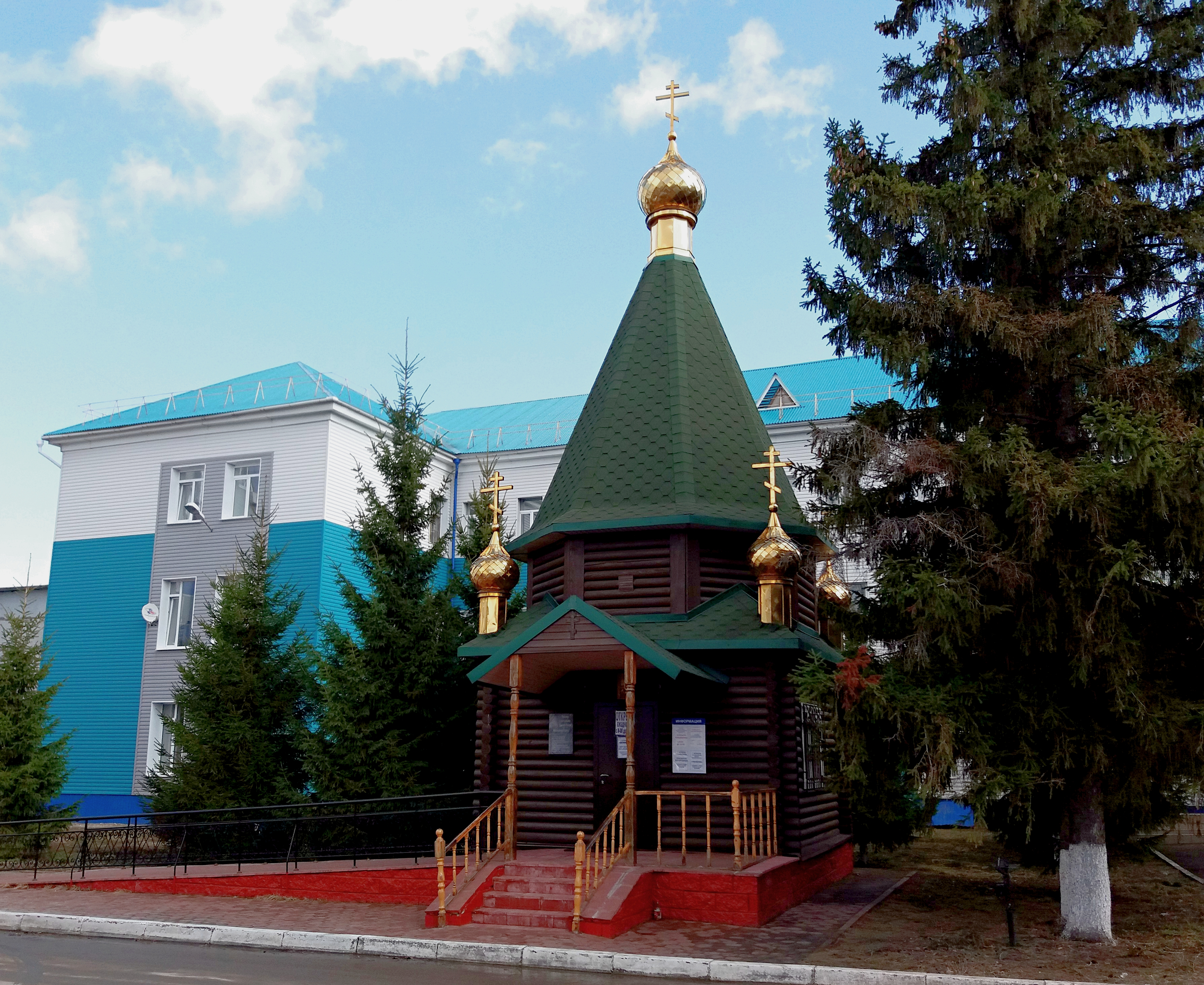
Часовня в честь иконы Божией Матери «Всех Скорбящих Радость».

- Часовня в честь иконы Божией Матери «Всех Скорбящих Радость».Храм Святого Великомученика и целителя Пантелеимона, в 2018 году приход был переименован в Новоседмиезерное Свято-Пантелеимоновское архиерейское подворье Ульяновска[93][94]. (Нижняя Терраса, ул. Краснопролетарская, 1А);
- Храм Илии пророка (на территории 31-й ОДШБр (в/ч 73612), Новый город, ул. Генерала Маргелова);
- Храм Святых бессребреников Кира и Иоанна (Верхняя Терраса, на территории ЦГКБ, ул. Оренбургская, 27А);
- Храм во имя апостола Андрея Первозванного (Новый город, п-т Врача Сурова, 4Б);
- Храм Святителя Николая Чудотворца (Новый город, пр. Авиастроителей, д. 28);

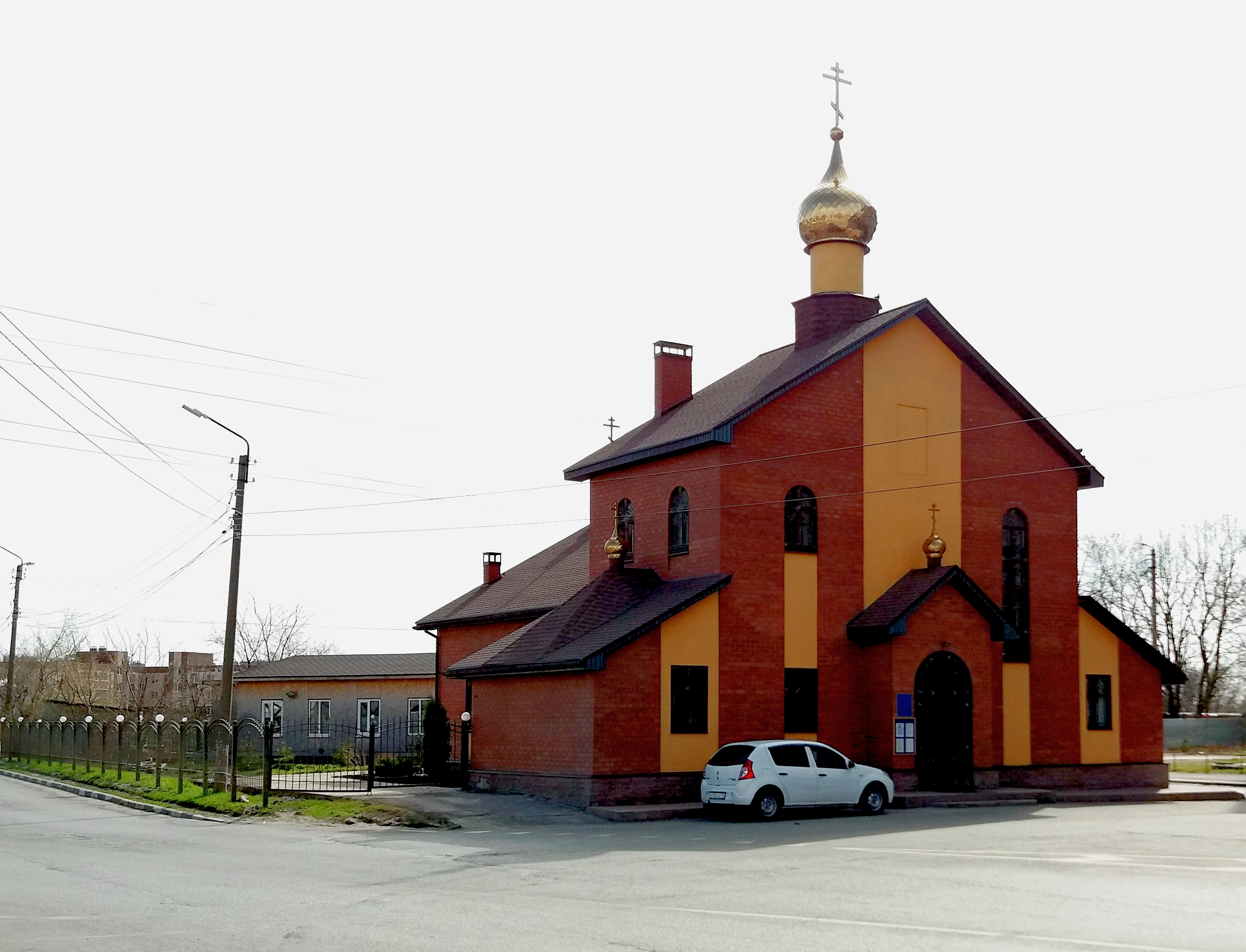
Храм в честь Сретения Господня (ул. Репина, 37А).

- Храм в честь иконы Божией Матери «Отрада и утешение» на Архангельском кладбище;
- Храм во имя Святителя Луки (Войно-Ясенецкого) (Верхняя Терраса, ул. Оренбургская, 31);
- Храм во имя Святого Великомученика Иоанна Воина (Новый город, ФКУ ИК-9, 11-й проезд Инженерный, 36);
- Храм в честь Сретения Господня (ул. Репина, 37А).Храм в честь иконы Божией Матери «Споручница грешных» (Новый город, ФКУ ИК-8, 11-й проезд Инженерный, 22);

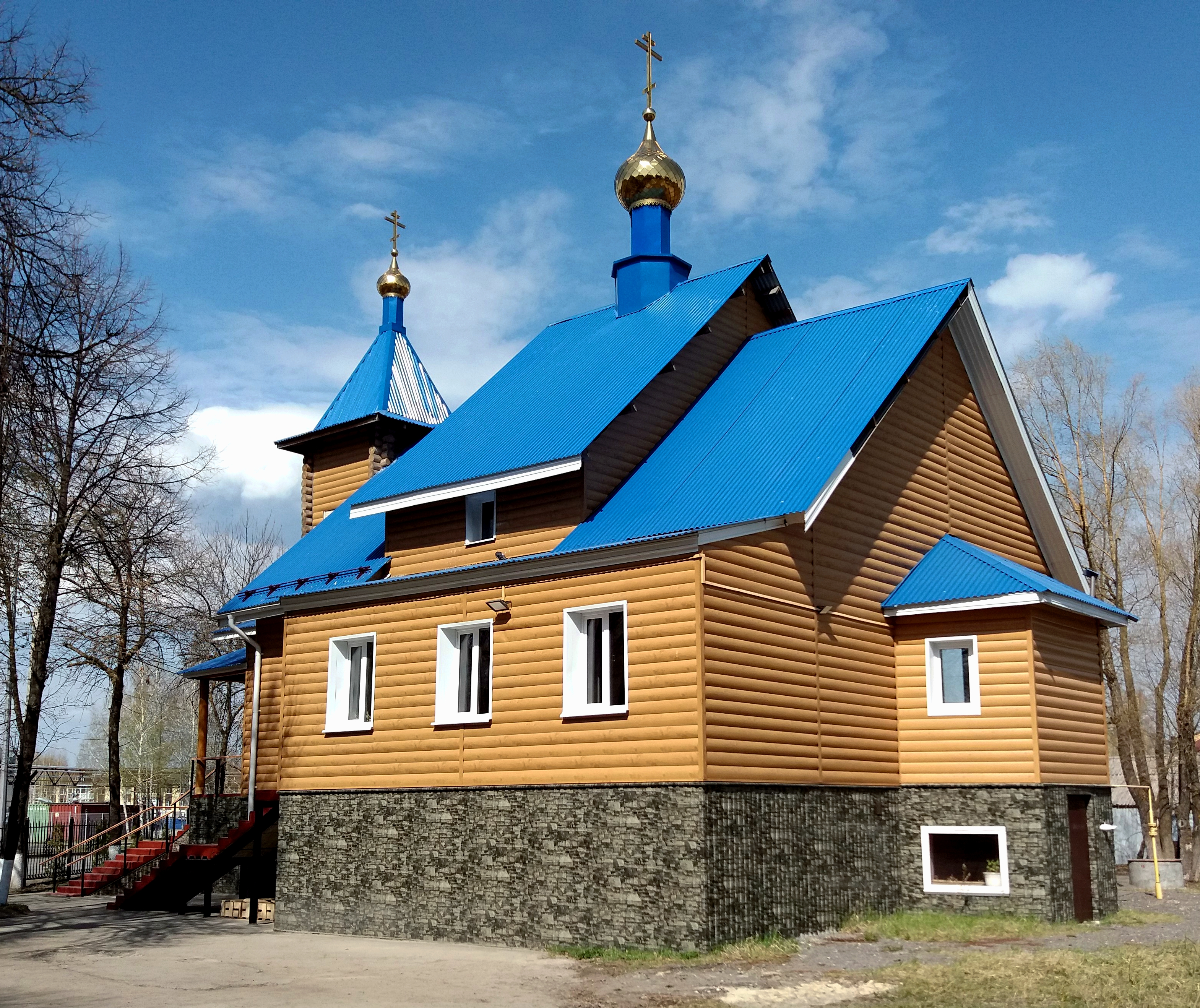
Церковь Михаила Архангела (Ипподромная улица).

- Церковь Михаила Архангела (Ипподромная улица).Церковь Михаила Архангела (Ипподромная улица)
- Храм Святого Владимира (Верхняя Терраса, ул. Волжская, д. 50А);

##### Часовни

Придорожная часовня (ул. Красногвардейская).

- Часовня Георгия Победоносца.Придорожная часовня (ул. Красногвардейская).Часовня Кирилла и Мефодия (ул. Карл Либкнехта, 1);

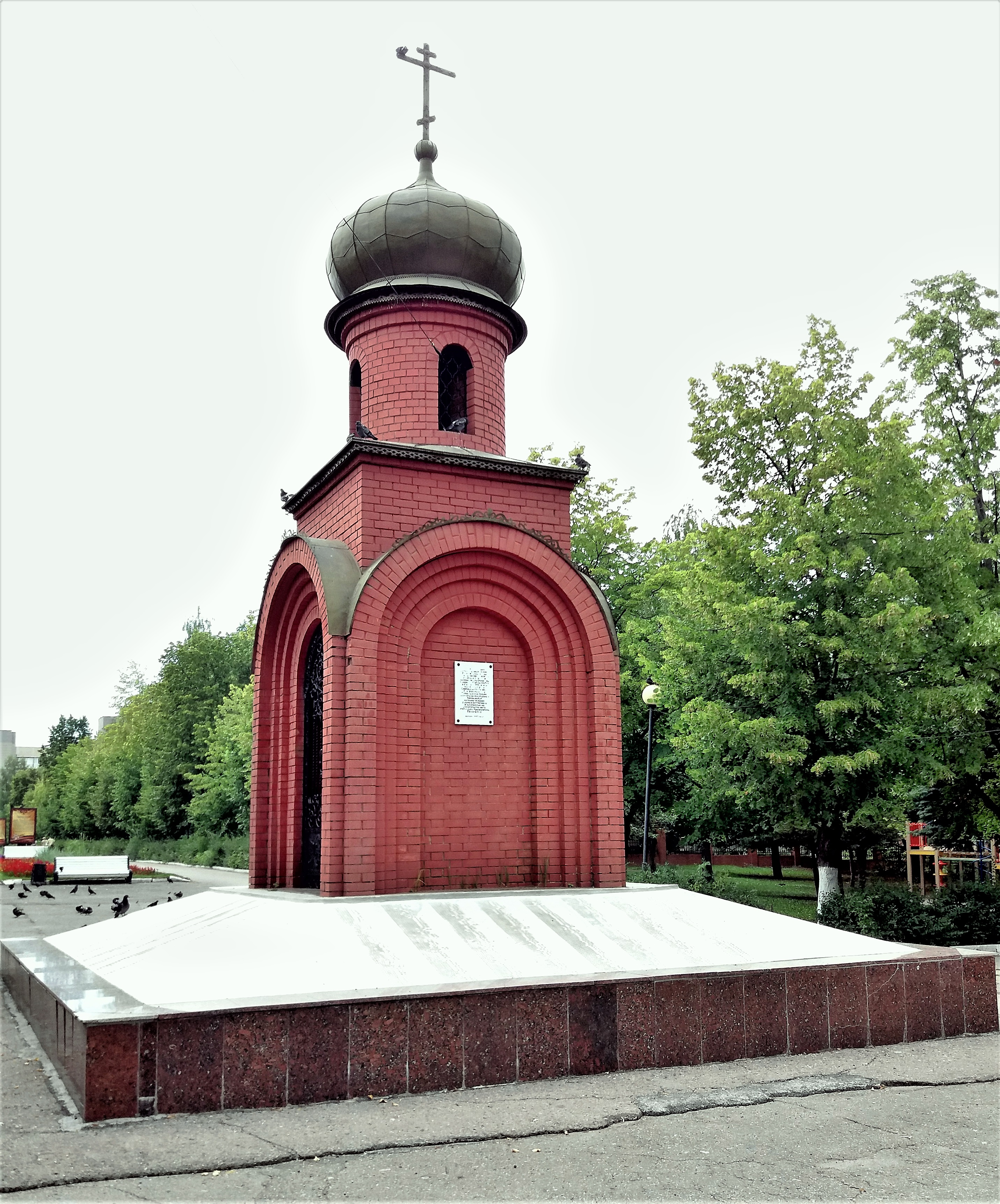
Часовня Георгия Победоносца.

- Часовня во имя Великомученицы Анастасии Узорешительницы (Верхняя Терраса, ФКУ ИК № 4, ул. Ак. Павлова, 113Г);
- Часовня в честь иконы Божией Матери «Всех Скорбящих Радость» (ул. Рылеева, 30/30);
- Часовня Георгия Победоносца (ул. Кольцевая)[95];
- Часовня Андрея Симбирского (Покровский некрополь, ул. 12 Сентября, сквер И. Н. Ульянова);

##### Монастыри
- Спасский женский монастырь (ул. Дворцовая, д. 4);
- Свято-Владимирское подворье женского монастыря Архангела Михаила села Комаровка (Верхняя Терраса, ул. Волжская, 50А);

#### Второе Симбирское городское благочиние

##### Храмы и церкви
- Храм в честь Благовещения Пресвятой Богородицы (ул. Шолмова, 18);
- Храм в честь Покрова Божией Матери (ул. Аблукова, 59А);
- Храм в честь Рождества Пресвятой Богородицы (ул. Камышинская, 28А)
- Храм в честь Богоявления Господня (с. Арское, ул. Мира, 12)
- Храм во имя Святой блаженной Ксении Петербургской (с. Арское, ул. Мира, 12)

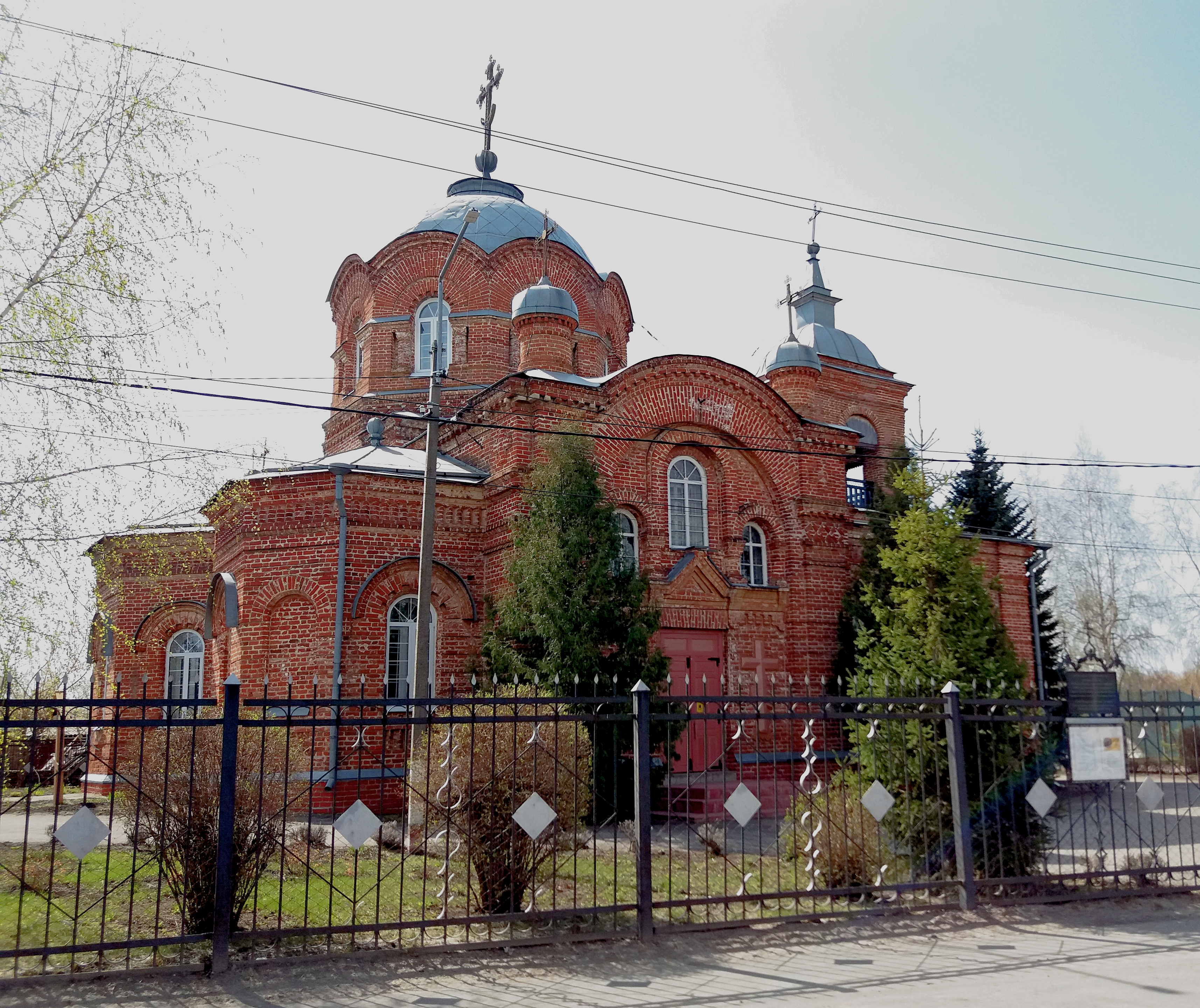
Храм Рождества Христова.

- Храм Рождества Христова.Храм во имя Святого благоверного Великого Князя Александра Невского (проспект 50-летия ВЛКСМ, 15А)[96][97];
- Храм во имя Святого праведного Филарета Милостивого (ул. Полбина, 45А);
- Храм во имя Преподобного Серафима Саровского (ул. Богдана Хмельницкого, 30)
- Храм в честь иконы Божией Матери «Неупиваемая чаша», на территории Областной клинической наркологической больницы (ул. Полбина, 34);
- Храм во имя Предтечи и Крестителя Господня Иоанна (Киндяковка, ул. Хрустальная, 3В);
- Храм во имя святых праведных Иоакима и Анны (ул. Хрустальная, 3В);
- Храм во имя Святителя Спиридона Тримифунтского (п-т. Гая, 100);
- Храм во имя Святого Великомученика Георгия Победоносца (пр-т Гая, 37А);
- Храм в честь иконы Божией Матери «Умиление» (пос. Плодовый, ул. Центральная, 8)
- Храм во имя Архистратига Божия Михаила и прочих Небесных сил бесплотных (пос. Белый Ключ, ул. Ленина, 40А);
- Храм Живоначальной Троицы (с. Луговое, ул. Советская, 34А)
- Храм во имя Преподобного Сергия Радонежского при НОУ «Симбирская общеобразовательная гимназия „Дар“» (ул. Кольцевая, 3А)
- Храм в честь Святых врачей бессребреников Космы и Дамиана Ассийских на территории Областной клинической больницы (ул. III-го Интернационала, 7);

### Собор Симбирских святых
Собор Симбирских святых — празднование Русской Православной Церкви в честь святых Симбирской земли. Празднуется 21 мая. В 2023 году, по ходатайству Симбирской епархии, Священный Синод Русской Православной Церкви принял решение об утверждении нового состава Собора. К ранее составлявшим Собор восьми святым были добавлены ещё шесть.
- Блж. Андрей Огородников, Христа ради юродивый († 1841, память 21 мая, 27 ноября)[102]
- Сщмч. Николай Покровский, иерей († 1918, память 5 марта)[103]
- Сщмч. Иоанн Ильинский, прот. († 1918, память 15 сентября)[104]
- Сщмч. Неофит Любимов, прот. († 1918, память 17 октября)[105][106][107][108][109][110]
- Сщмч. Александр Гневушев, иерей († 1930, память 15 апреля)[111]
- Прмц. Екатерина Декалина, послушн. († 1938, память 4 февраля)[112]
- Сщмч. Александр Телемаков, иерей († 1938, память 6 февраля)[113]
- Присп. Гавриил Игошкин, архим. († 1959, память 5 октября)[114]
- Александр (Трапицын), архиепископ Самарский, сщмч. (+1938). Память 1 (14) января.
- Герасим (Добросердов), епископ Астраханский, свт. (+1880). Память 10 (23) июня.
- Василий Покровский, иерей, сщмч. (+1941). Память 13 (26) декабря.
- Владимир Пиксанов, иерей, сщмч. (+1918). Память 20 марта. (2 апр.).
- Николай Розов, протоиерей, сщмч. (+1938). Память 20 февраля(5 марта).
- Сергий Знаменский, протоиерей, сщмч. (+1937). Память 14 (27) ноября[115].

## Старообрядческая церковь
Древлеправославная поморская церковь
- Старообрядческая Поморская община г. Ульяновска (Бутырки, ул. Старосвияжский Пригород, д. 13)[116][117][118][119]

Казанско-Вятская епархия Русской православной старообрядческой церкви
- Симбирская православная старообрядческая община (ул. Ипподромная, д. 19, кв. 16)[116]

## Ислам
Мусульманские организации регионального Духовного управления мусульман Ульяновской области в составе Центрального Духовного управления мусульман России
- Мечеть Тагир-Каляметдин (ул. Скринского, 14)
- Вторая соборная мечеть Симбирска-Ульяновска (ул. Тухачевского, д. 42)
- Махалля № 1 (пр-т Ленинского Комсомола, д. 39)
- Махалля № 2 (ул. Р. Люксембург, д. 37 б)
- Мечеть «Ак мечет» (ул. Р. Люксембург, д. 31)
- Махалля № 2351 (п. Дачный, ул. Степная, д. 34)
- Махалля «Историческая» (ул. Федерации, д. 35)
- Махалля «Лайли Джамал» (ул. Карла Либкнехта, д. 19А, офис 204)
- Махалля «Мадина» (с. Лаишевка, ул. Набережная, д. 13)
- Махалля «Нурлы» № 2538 (ул. Российская, д. 88)
- Махалля «Раис» (пос. Пригородный, ул. Фасадная, д. 16 а)
- Махалля «Сафиулла» (ул. Оренбургская, д. 1Б)
- Махалля «Султан» № 2779 (2-й пер. Инзенский, д. 12)
- Махалля «Центральная Соборная мечеть» (Куликовка, пер. Банный, д. 1)
- «Центр Исламской Культуры Засвияжского района г. Ульяновска» Махалля № 2713 (ул. Московское шоссе, д. 75)

Мусульманские организации Центрального Духовного управления мусульман Ульяновской области
- «Баракят» (ул. Горина, 18)
- Мечеть № 469 (пр-т Ленинского Комсомола, д. 1а)
- Мечеть № 650 (пос. Мостовая, ул. Российская, д. 62)
- «Мубарак» (ул. Тихая д. 1)
- «пос. Плодовый» (пос. Плодовый, ул. Строительная, д. 22)

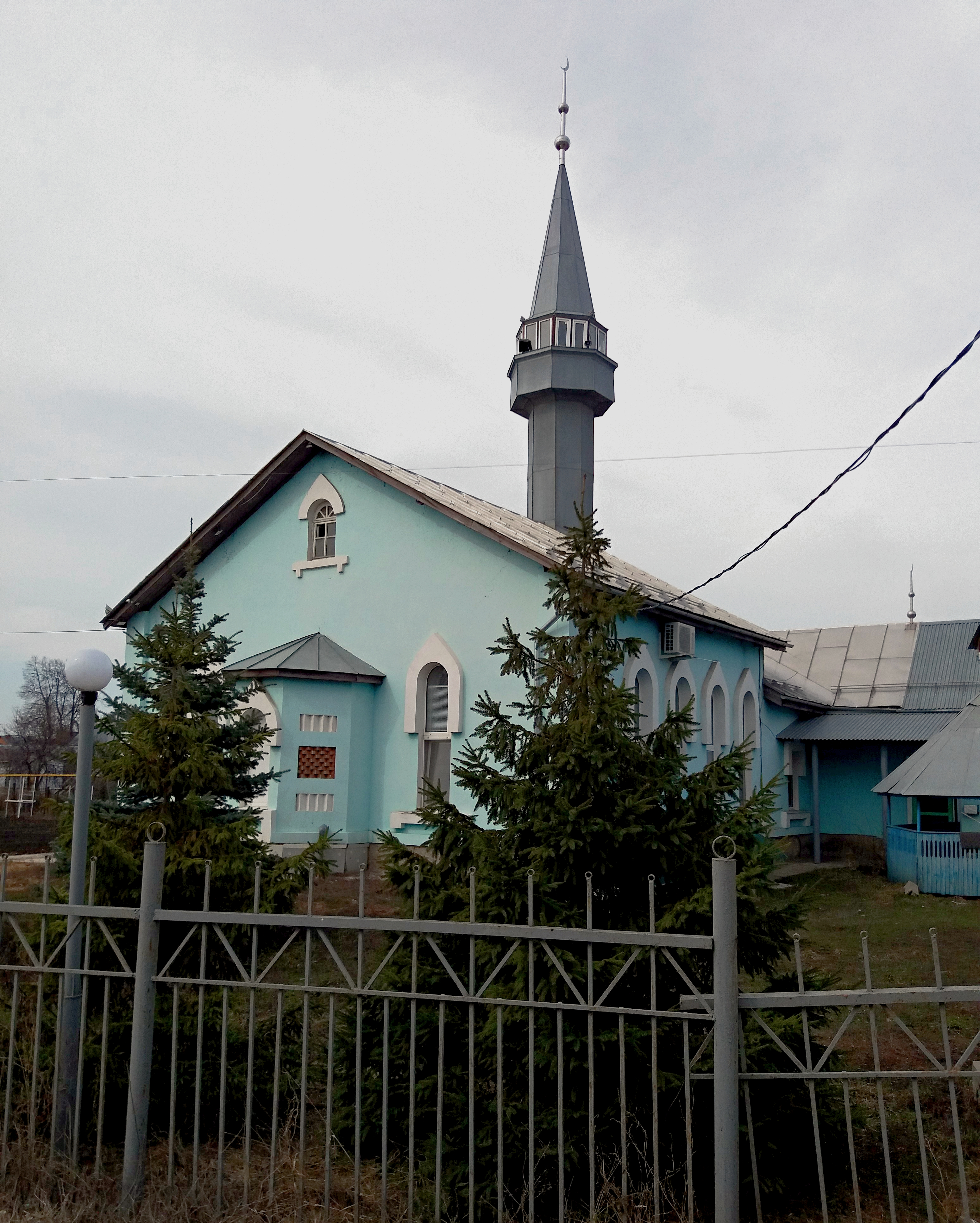
Мечеть «Мубарак».
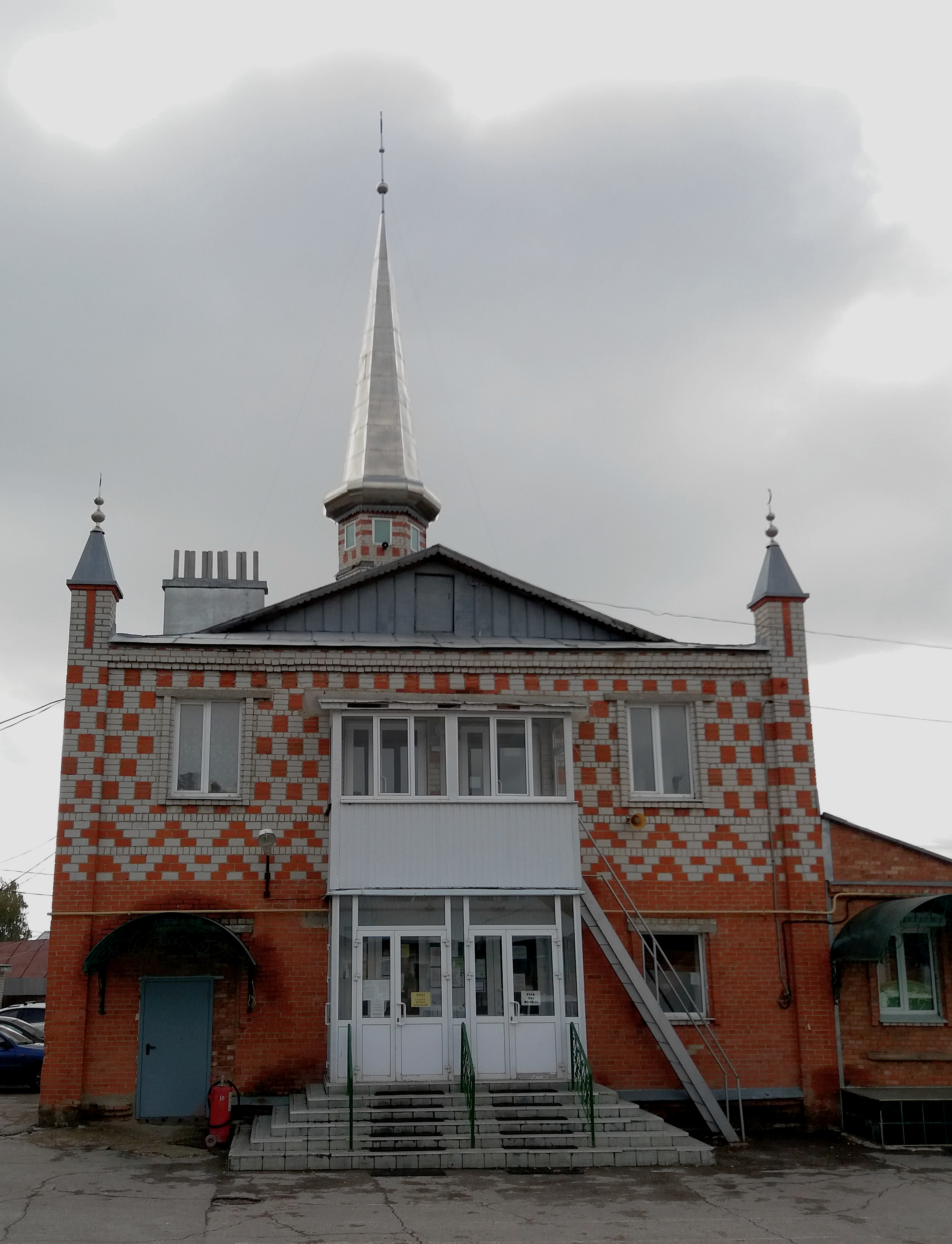
Махалля «Центральная Соборная мечеть».
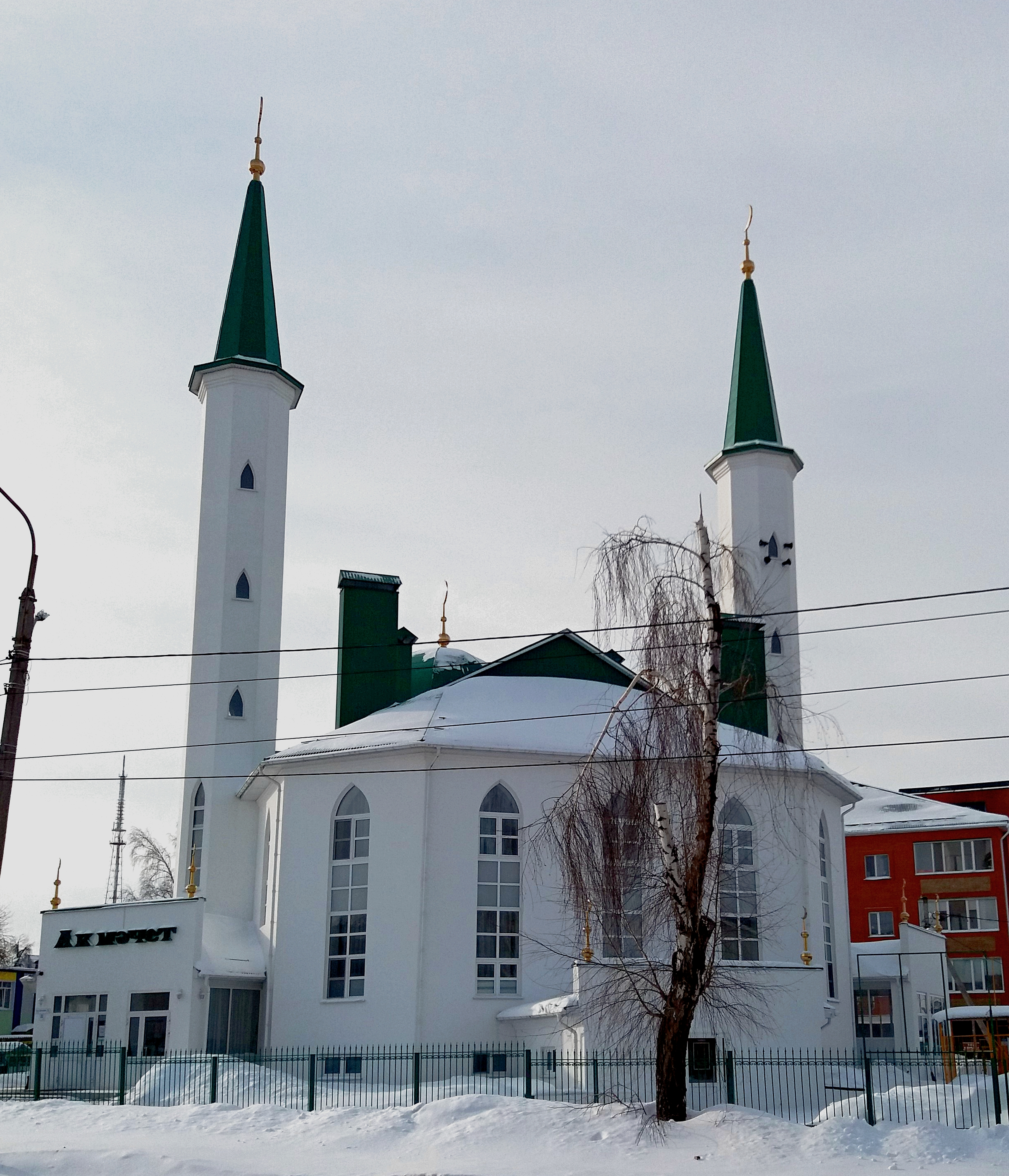
Мечеть "Ак мечет".
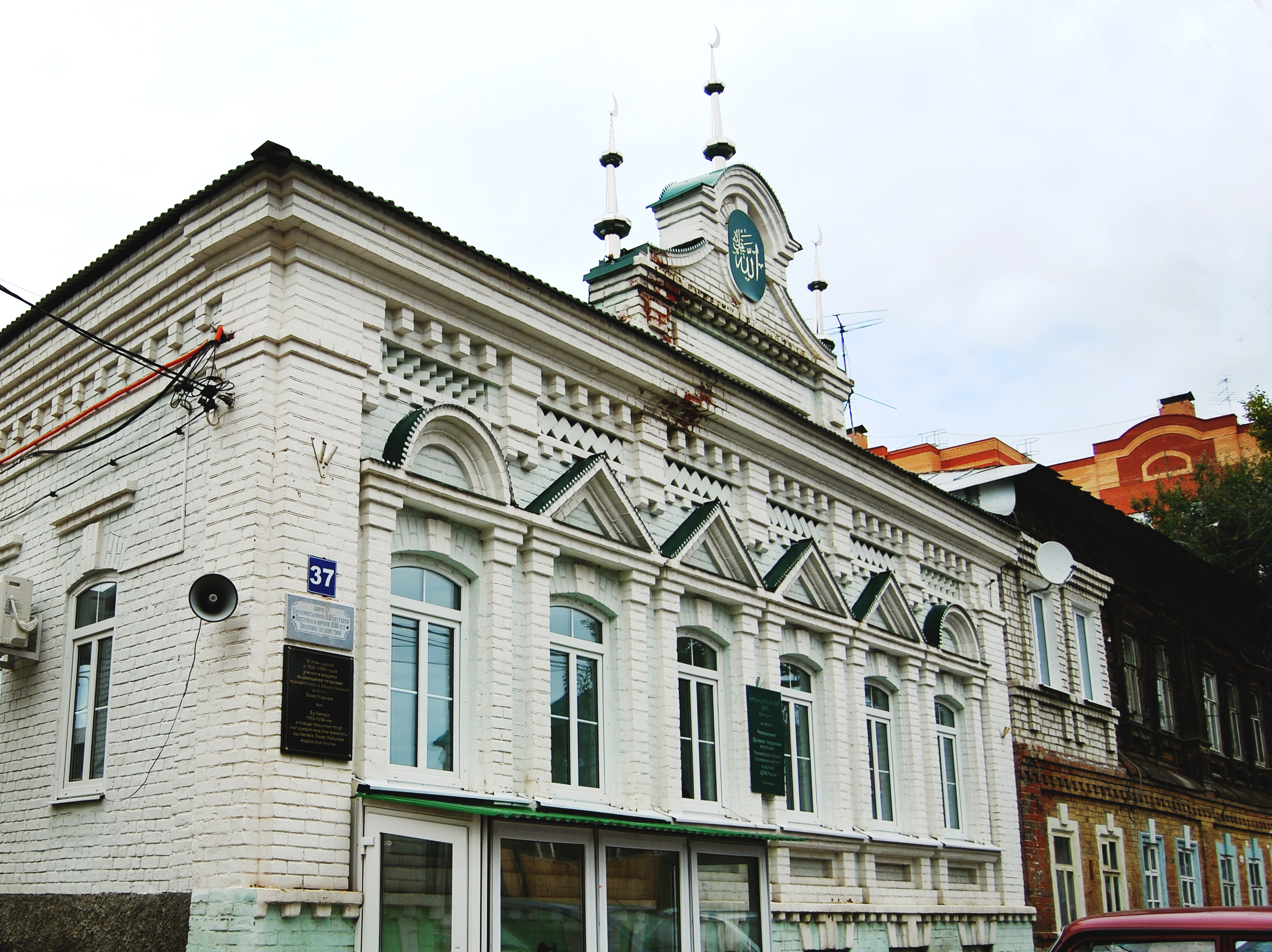
Мечеть «Махалля №1» на ул. Федерации, д 37.
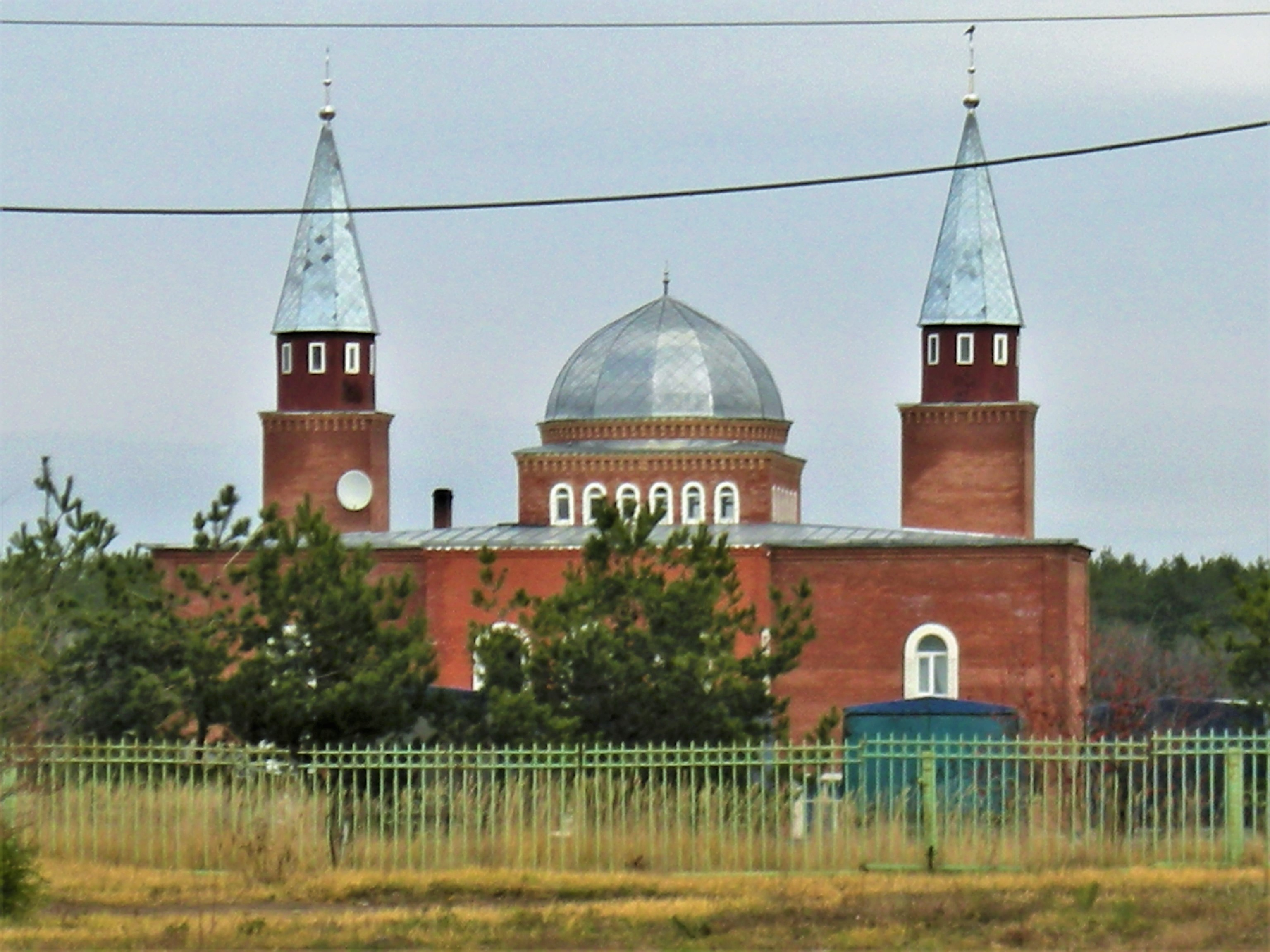
Мечеть в Новом городе.
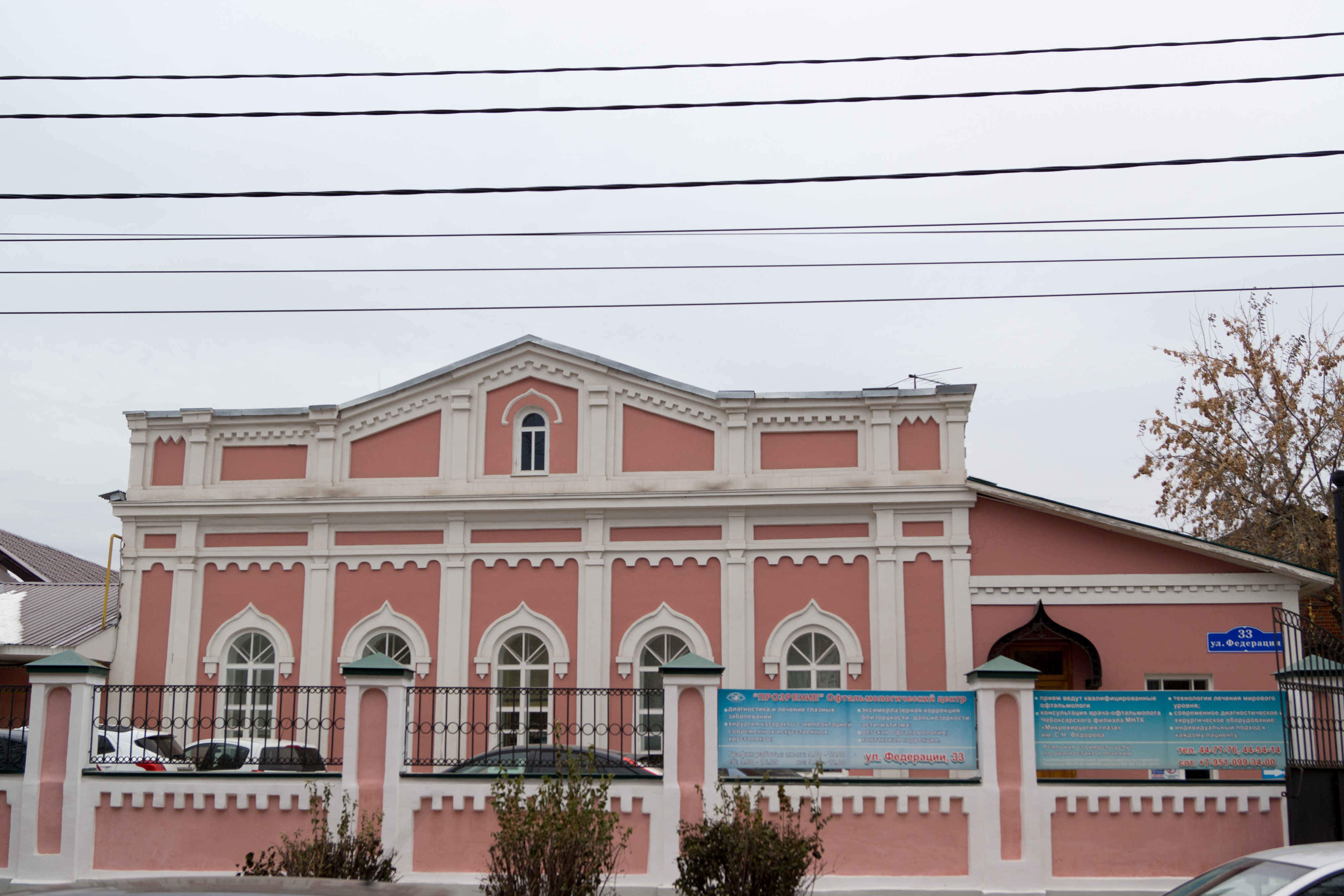
Мечеть, ул. Федерации, 33.
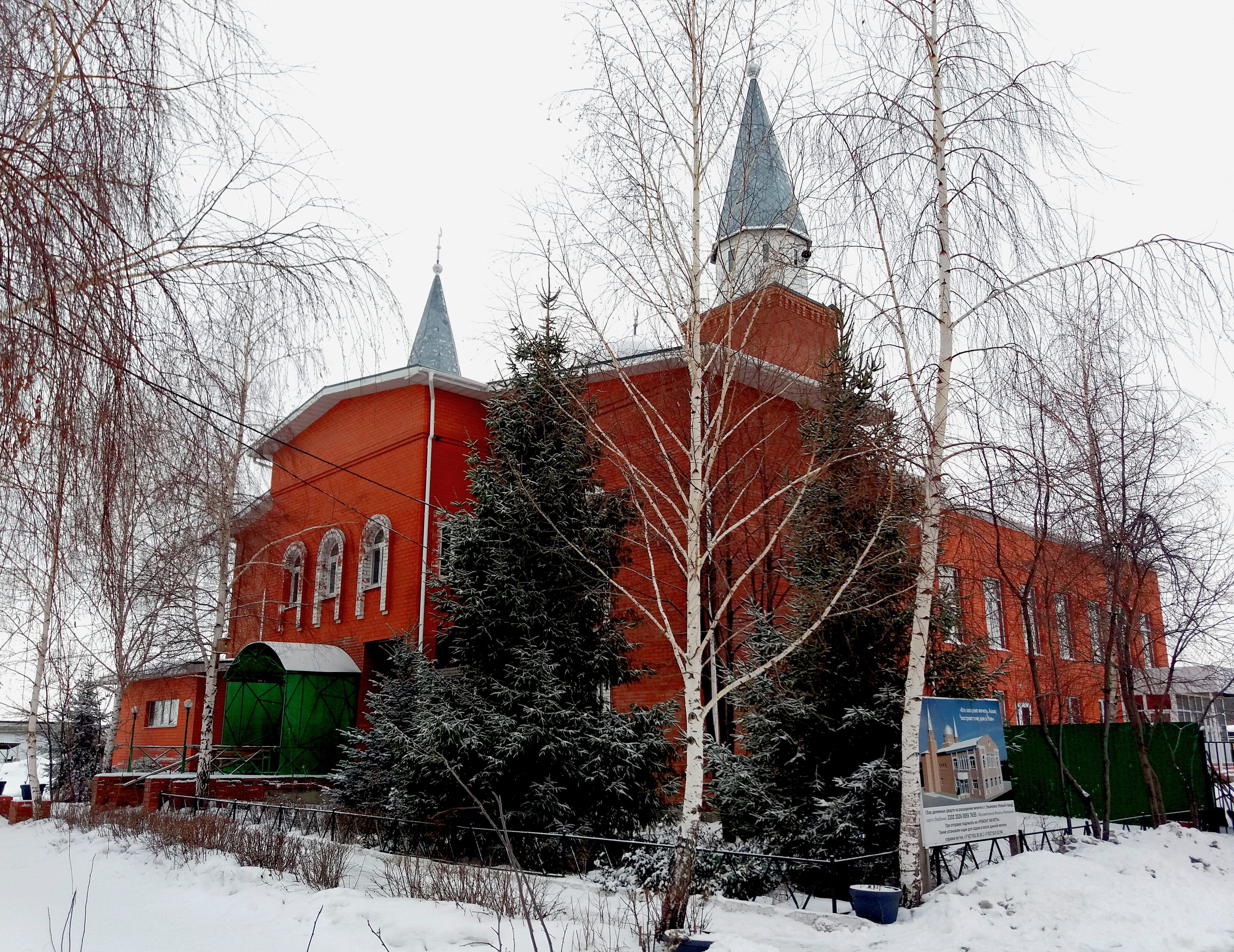
Мечеть «Ихсан».
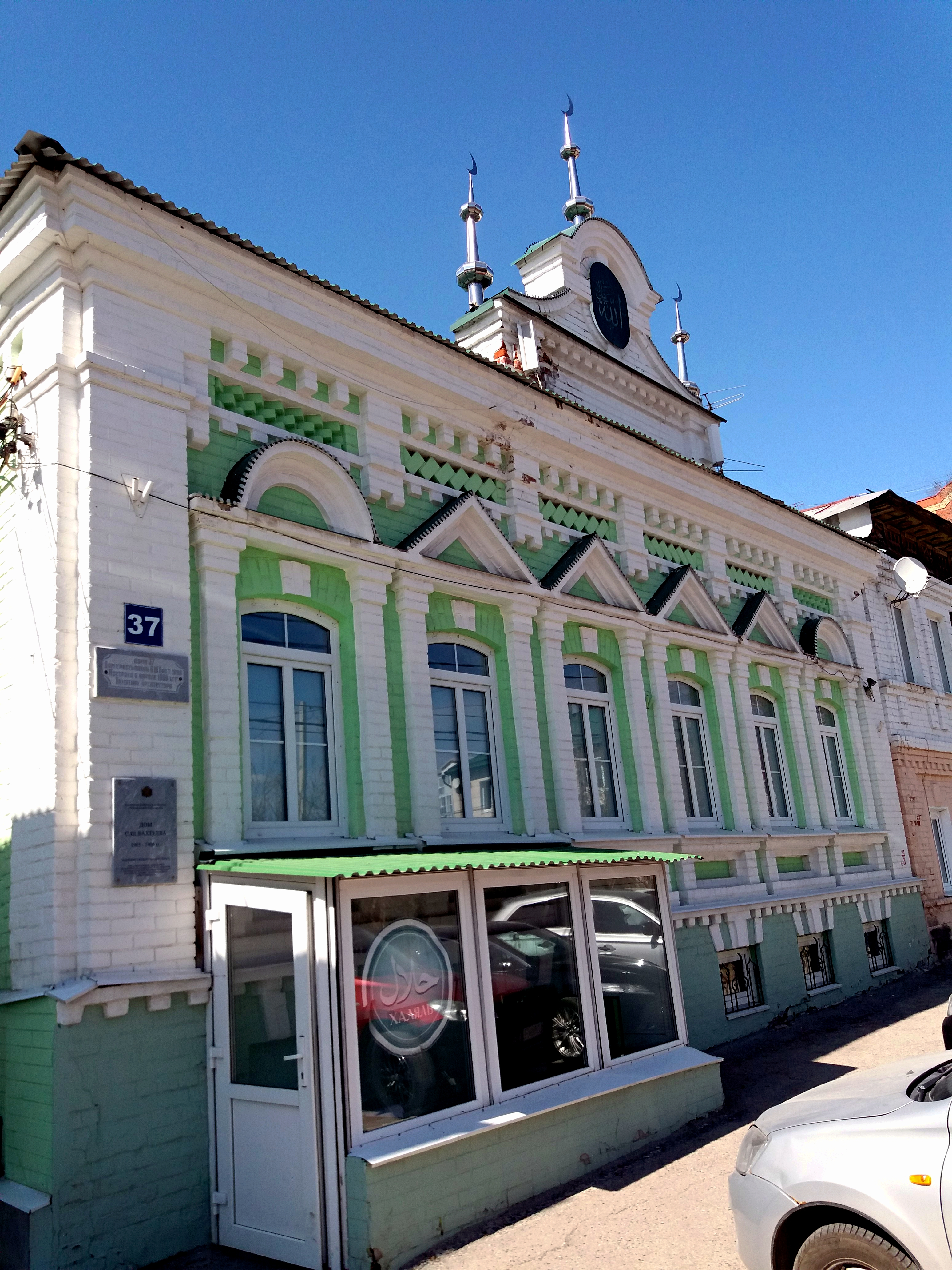
Мечеть «Махалля № 1».
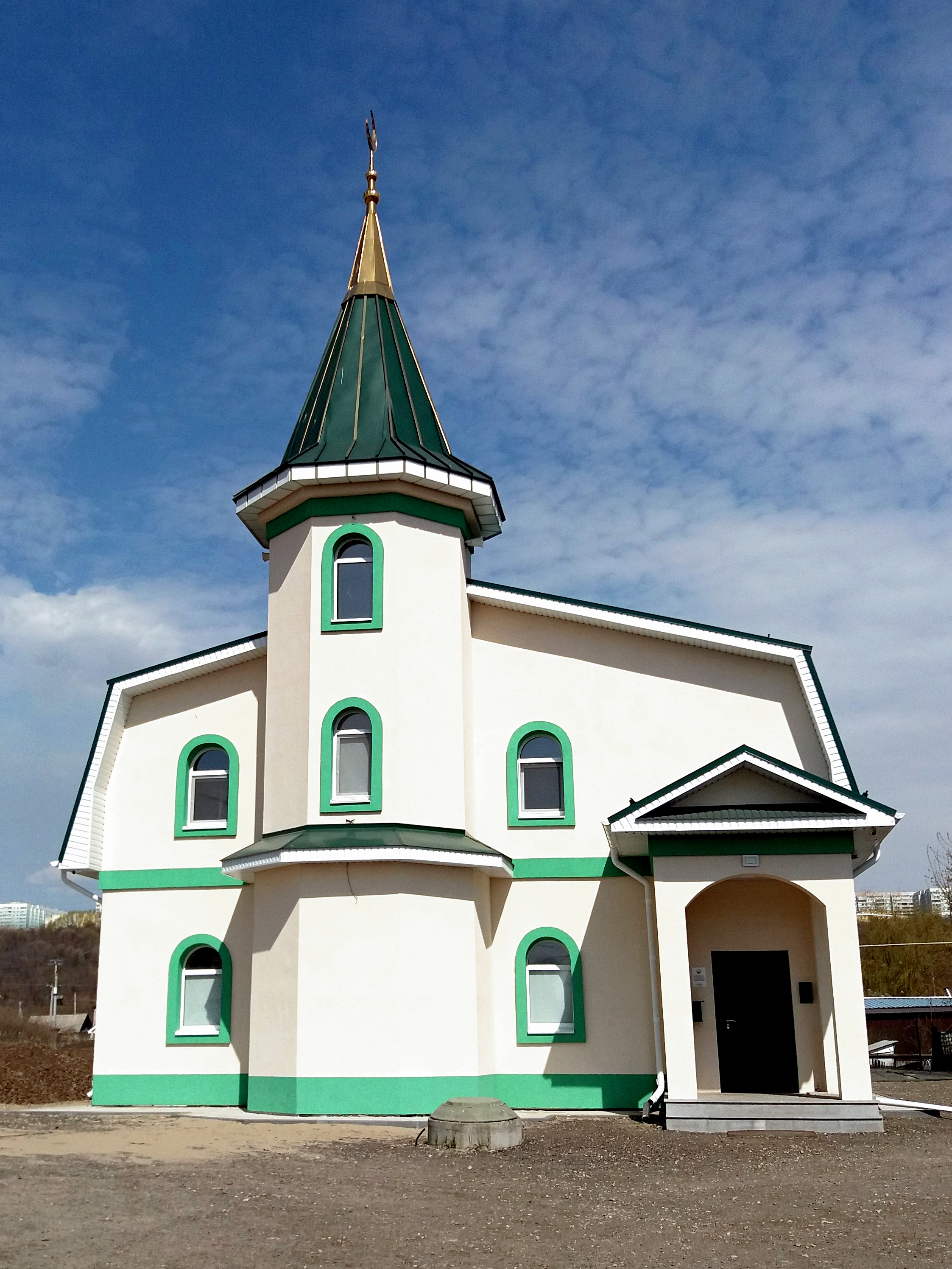
Махалля «Нурлы» № 2538 (Мостовая, ул. Российская, 88).

## Протестантские церкви
- Евангелическо-лютеранская церковь Святой Марии (ул. Ленина, 100)[120];
- Объединённая Методистская Церковь «Святого Луки» (ул. Ленина, 100);
- Объединённая Методистская Церковь (ул. Железной Дивизии, д. 20)
- Церковь Иисуса Христа Святых последних дней (ул. Робеспьера, д. 114)
- Церковь христиан веры евангельской «Новый Завет».
- Церковь христиан веры евангельской «Ковчег спасения»
- Церковь христиан веры евангельской «Ульяновский христианский центр» Ассоциации христиан веры евангельской «Глобальная стратегия»
- Церковь евангельских христиан-баптистов Объединения церквей Евангельских Христиан-баптистов по Самарской и Ульяновской областям Российского союза евангельских христиан баптистов (ул. Бородина д. 19)
- Церковь евангельских христиан-баптистов «Любовь Христа»
- Церковь Христиан-Адвентистов Седьмого Дня (ул. Пархоменко, д. 73/9А)
- Церковь христиан веры евангельской (пятидесятников) «Краеугольный камень»
- Церковь Объединения — христианство в изложении Божественного Принципа (ул. Спортивная, д. 11)
- Евангельская христианская церковь «Благословение»
- Церковь евангельских христиан «Свет Евангелия» (ул. Бородина, 23)[121]

## Католическая церковь
- Римско-католический приход во имя Воздвижения Святого Креста Господня (ул. Зои Космодемьянской, 29)[122][123].

## Армянская апостольская церковь
- Церковь «Сурб Григор Лусаворич» (Св. Григория Просветителя) Российской и Ново-Нахичеванской епархии Армянской апостольской церкви (ул. Пушкарёва № 81)[124]. 27 августа 2023 года состоялось торжественное открытие церкви Святого Григория Просветителя[125].

## Иудаизм
- Местная религиозная организация ортодоксального иудаизма «Ульяновская еврейская община» (ул. Ленина, д. 105)[116]

«Ульяновская еврейская община».

- Синагога (ул. Ленина, д. 107)

## Буддизм
- Ульяновский центр Российской ассоциации буддистов школы Карма Кагью (ул. Федерации, д. 163).

## Галерея

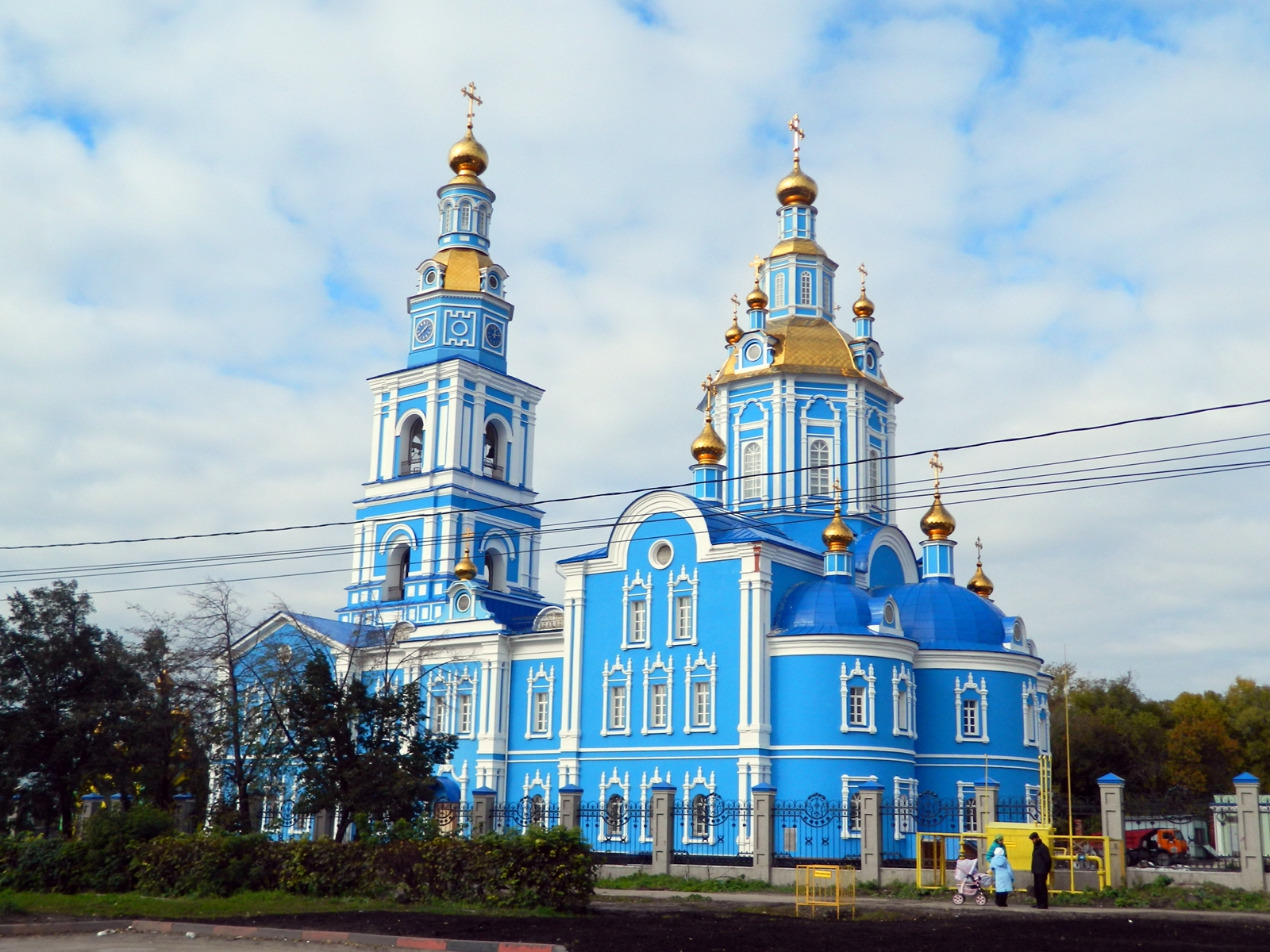
Спасо-Вознесенский кафедральный собор.
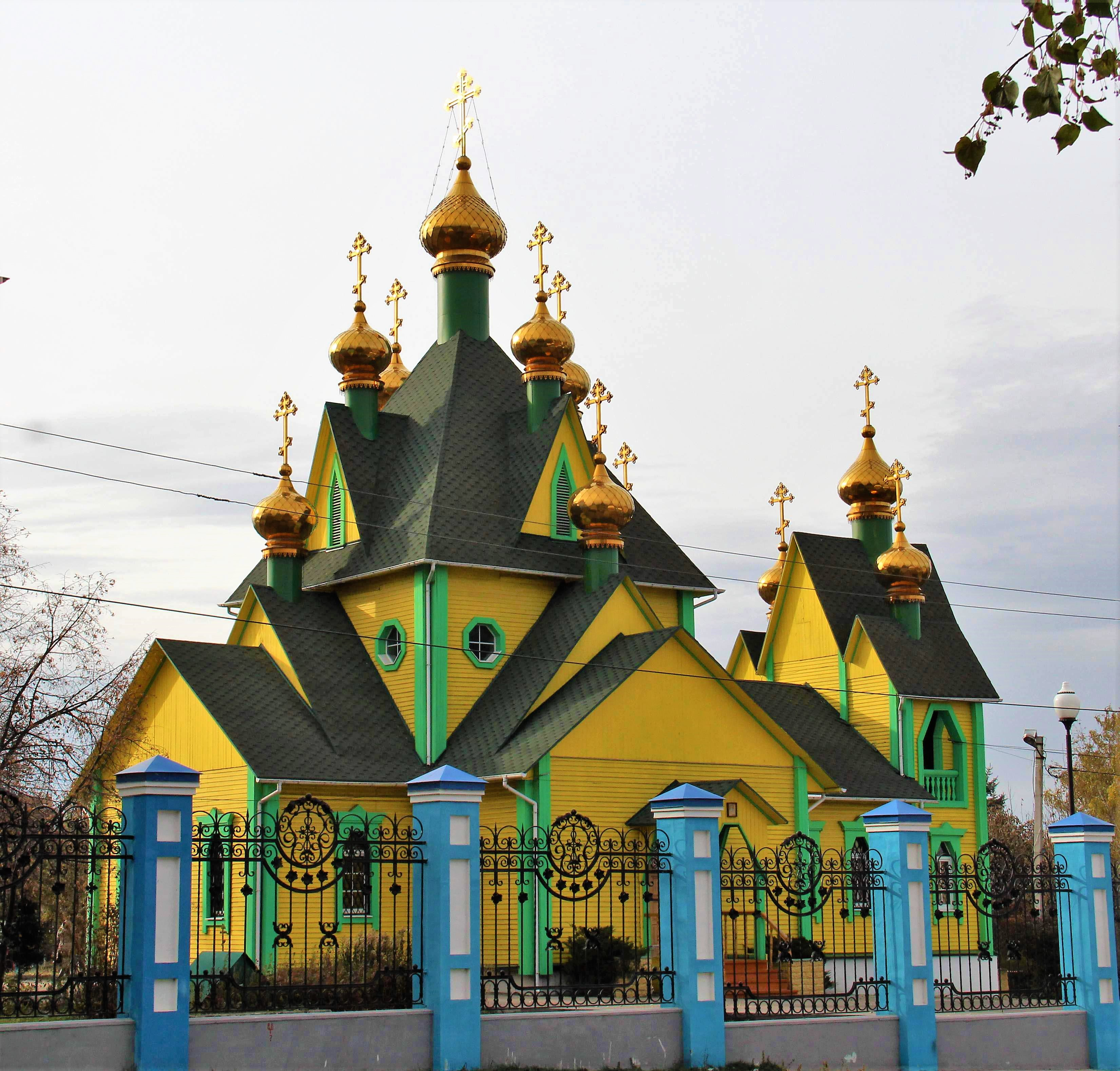
Всесвятская церковь (ул. Минаева).
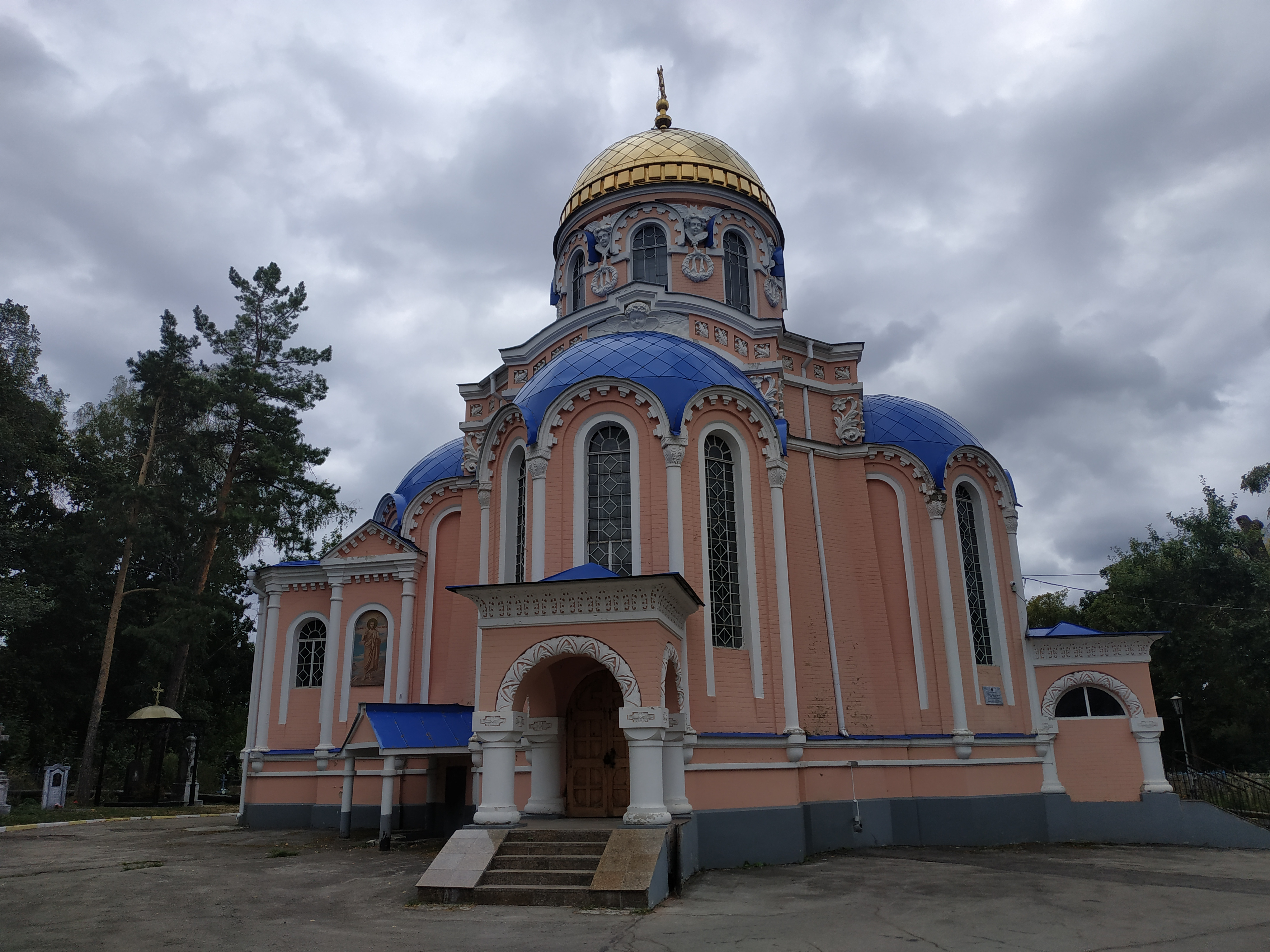
Воскресенский храм (ул. Карла Маркса).
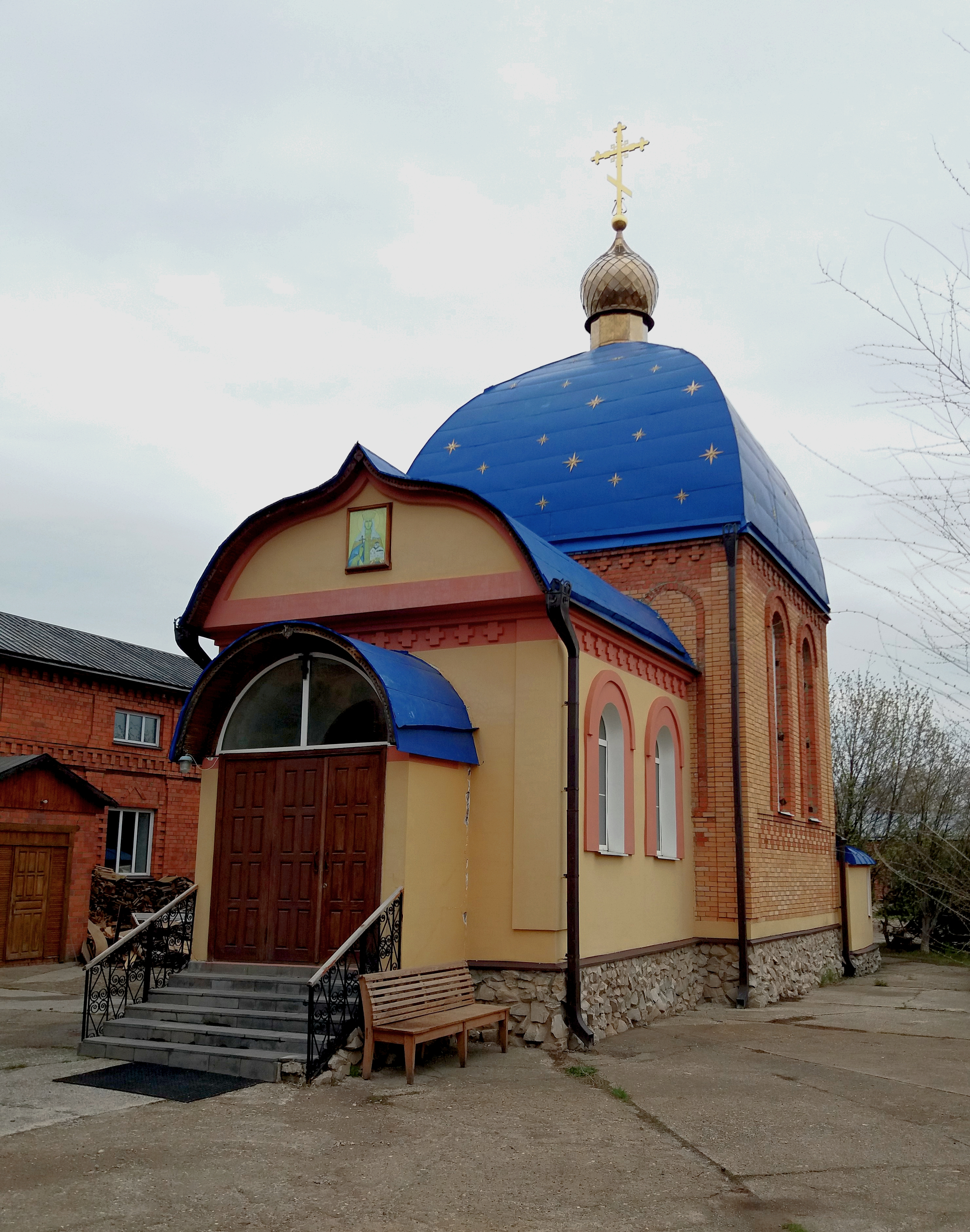
Церковь равноапостольной Ольги.
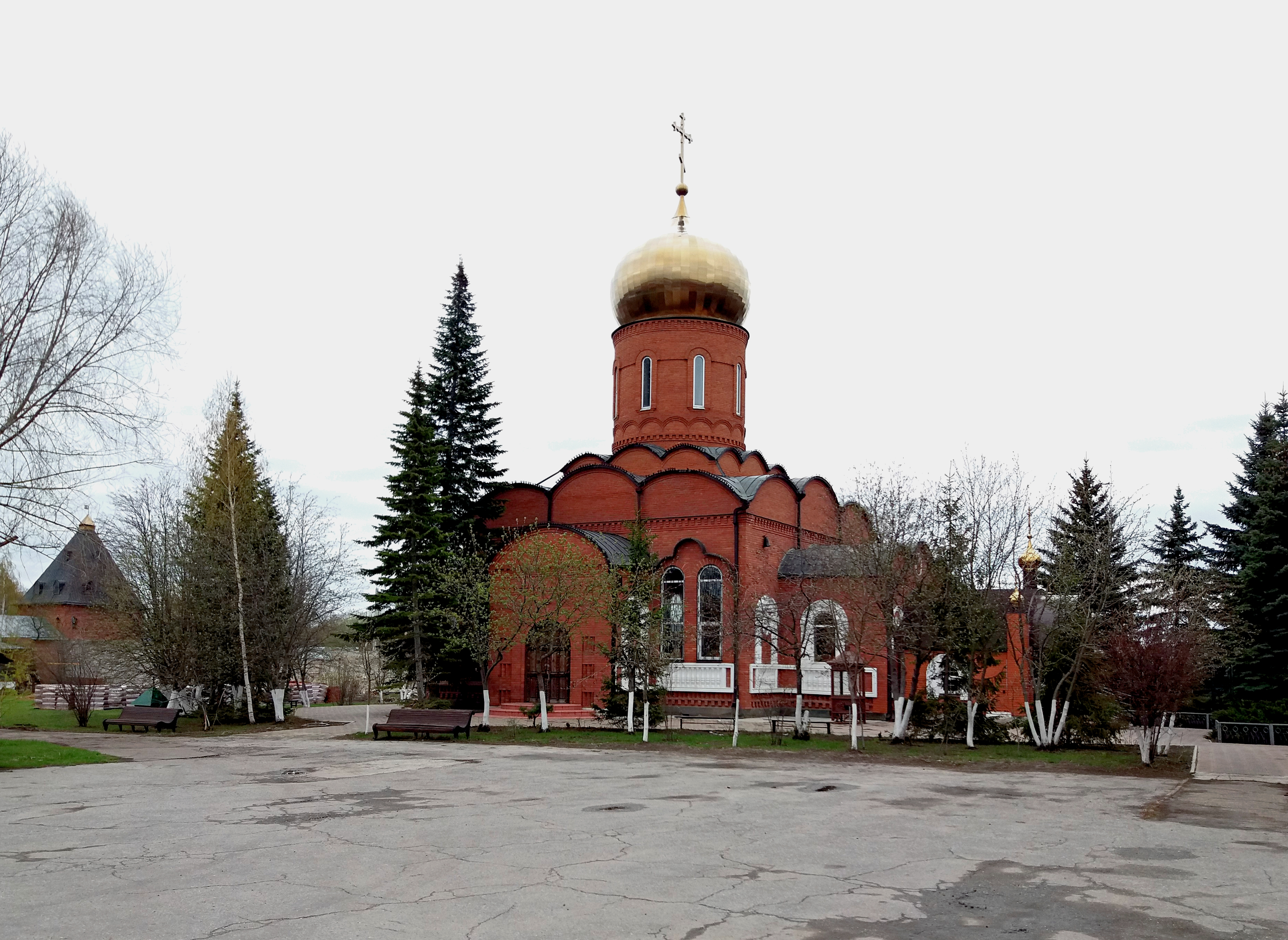
Храм Святого равноапостольного князя Владимира.
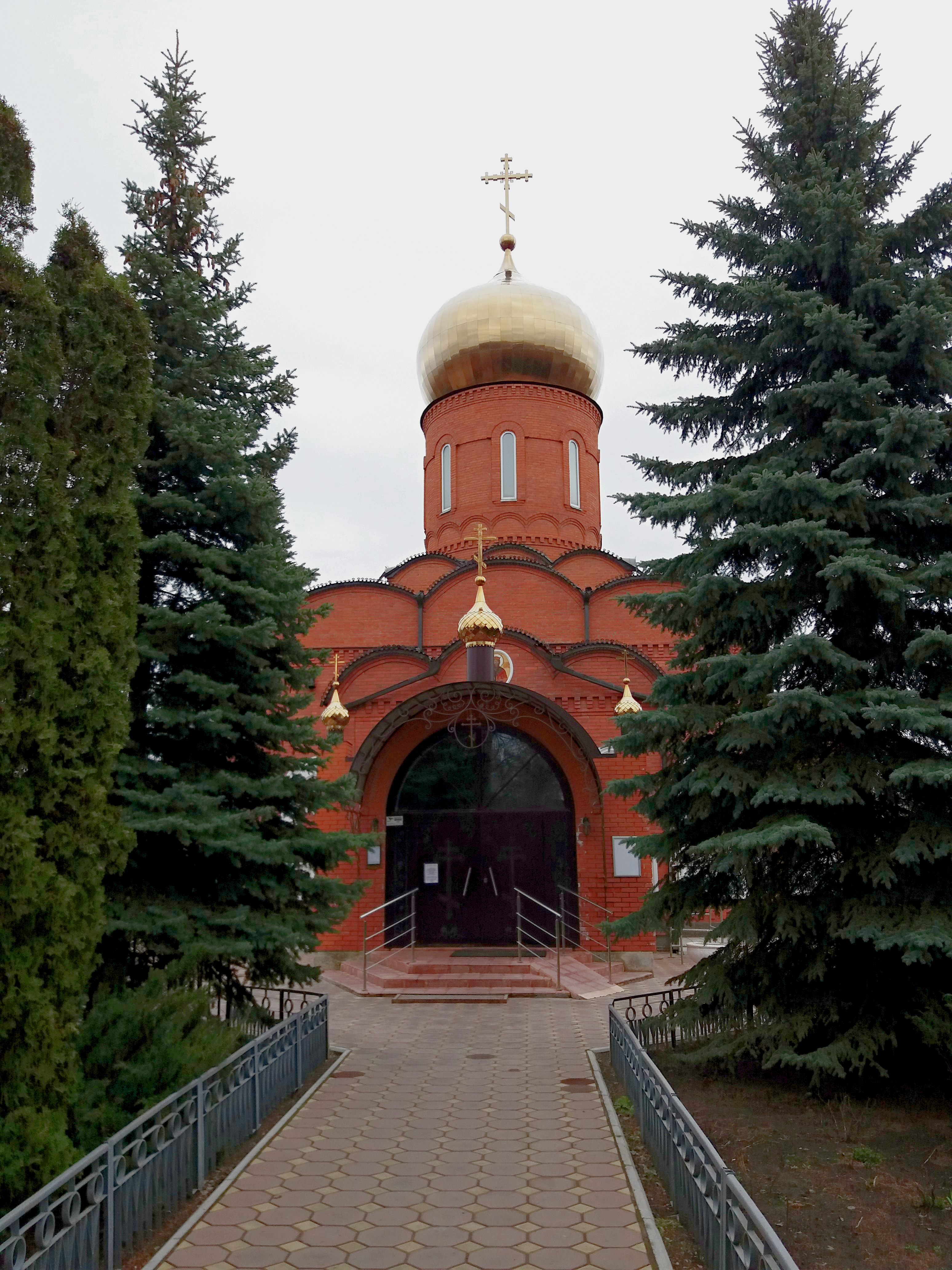
Храм Святого равноапостольного князя Владимира.
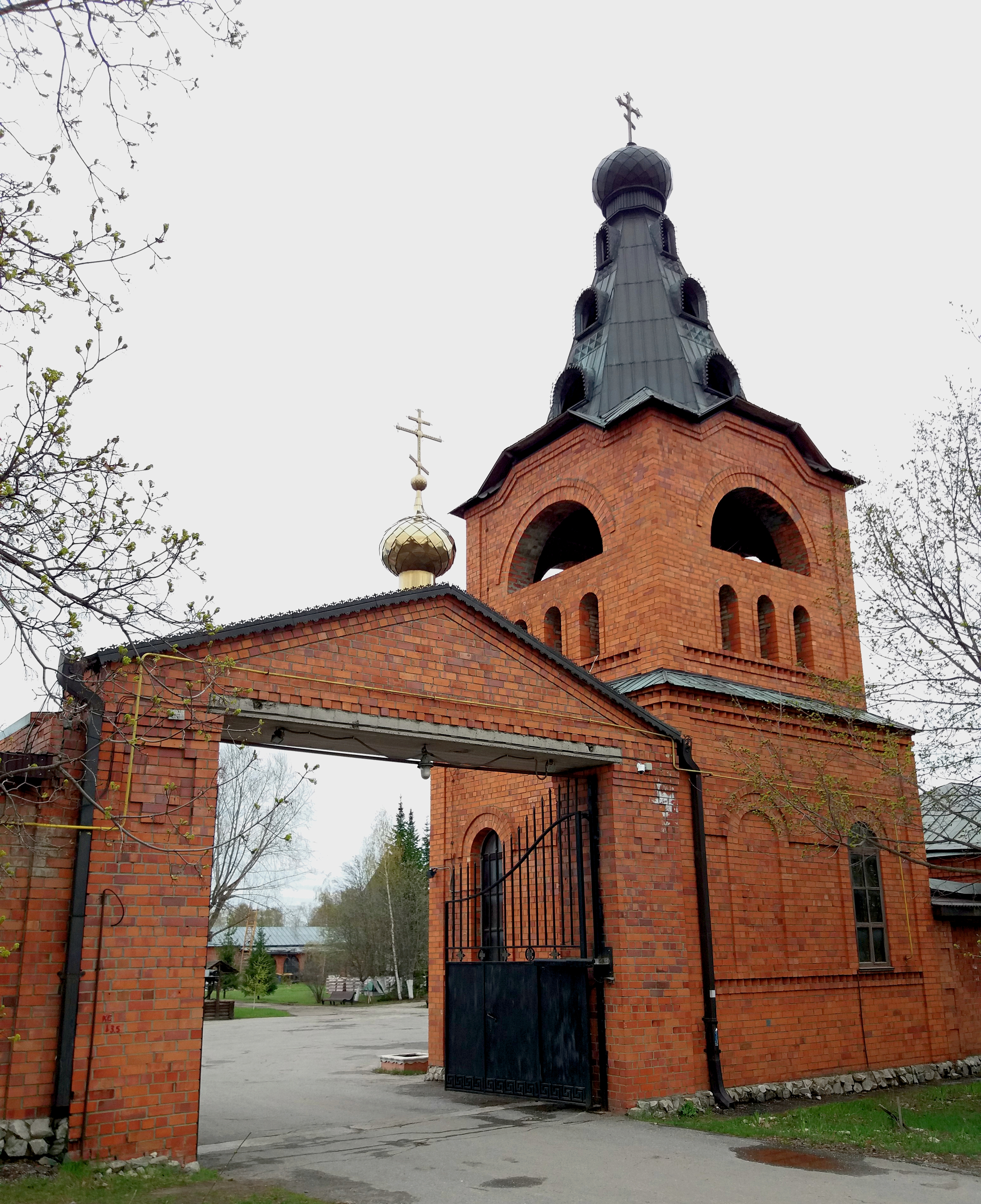
Ворота во Владимирское подворье женского монастыря Архангела Михаила.
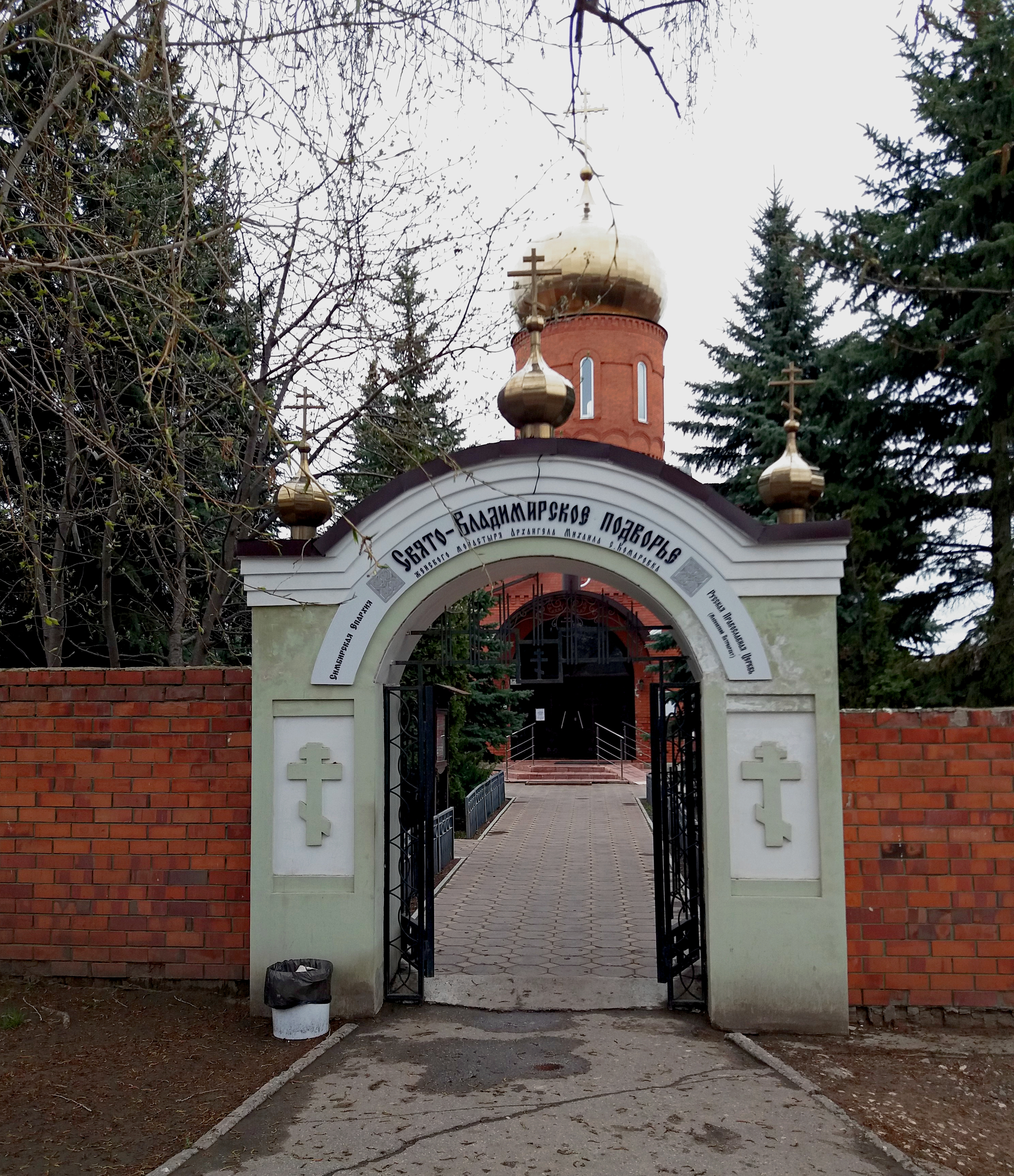
Владимирское подворье женского монастыря Архангела Михаила.
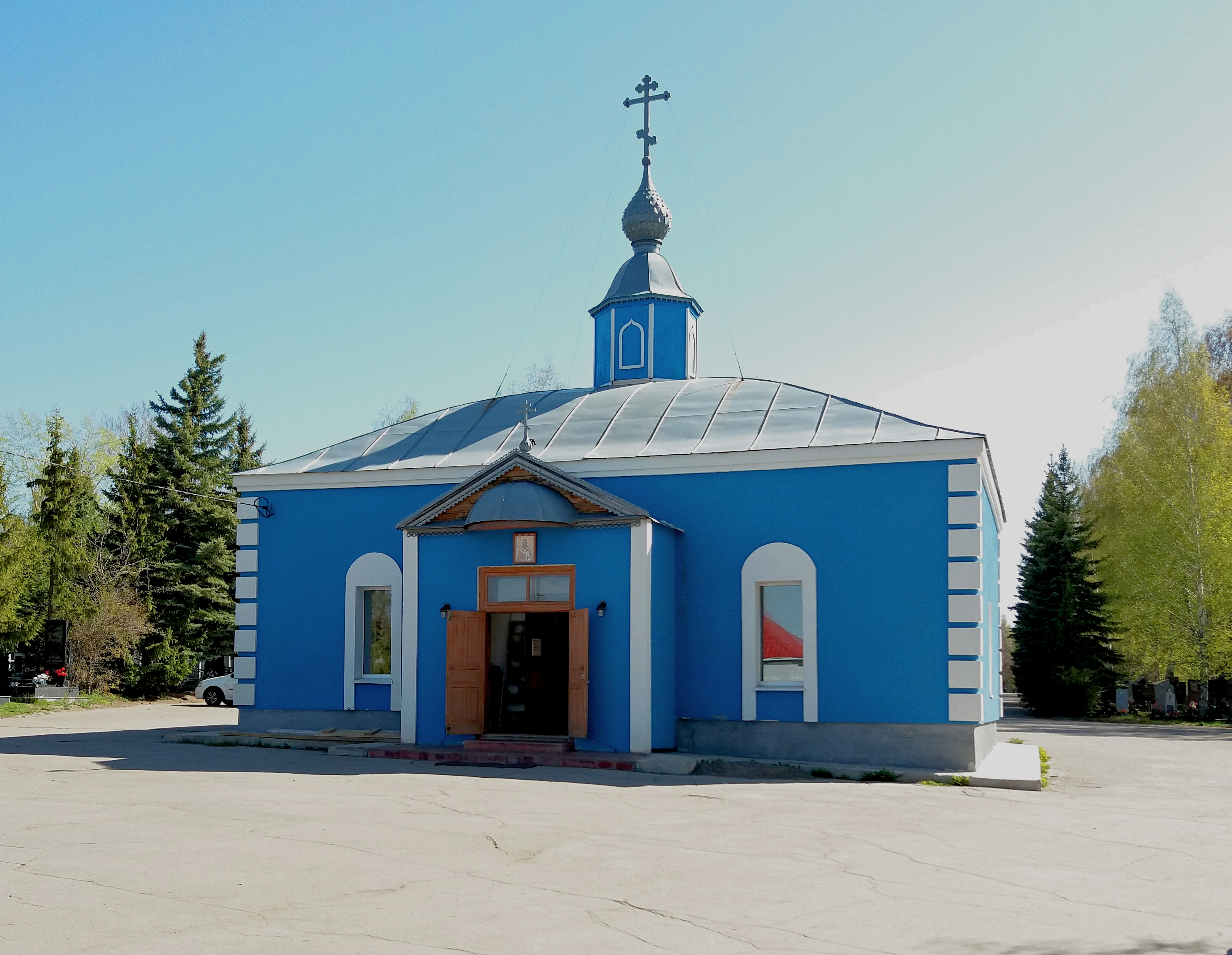
Храм святого Никиты Новгородского.
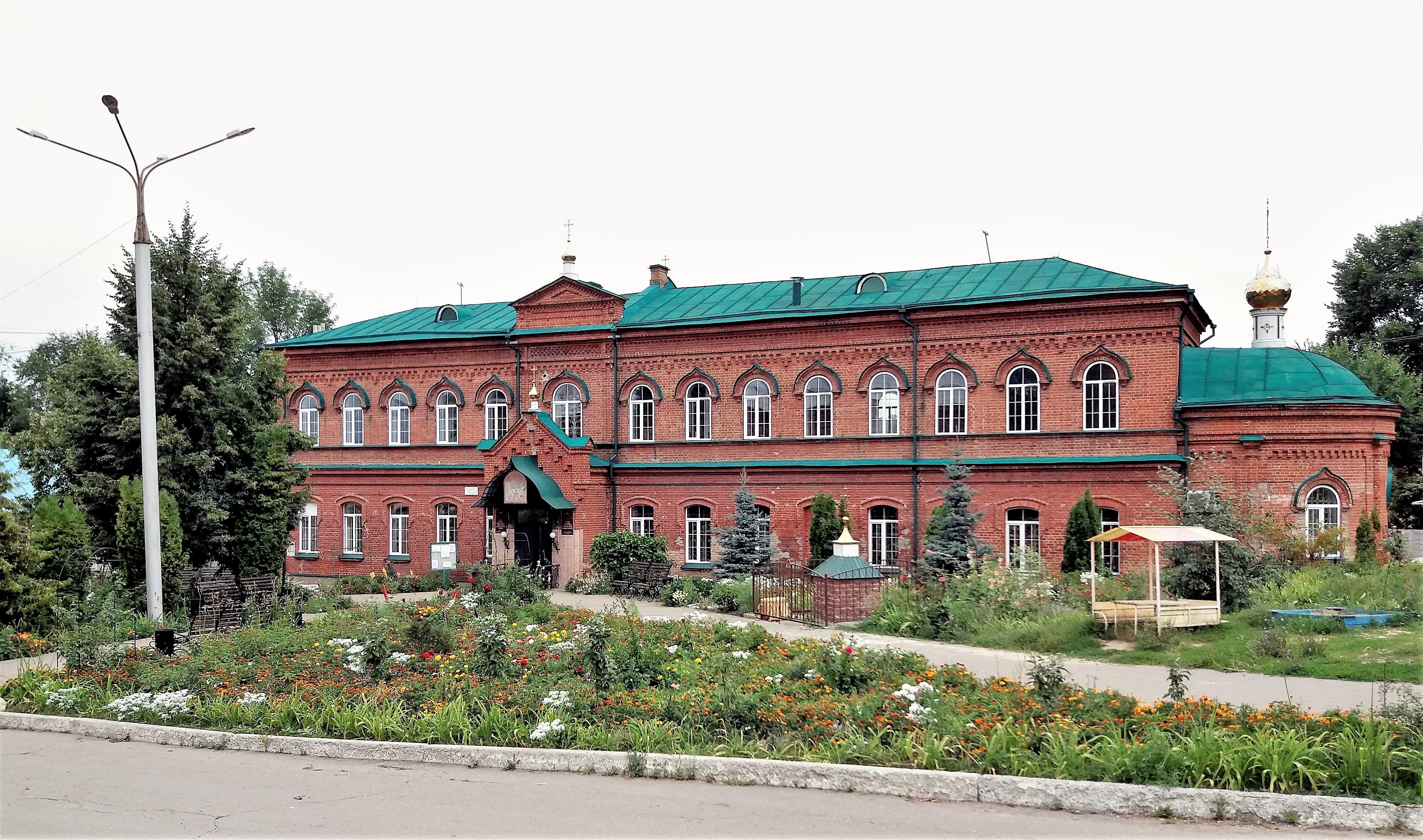
Храм во имя Сошествия Святого Духа на Апостолов.
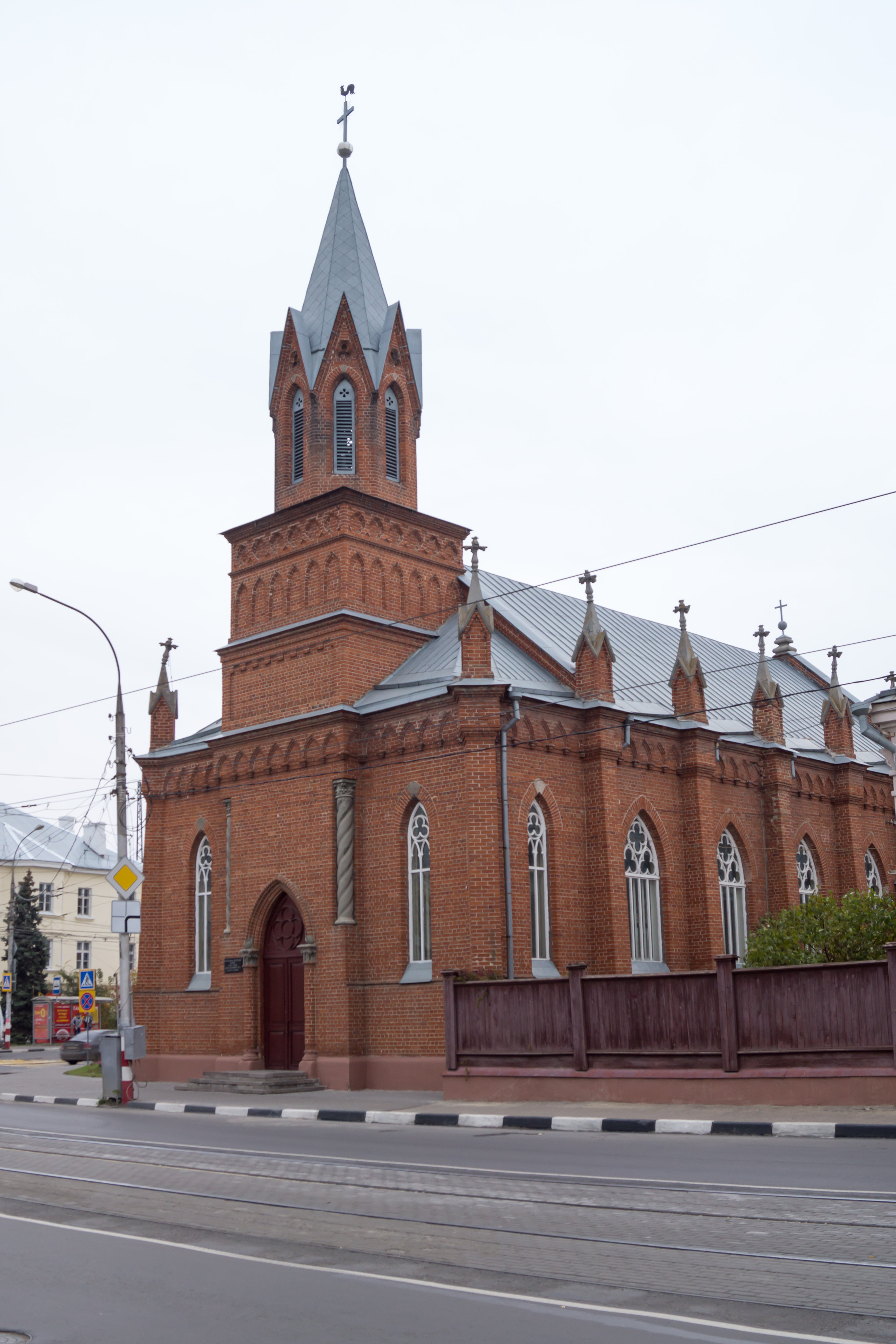
Лютеранская кирха (ул. Ленина, 100).
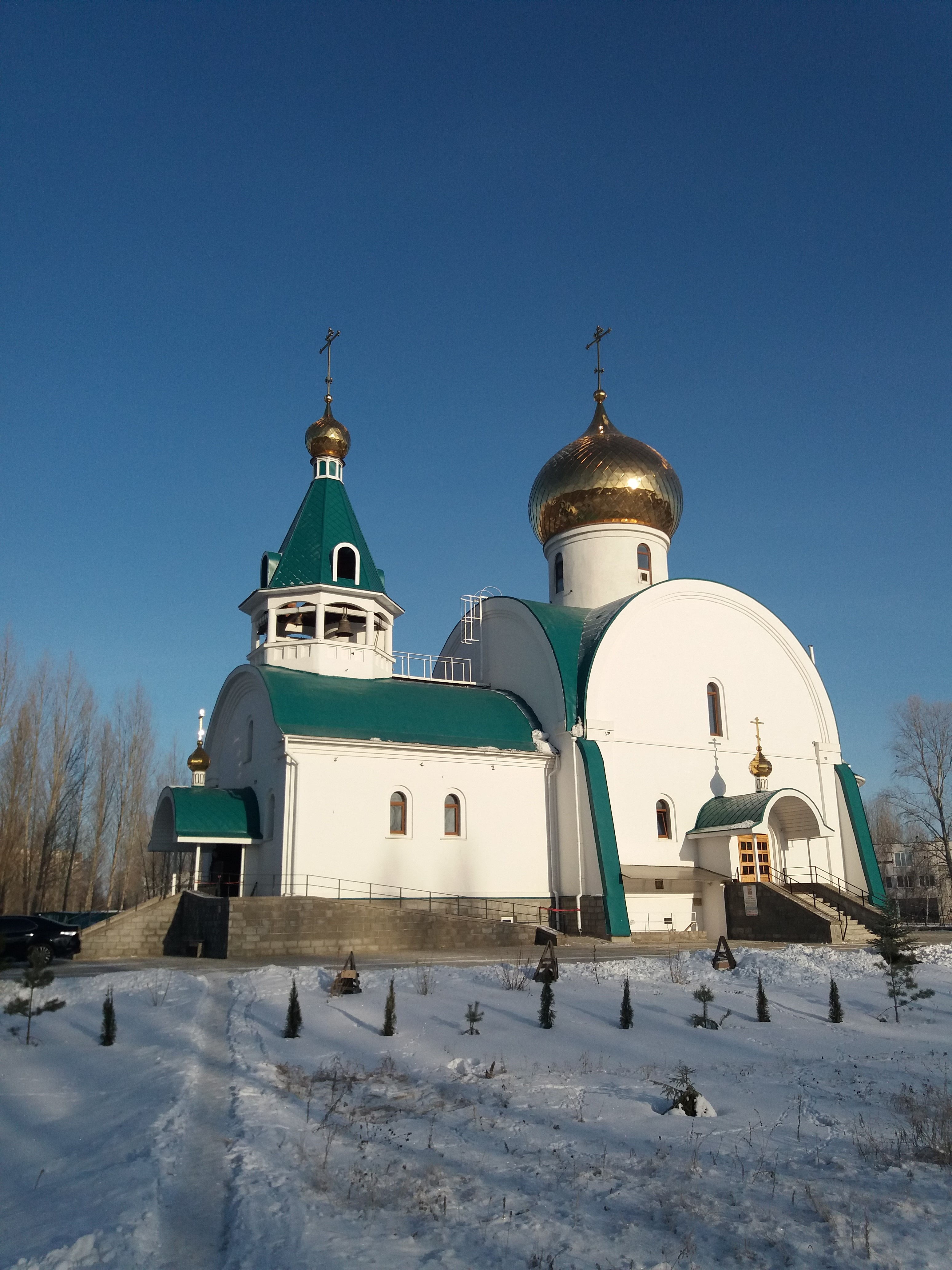
Храм в честь св. Апостола Андрея Первозванного.
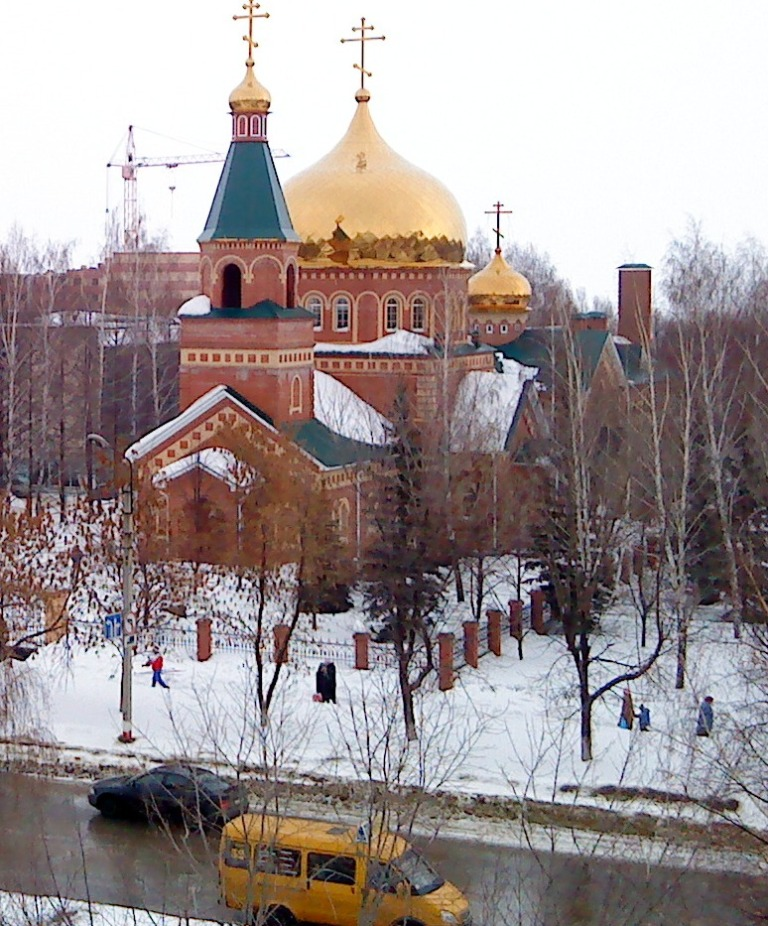
Церковь Иоанна Предтечи.
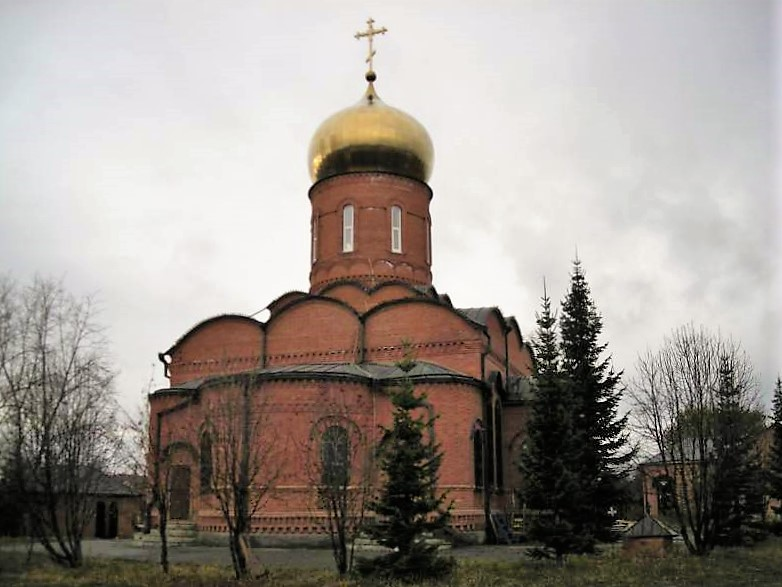
Храм Святого равноапостольного князя Владимира. На Верхней Террасе.
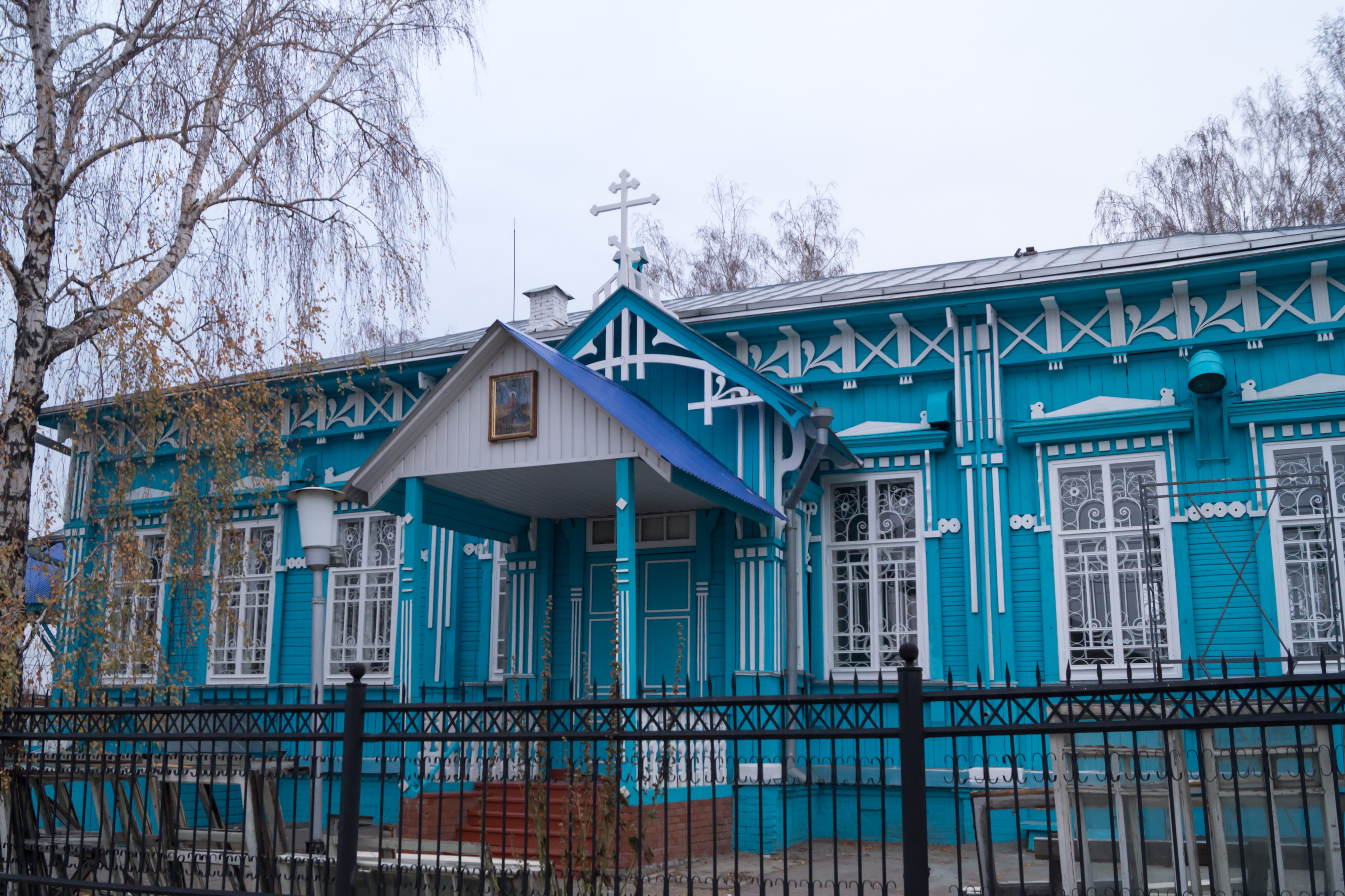
Церковь Неопалимой Купины.
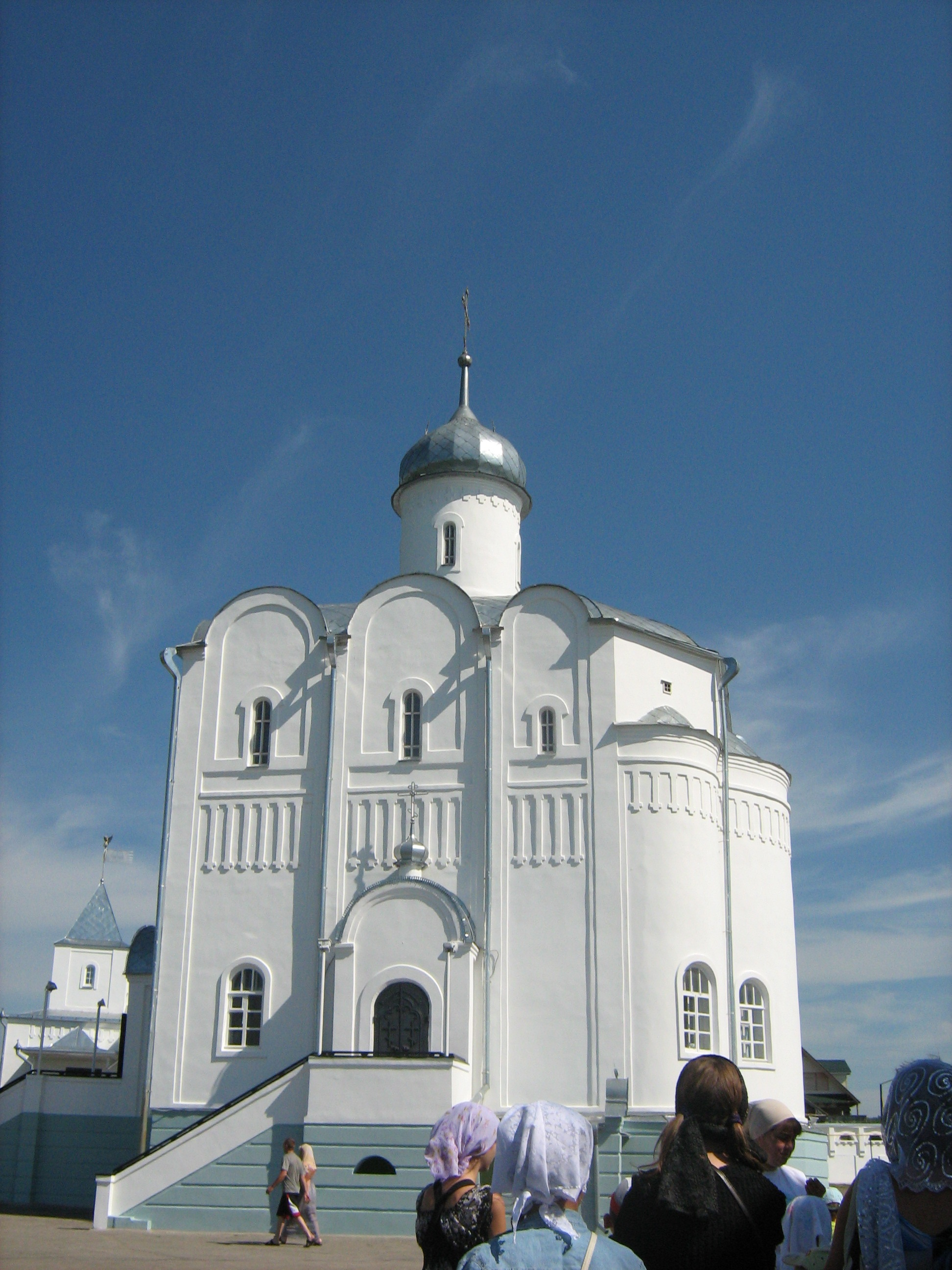
Храм в Арском (Городской округ Ульяновск).
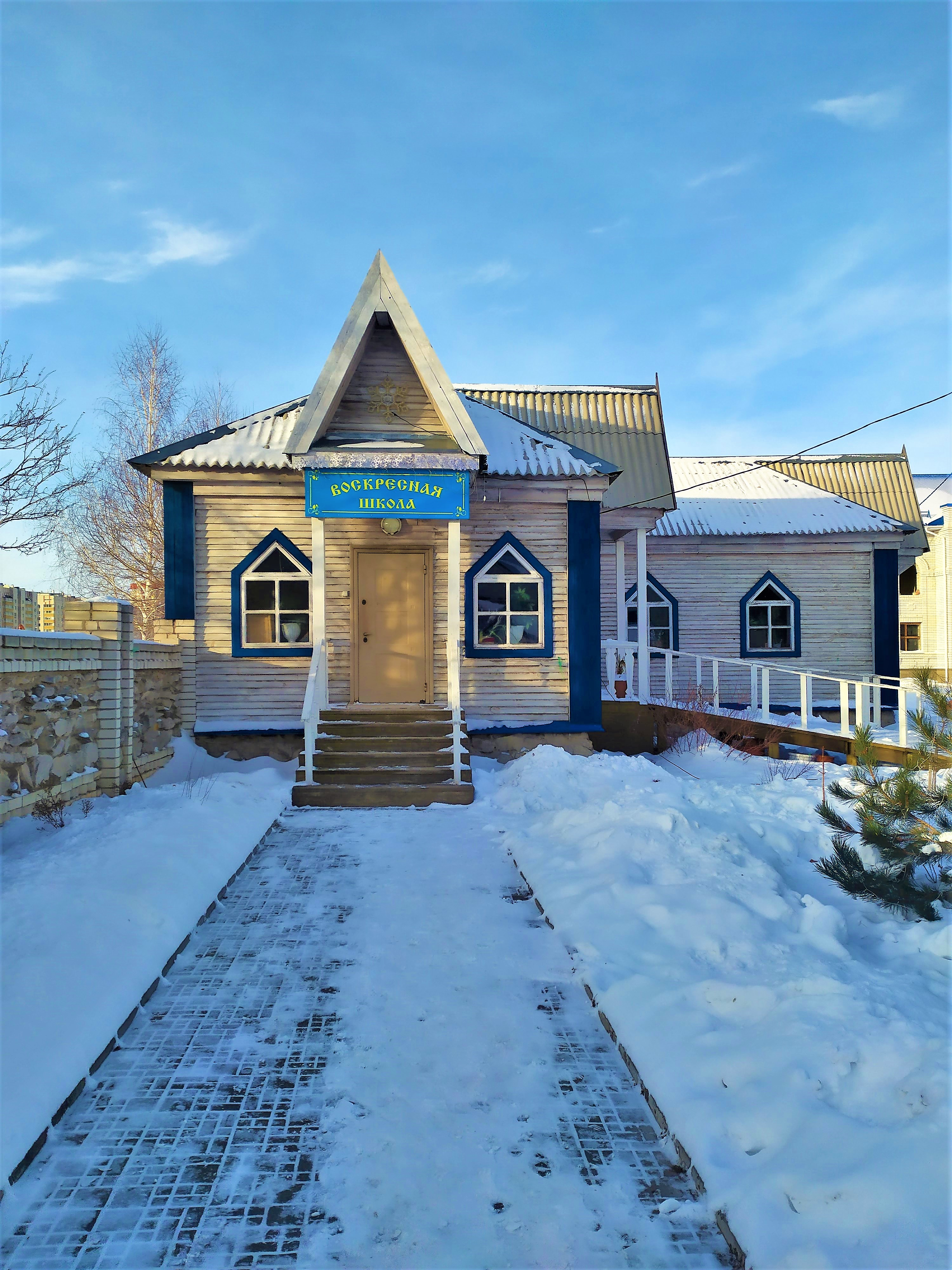
Воскресная школа при Храме Святителя Николая Чудотворца.
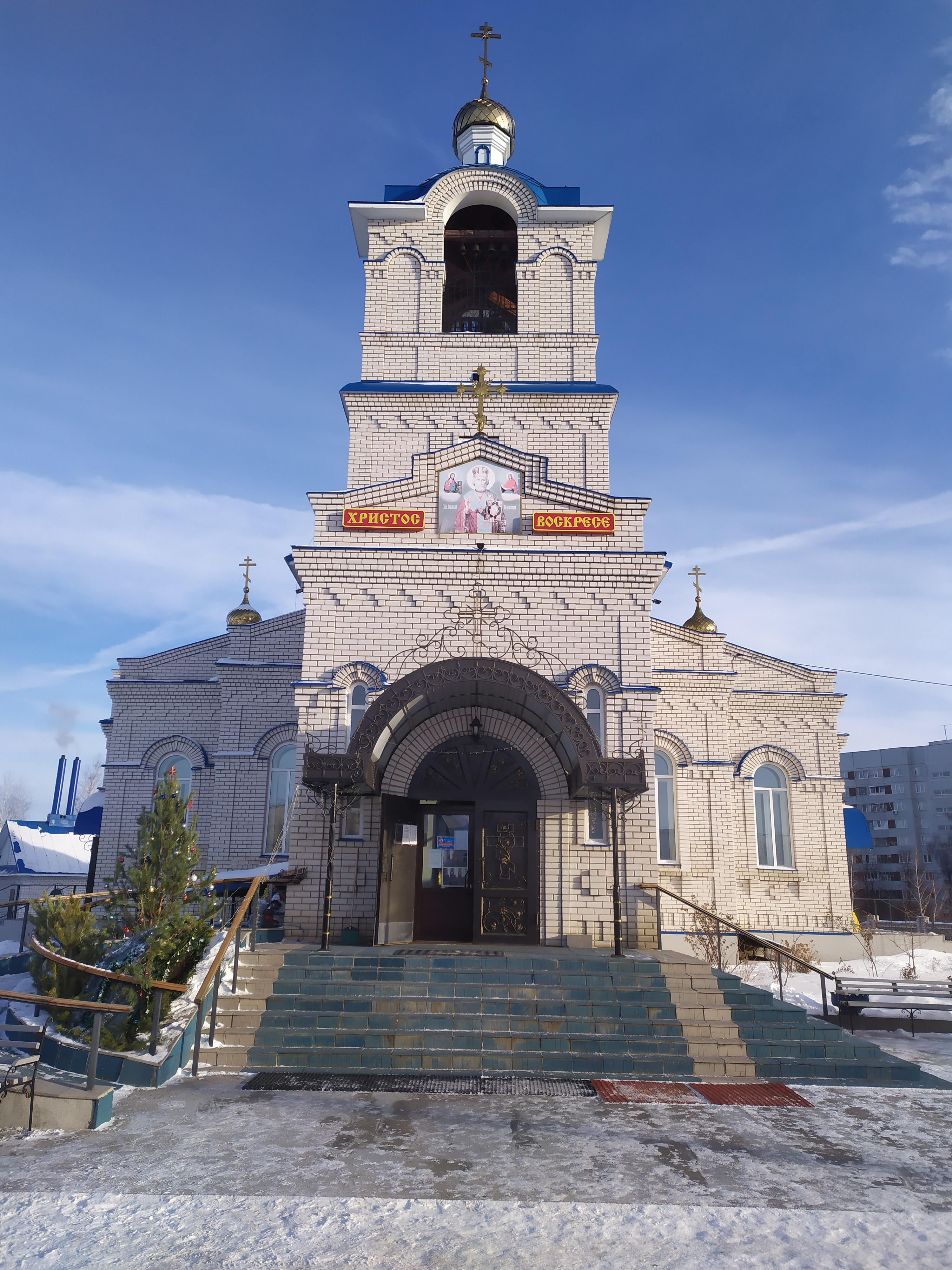
Храм Святителя Николая Чудотворца.
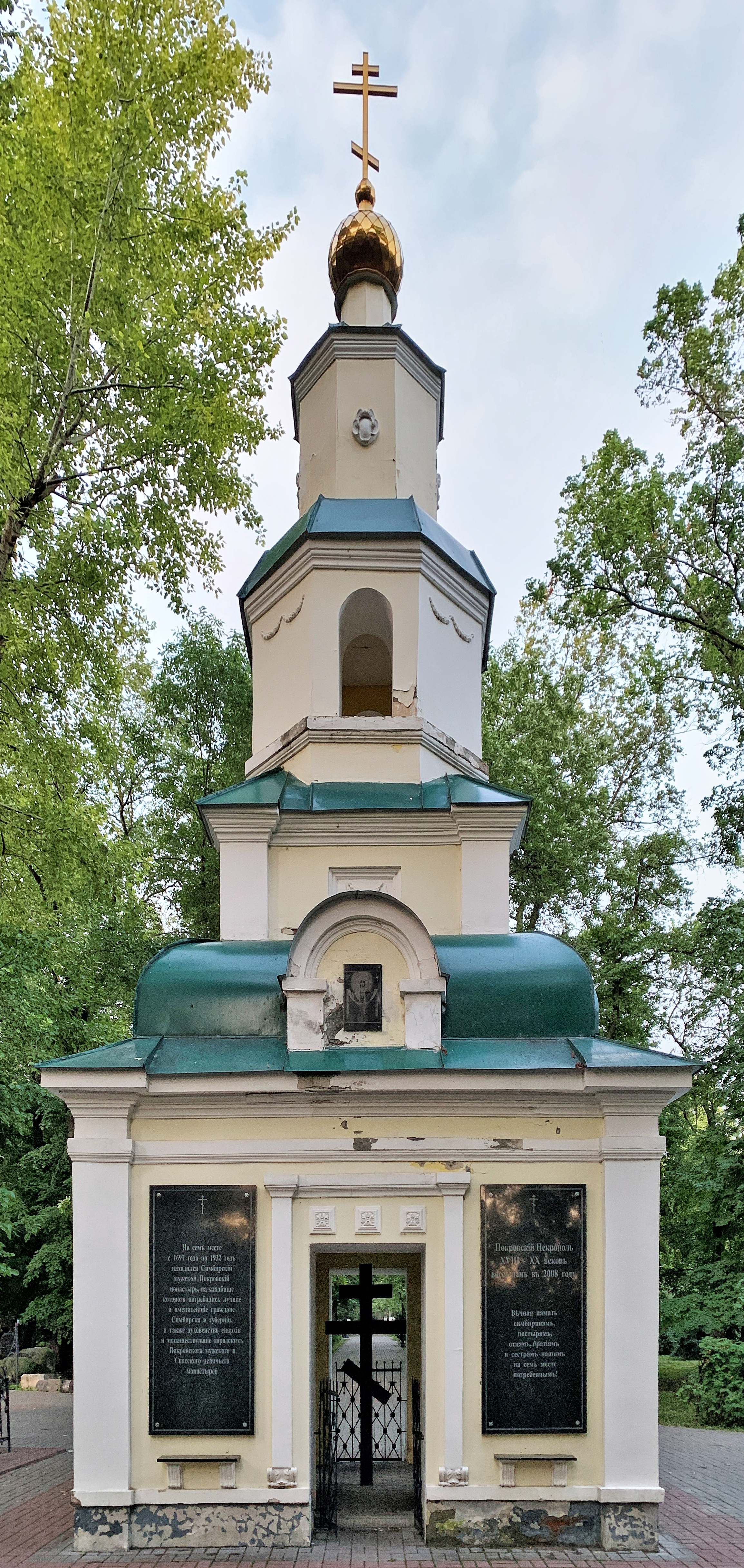
Часовня Андрея Симбирского.
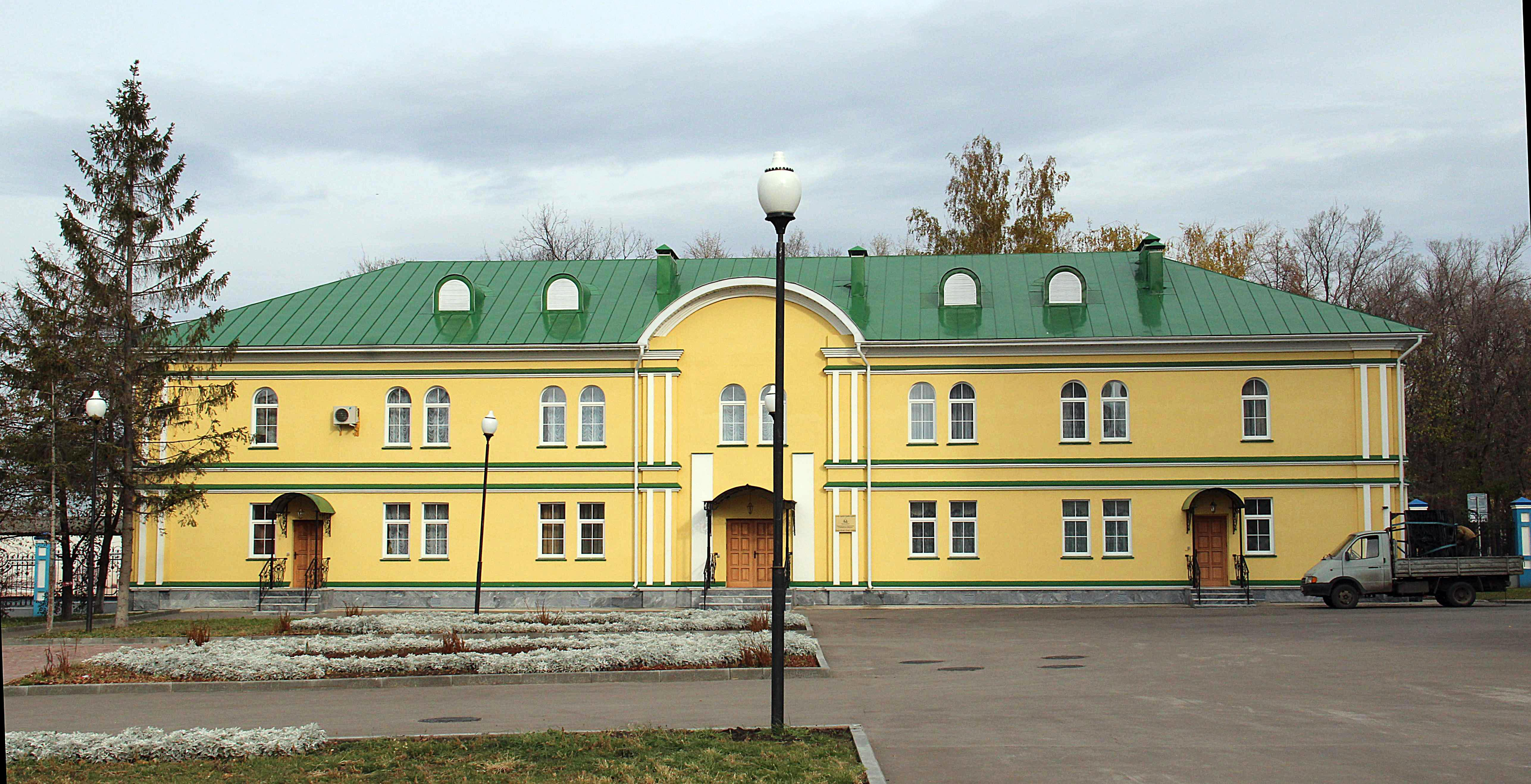
Управление Симбирской митрополии.
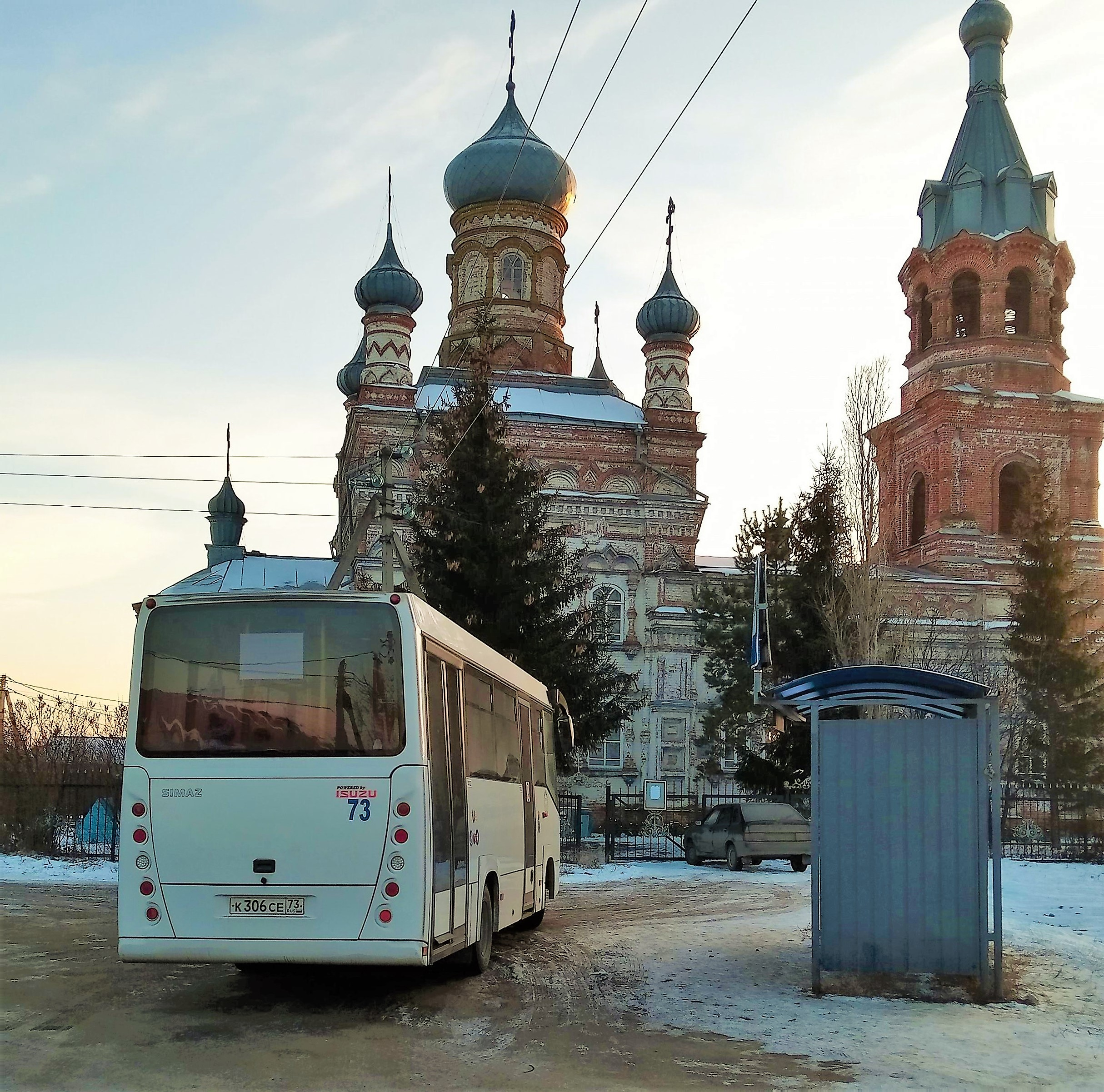
Покровская церковь. Село Карлинское (городской округ город Ульяновск).
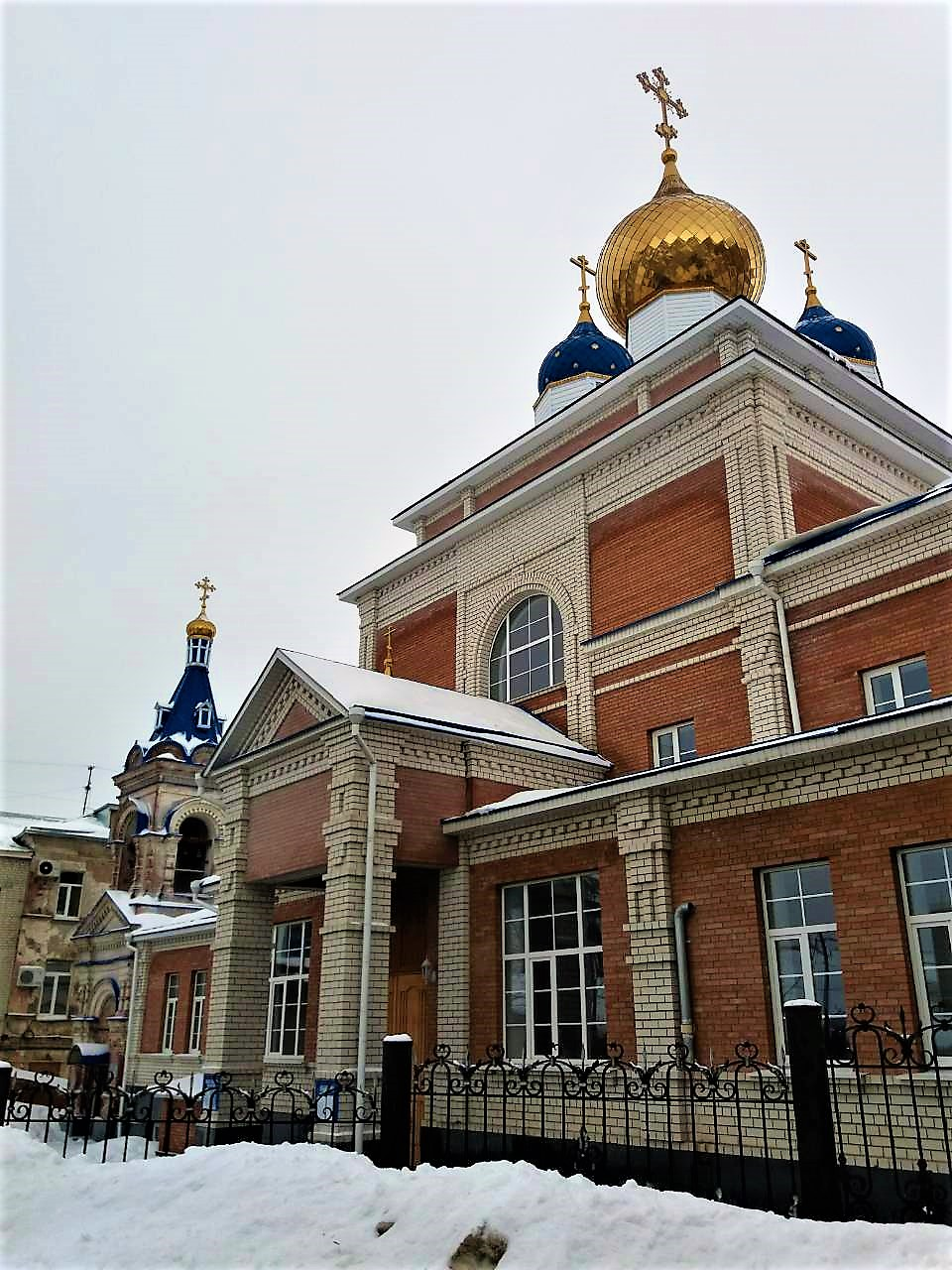
Михайло-Архангельский храм.
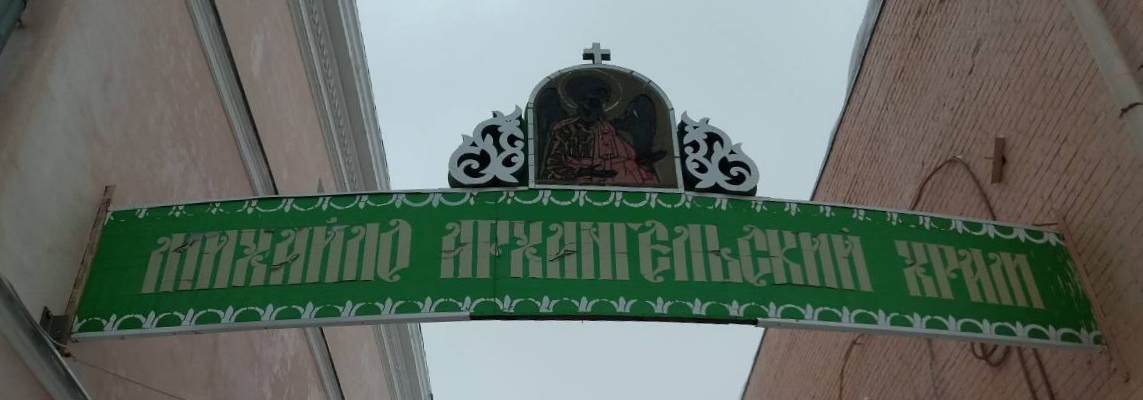
Табличка на входе в Михайло-Архангельский храм.
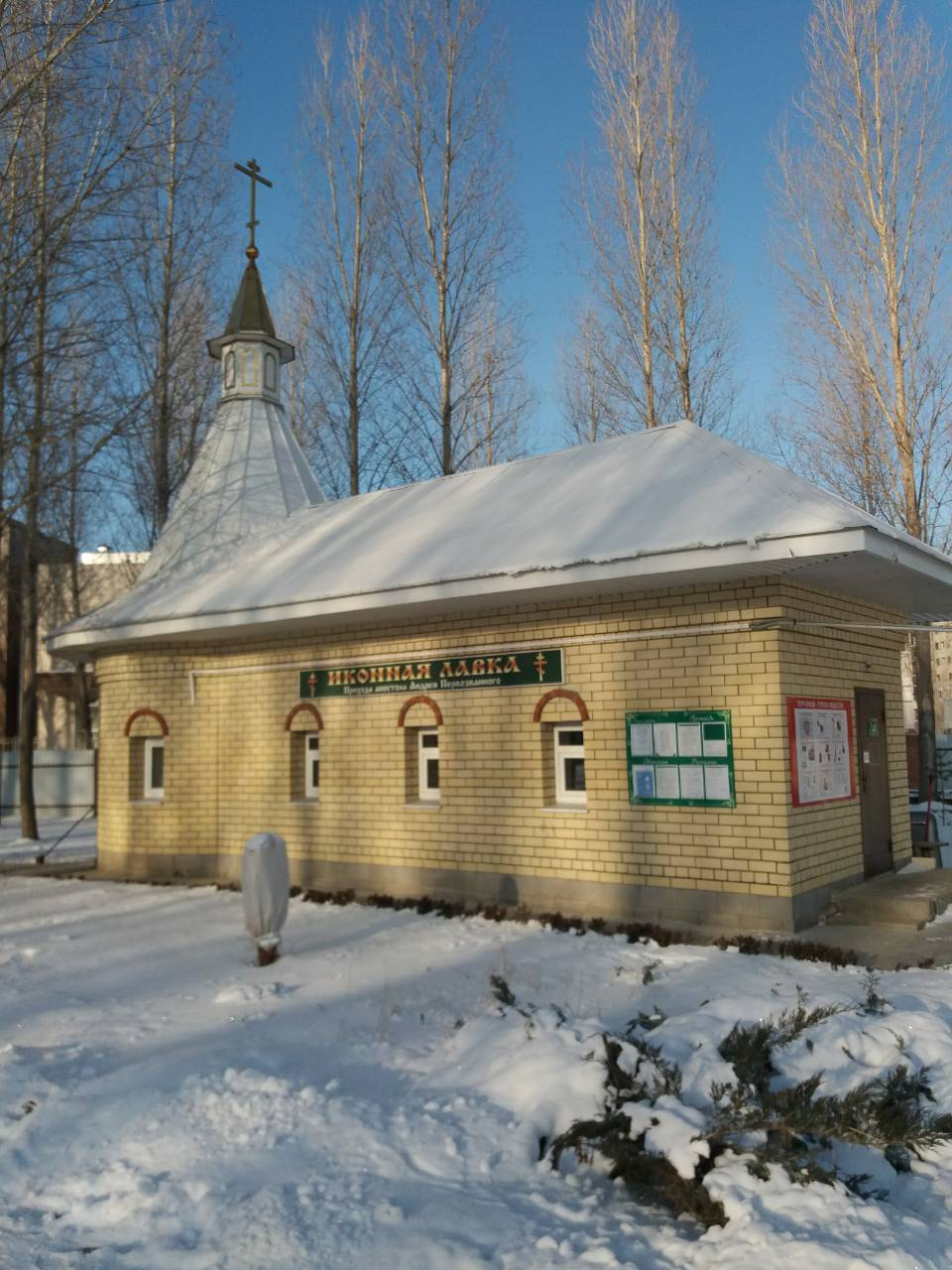
Иконная лавка прихода апостола Андрея Первозванного.
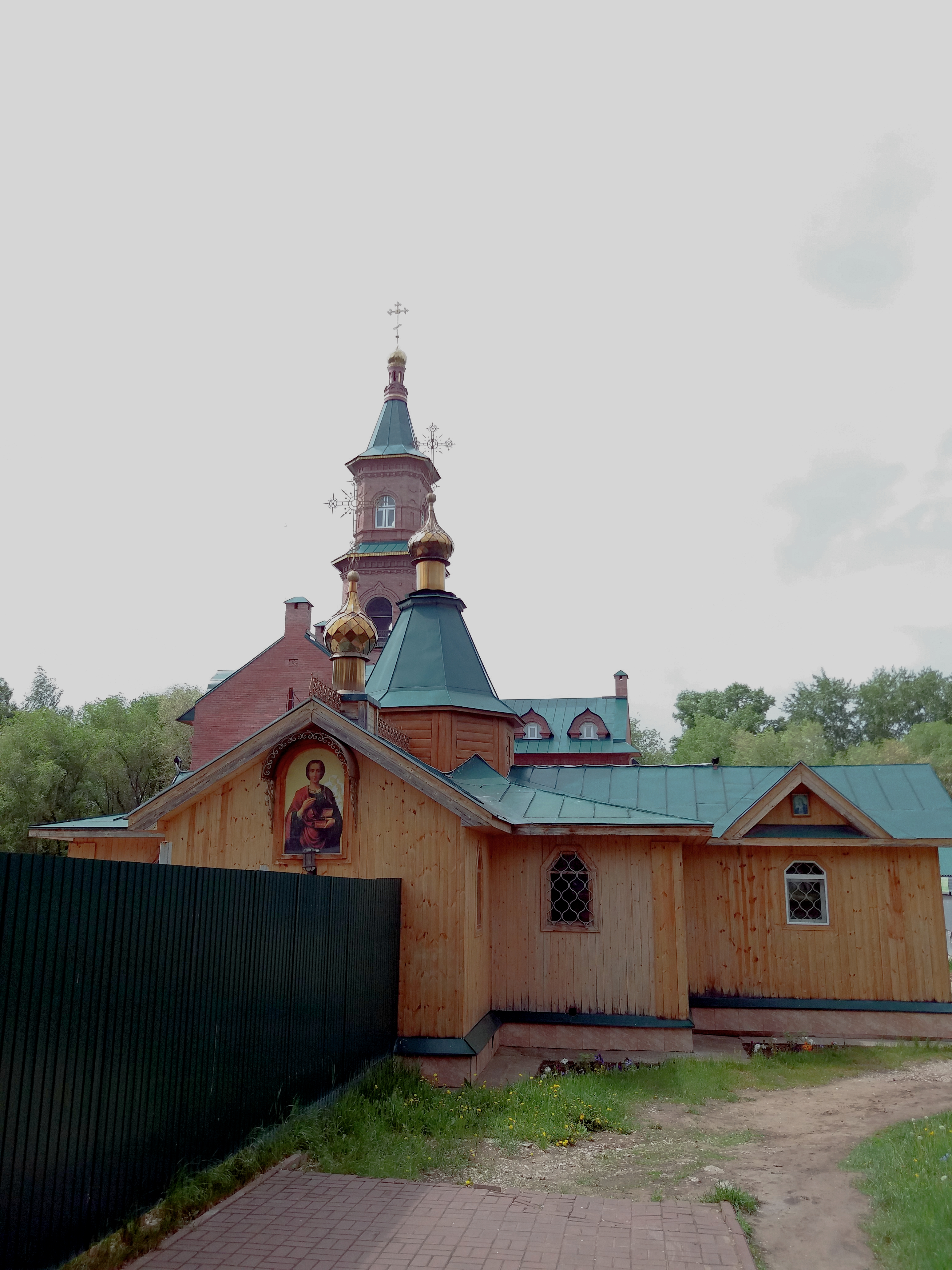
Церковь Святого Великомученика и целителя Пантелеймона и храм (строится).
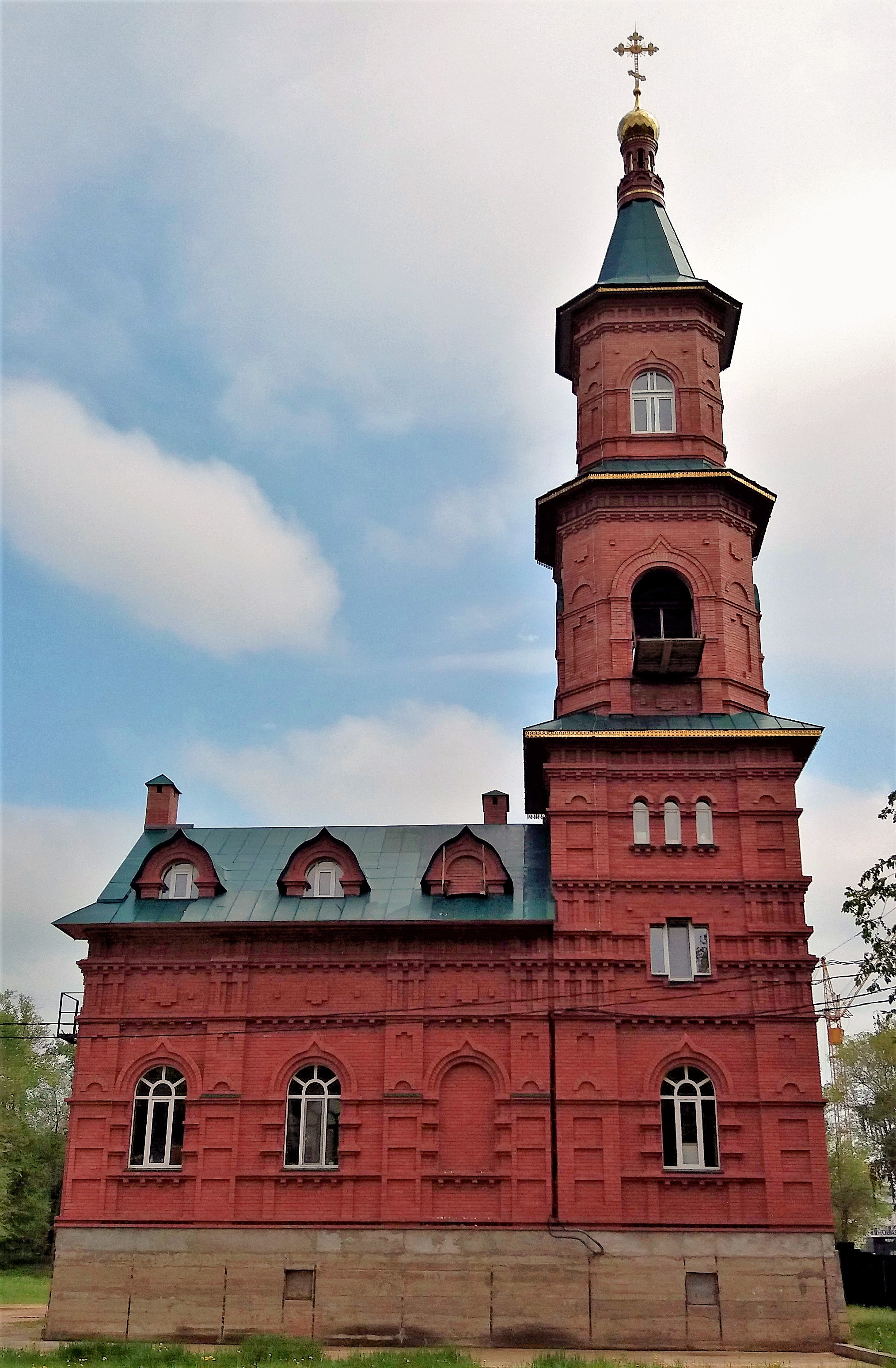
Храм Святого Великомученика и целителя Пантелеймона (строится).
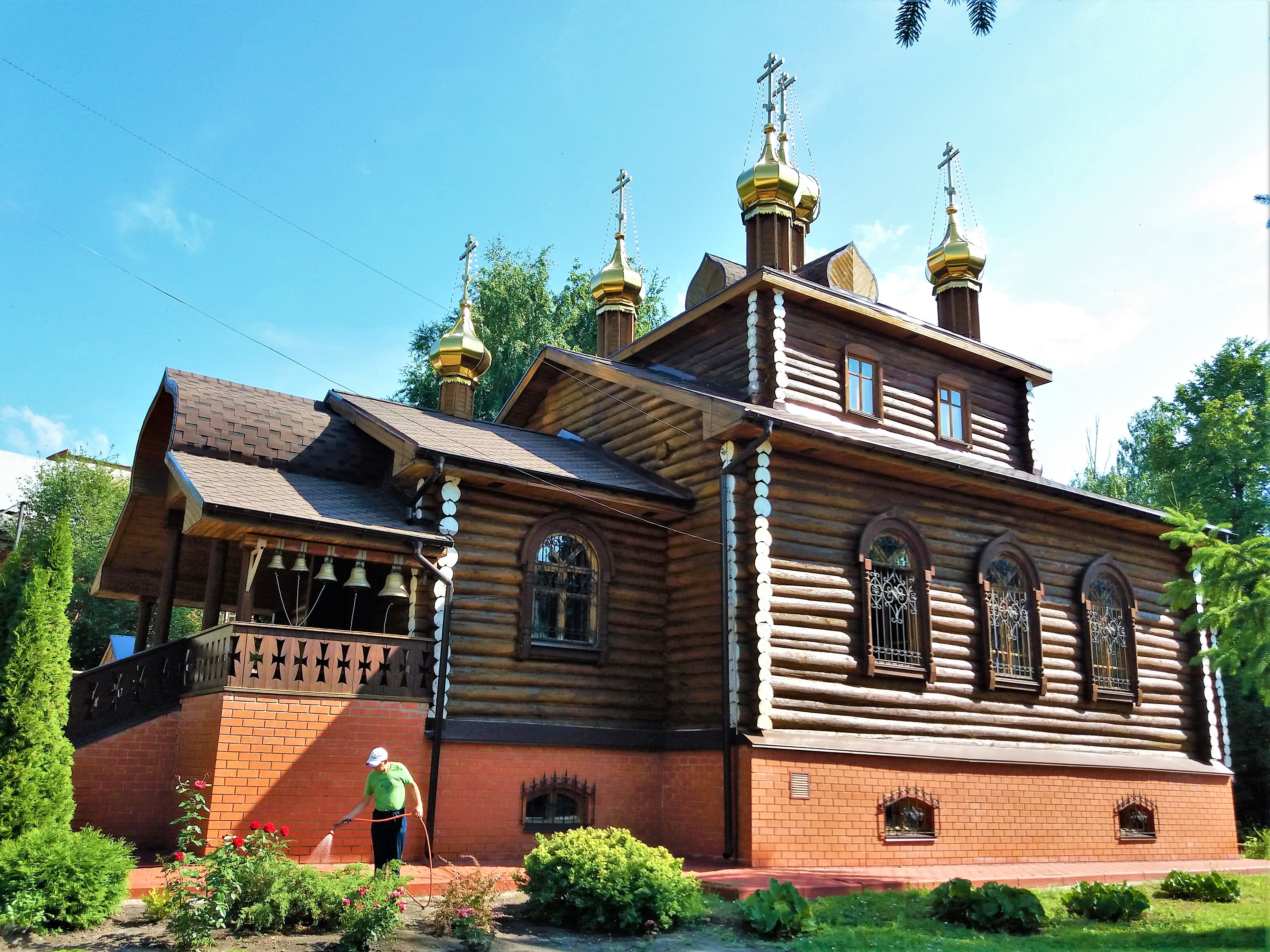
Церковь бессребренников Космы и Дамиана Ассийских  (областная больница).
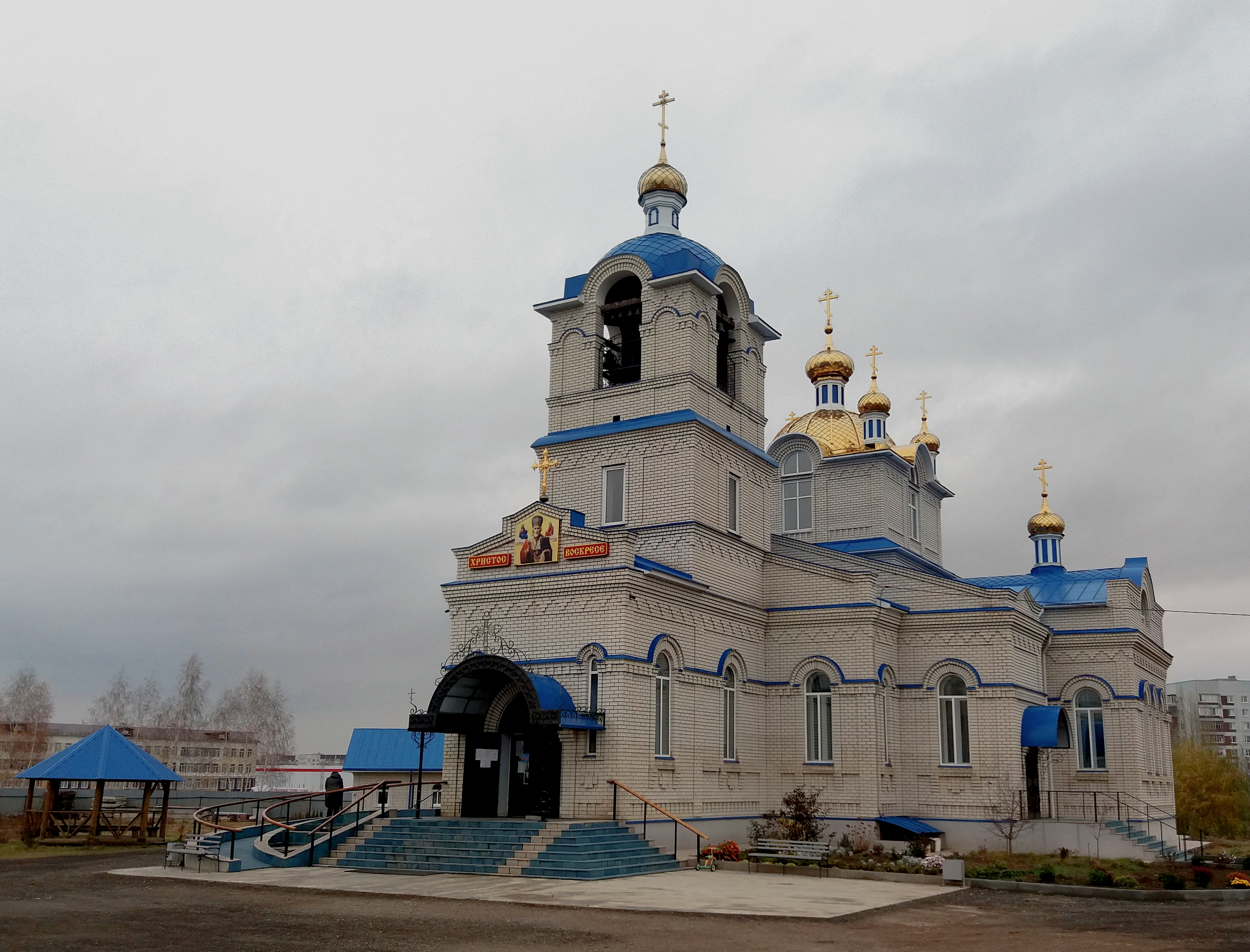
Храм Святителя Николая Чудотворца.
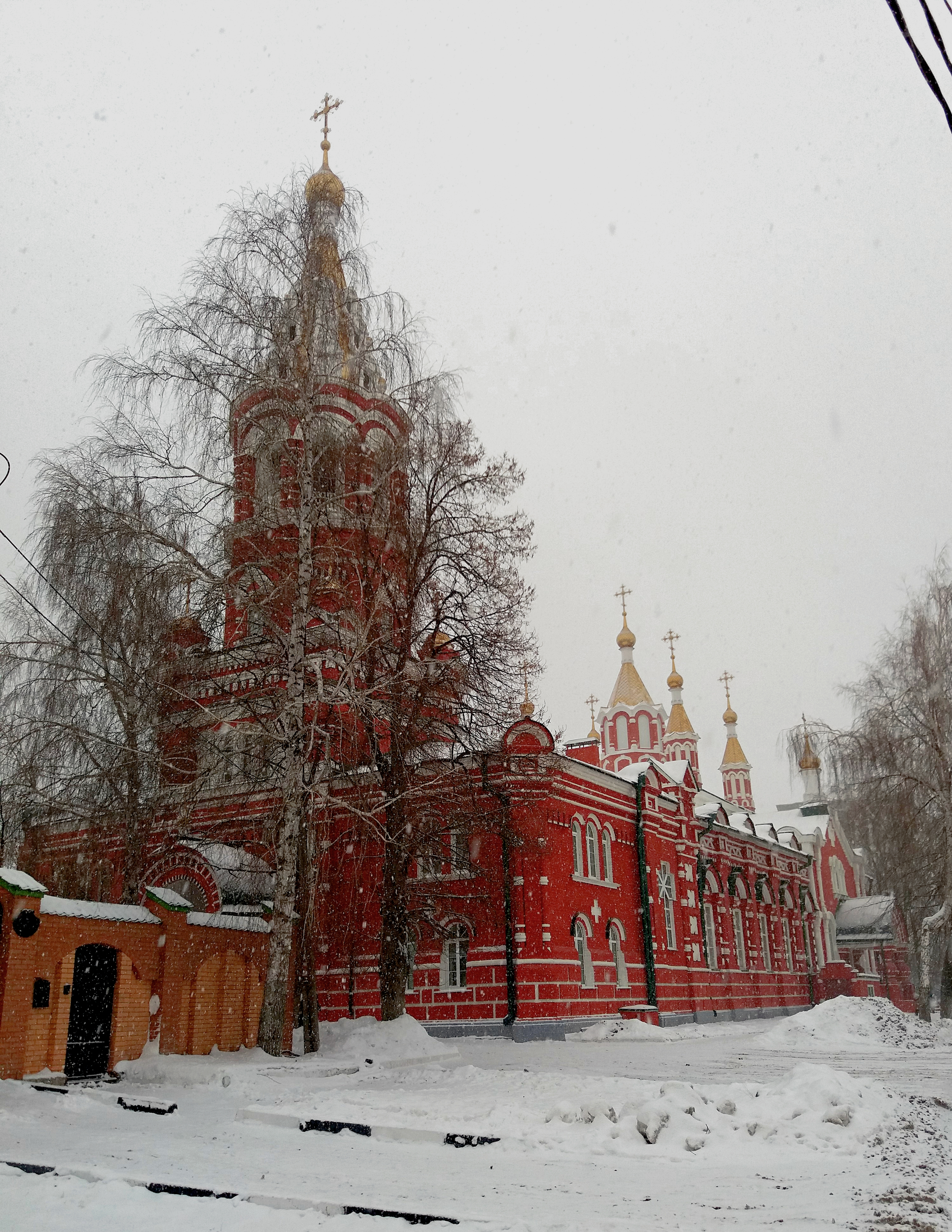
Воскресенско-Германовский храм.
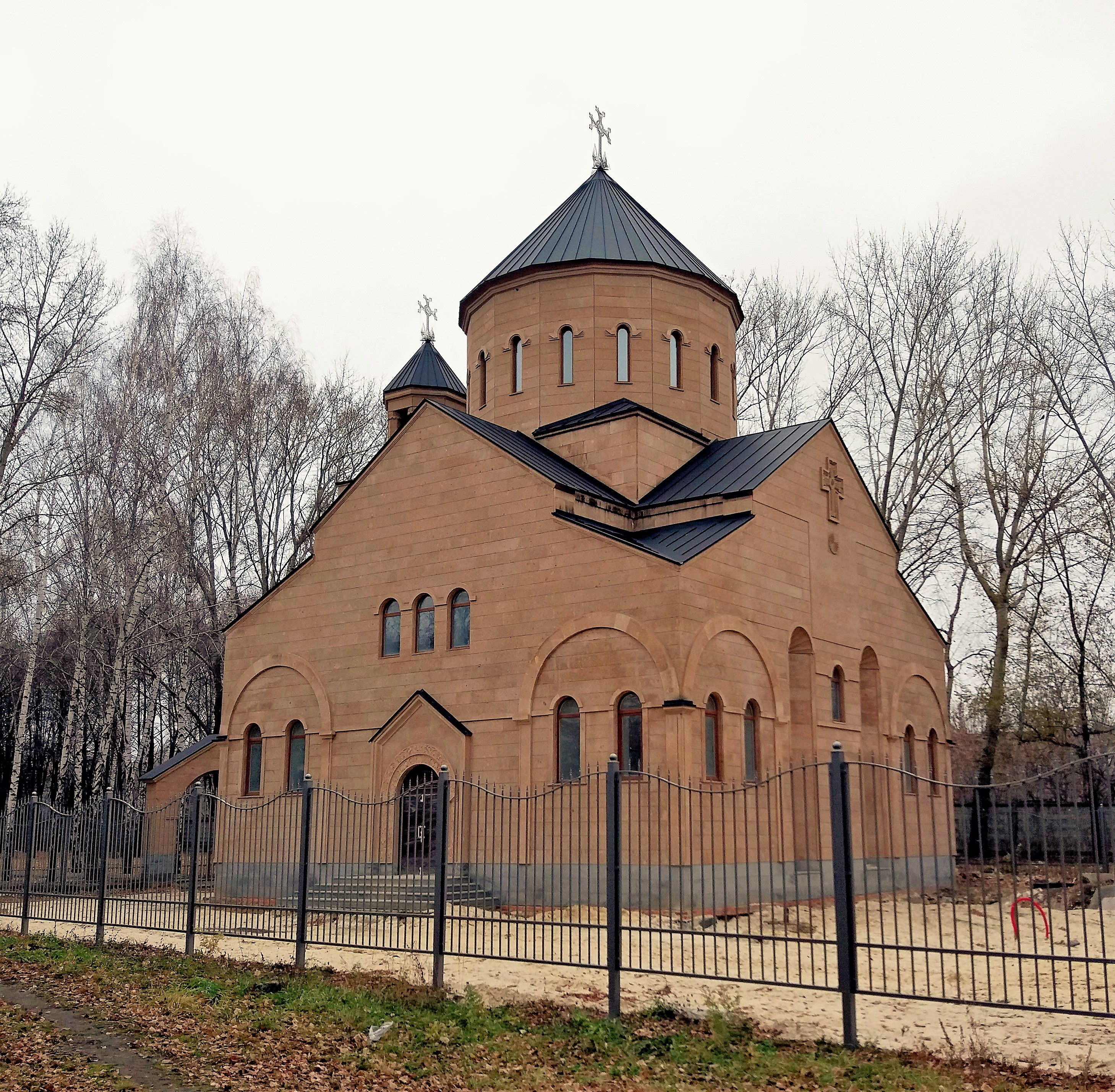
Армянская церковь Св. Григория Просветителя.
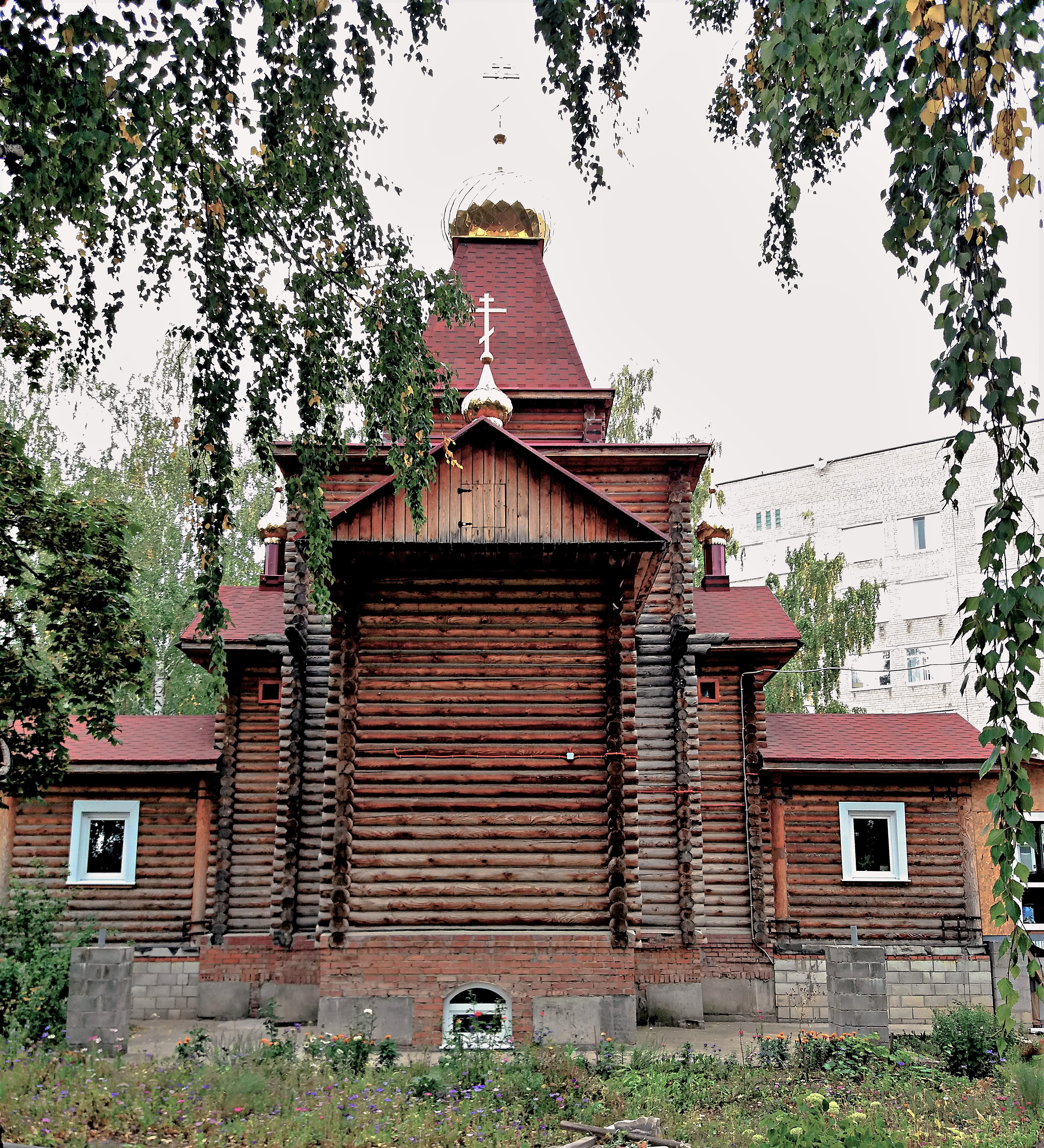
Киро-Иоанновский храм (на территории ЦГКБ, строится).
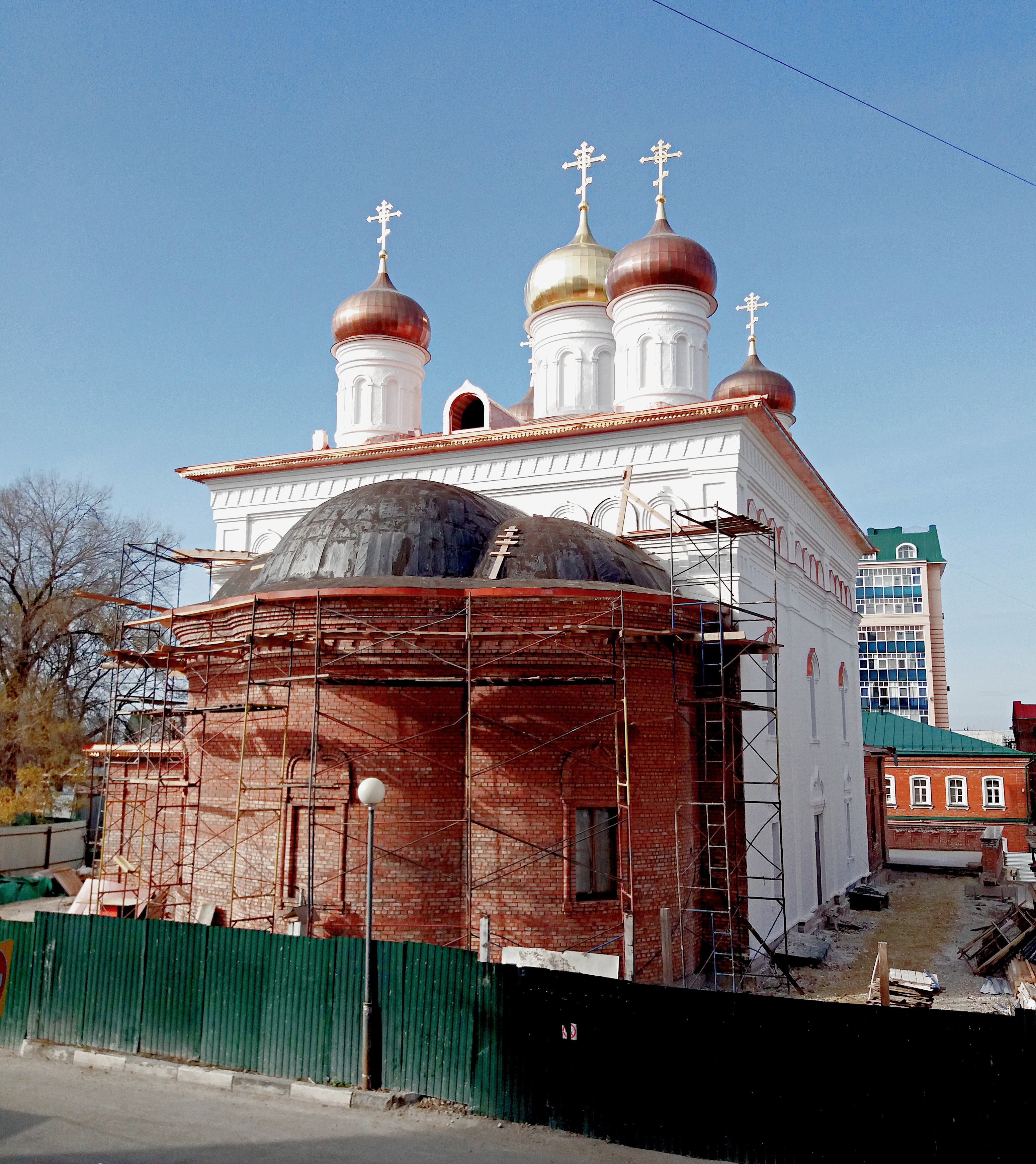
Храм (собор) в честь образа Спаса Нерукотворного (строится).
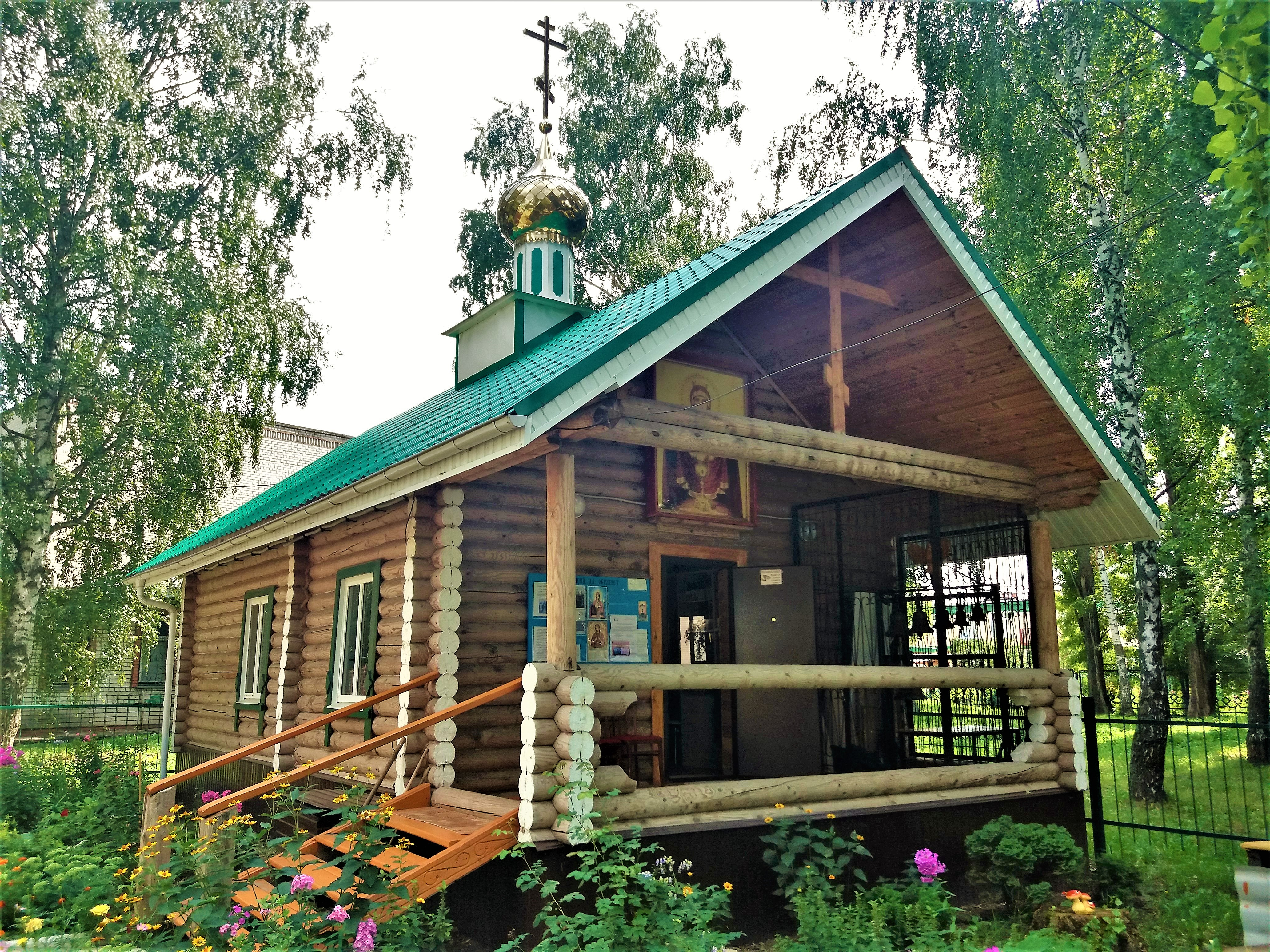
Храм в честь иконы Божией Матери «Неупиваемая чаша».
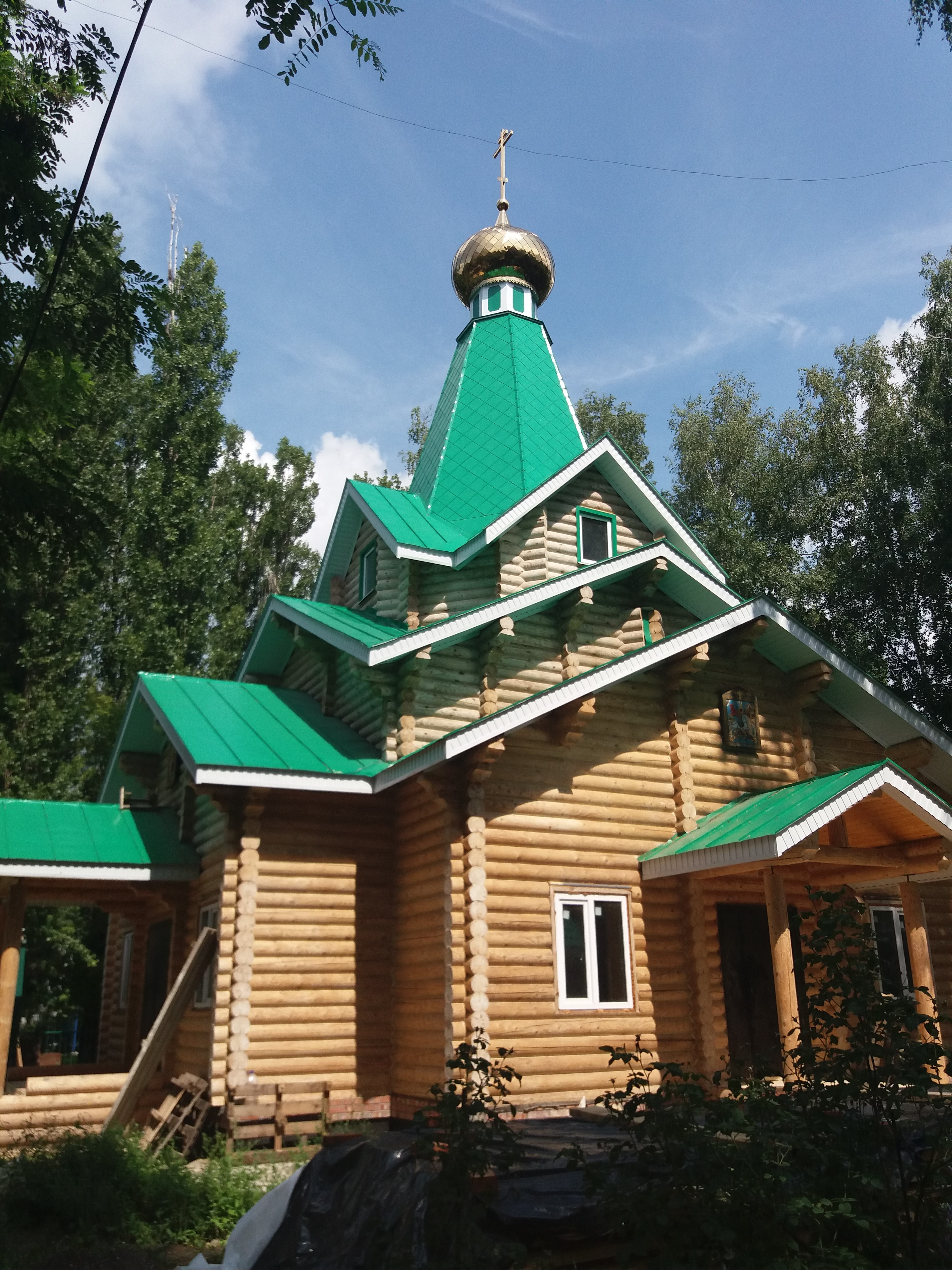
Храм в честь иконы Пресвятой Богородицы «Неупиваемая чаша» (строится).
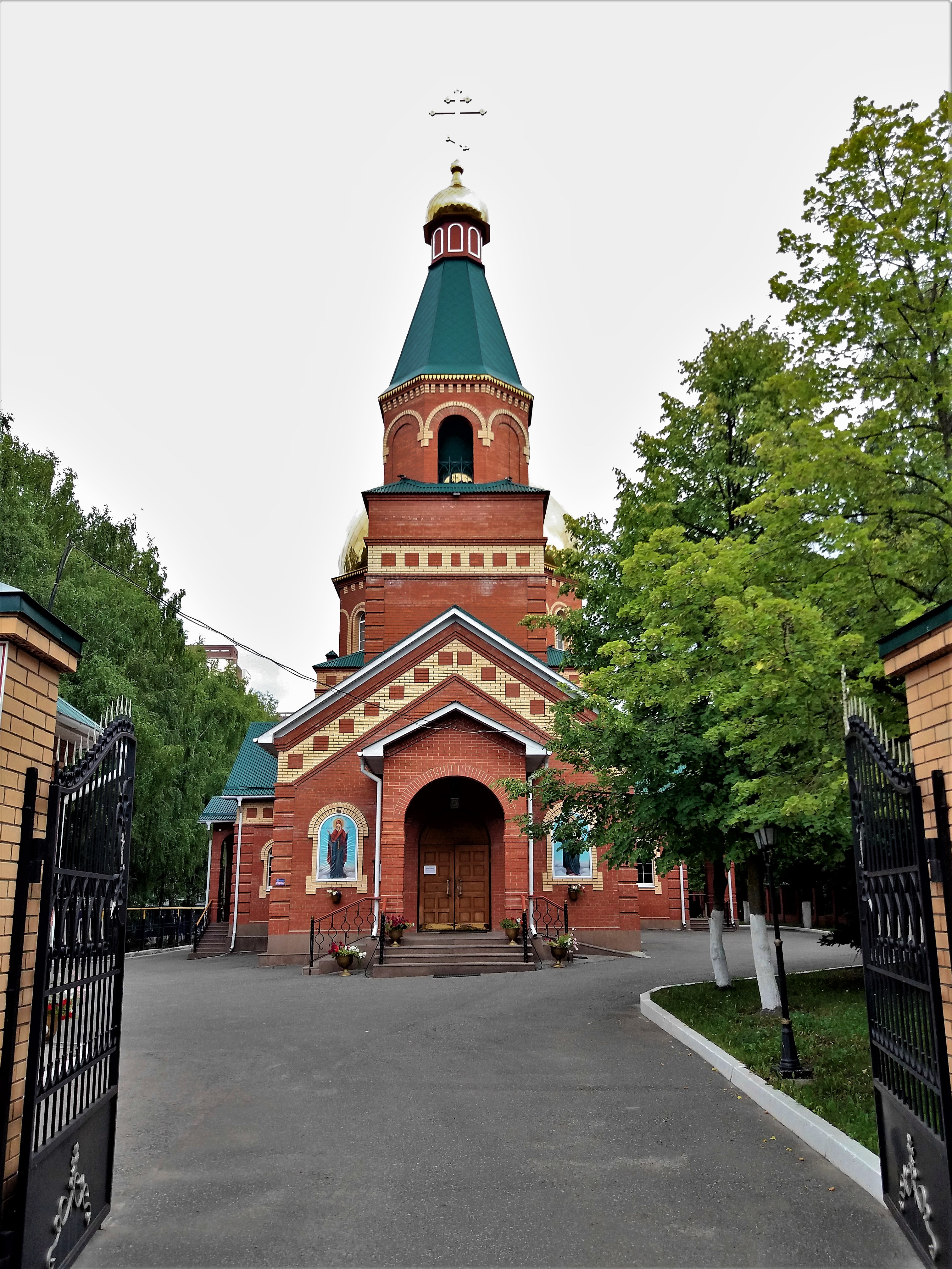
Церковь Иоанна Предтечи.